# شورلت

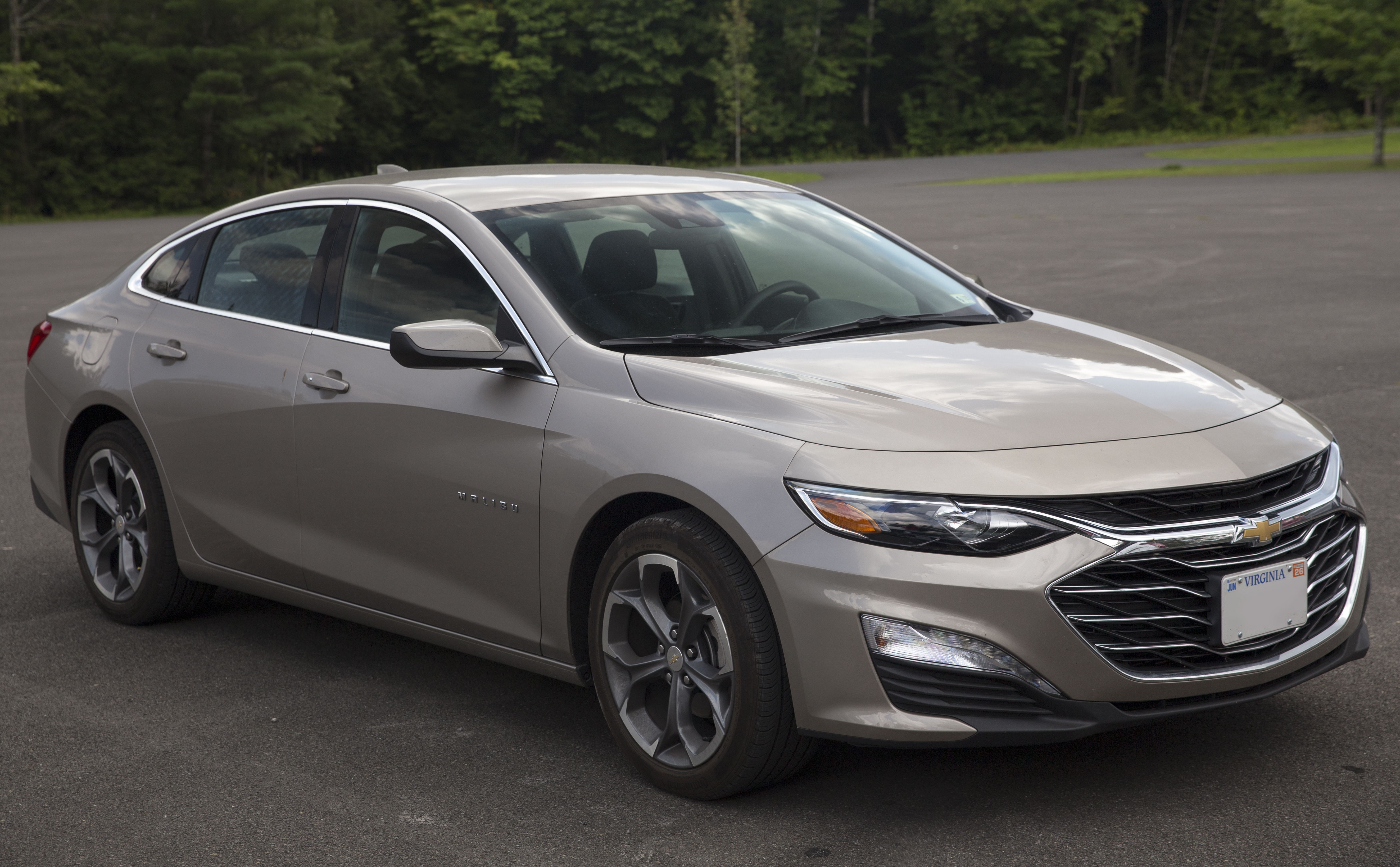
شورلت ملیبو ۲۰۲۴

شِورلت (انگلیسی: Chevrolet; ‎/ˌʃɛvrəˈleɪ/‎ SHEV-rə-LAY) که با نام شوروله نیز شناخته می‌شود، شرکت خودروسازی آمریکایی است، که هم‌اکنون نام برند گروهی از خودروها می‌باشد که توسط جنرال موتورز تولید می‌شوند.
این شرکت، در سال ۱۹۱۱ توسط لوئیس شورلت و ویلیام سی. دورانت تأسیس شد. شرکت شورلت در سال ۱۹۱۸ توسط جنرال موتورز خریداری گردید.
شورلت در طول سال‌ها فعالیت در صنعت خودروسازی، مدل‌های مشهوری را به بازار خودروی جهان عرضه کرد، که از شناخته شده‌ترین آن‌ها می‌توان به: ایمپالا، ملیبو، کامارو، تاهو، اکسپرس، ولت، کروز، کلرادو، تاورا، تراکر، بلیزر، سابربن، سلبریتی، نوا، لومینا، مونت کارلو، مونتانا، ون، وگا، کاوالیر، کاپریس، کودیاک و کوروت، شول، اشاره نمود.
تأسیس و ادغام: شورلت در سال ۱۹۱۱ توسط لوئیس شورلت، یک مهندس سوئیسی-آمریکایی، و ویلیام سی. دورانت، بنیانگذار جنرال موتورز، تأسیس شد. این برند به سرعت به دلیل تولید خودروهای مقرون به صرفه و کارآمد مشهور شد. در سال ۱۹۱۸، جنرال موتورز شورلت را خریداری کرد، این امر منجر به گسترش بیشتر و تکامل آن در بازار جهانی شد.
توسعه محصولات: از دهه ۱۹۵۰، شورلت شروع به تولید مدل‌هایی کرد که تبدیل به سمبل‌های فرهنگی در آمریکا شدند. این خودروها شامل کامارو، کوروت و ایمپالا بودند که هر یک نمادی از عملکرد، سبک و نوآوری بودند.
محصولات کلیدی
ایمپالا: از محبوب‌ترین مدل‌های شورلت است که نخستین بار در سال ۱۹۵۸ معرفی شد. این خودرو به خاطر طراحی بی‌نظیر و عملکرد قابل توجه‌اش شناخته شده است.
کوروت: نخستین بار در سال ۱۹۵۳ تولید شد و به سرعت به عنوان یکی از شاخص‌ترین خودروهای اسپورت آمریکایی جایگاه خود را تثبیت کرد. کوروت برای سرعت و طراحی خیره‌کننده‌اش معروف است.
تاهو و سابربن: این دو خودرو در دسته بزرگ‌تر و مقاوم‌تر شورلت قرار دارند و برای توانایی‌های باربری و عملکرد در مسیرهای دشوار شهرت دارند.
نوآوری‌ها و فناوری
شورلت همواره در تلاش بوده است تا از فناوری‌های جدید استفاده کند تا خودروهایی کارآمدتر و محیط زیستی سازگارتر تولید کند. این شامل توسعه موتورهای کم مصرف‌تر، سیستم‌های هیبریدی و الکتریکی و استفاده از مواد سبک‌وزن برای بهبود بازده سوخت است.
تأثیر جهانی
شورلت نه تنها در آمریکا بلکه در سراسر جهان نفوذ داشته است. این برند در بازارهای بزرگی مانند چین، اروپا و آمریکای جنوبی فعالیت می‌کند و خودروهایی را ارائه می‌دهد که متناسب با نیازها و سلیقه‌های محلی طراحی شده‌اند.
شورلت همچنین در زمینه‌های حمایت از جوامع مختلف از طریق برنامه‌هایی مانند اهدای خودرو به سازمان‌های غیرانتفاعی و حمایت از برنامه‌های آموزشی فعال است.
این تنها بخشی از اطلاعات و توضیحاتی است که می‌توان در مورد شورلت و تأثیر آن بر صنعت خودروسازی ارائه داد. ادامه این مطالب می‌تواند شامل جزئیات بیشتری در مورد هر بخش، تحلیل‌های عمیق‌تر و بررسی فنی‌تری از محصولات و نوآوری‌های شورلت باشد.

## تاریخچه

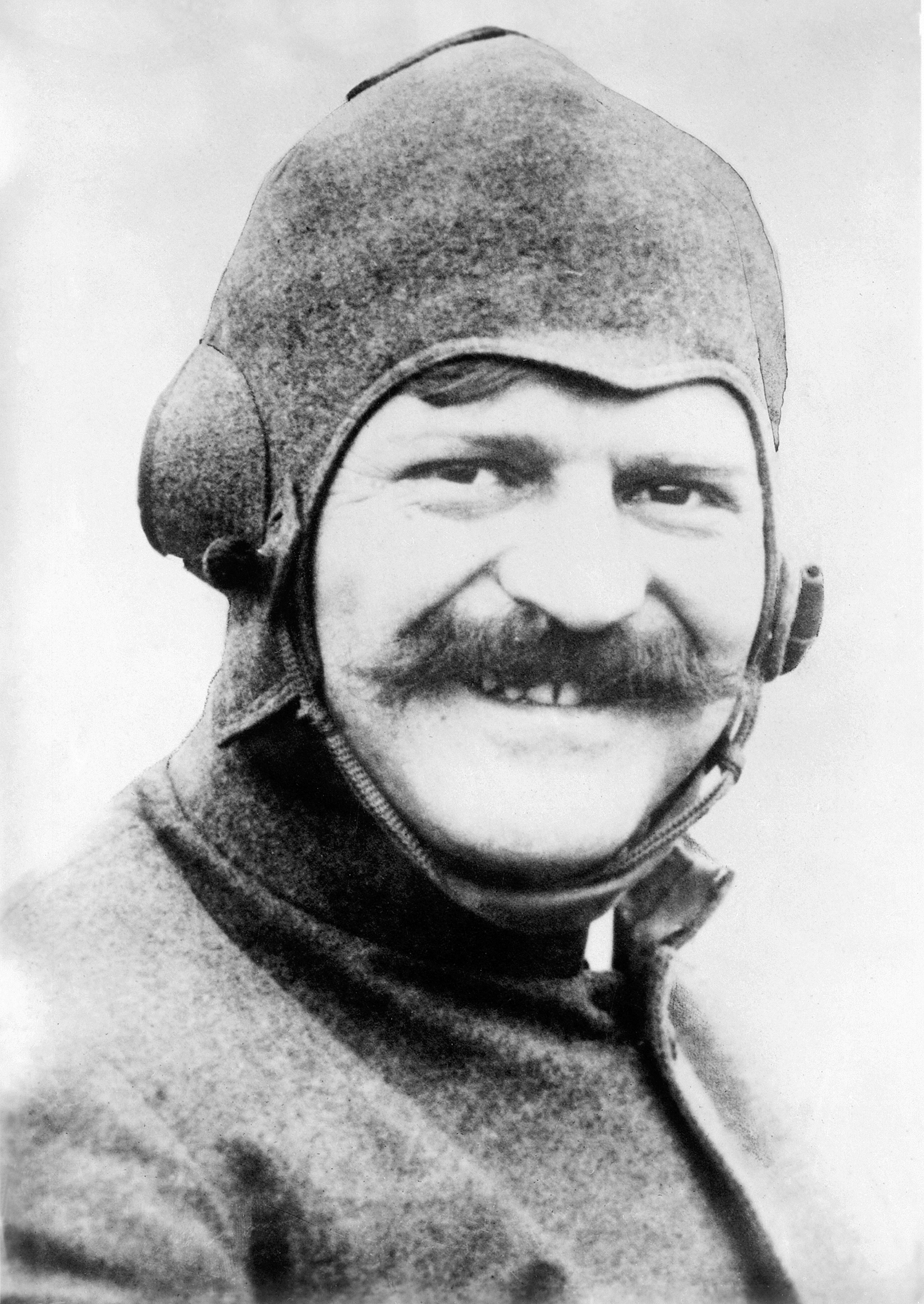
لوئیس شورلت در سال ۱۹۱۴

نام خودروهای این شرکت، از نام راننده موفق سوئیسی؛ لوئیس شورلت گرفته شده‌است. او در سال ۱۸۷۸ در کشور سوئیس از پدر و مادر فرانسوی زاده شد و سپس در آنجا به کار در یک شرکت مورس پرداخته و سپس با برادران خود، بنام‌های آرتور و گاستون تصمیم گرفت به کانادا مهاجرت کند.
وی سپس وارد ایالات متحده گردید. در شهر نیویورک امکان کار بر روی خودروها و کامیون‌های کارخانه ویلیام والتر برای لوئیس فراهم آمد. او سپس شروع به کار در کارخانه‌های پرشمار کرد و توانست خود را به‌عنوان یکی از بهترین رانندگان مسابقات نشان دهد و همین امر باعث شد، تا توجه ویلیام سی. دورانت - مؤسس شرکت جنرال موتورز - به وی جلب شده و دورانت او را به عنوان راننده جنرال موتورز استخدام کند.
لوئیس شورلت و ویلیام دورانت، خودرو جدیدی به سبک خودروهای فرانسوی طراحی نموده و نام آن را شورلت گذاشتند. در سال ۱۹۱۱ نمونه کلاسیک و شش سیلندر این مدل برای عرضه به بازار ایالات متحده، تولید شد. در سوم نوامبر آن سال، کارخانه شورلت موتور تأسیس شد و ۲٫۹۹۹ دستگاه از این خودرو را، در همان سال تولید کرد.
شرکت میسون موتور که پیش‌تر تحت نظارت دورانت بود، به شورلت واگذار گردید و در سال ۱۹۱۳ این دو شرکت در هم ادغام شدند. در ۱۹۱۳ خودرو چهار سیلندر بی‌بی در دو مدل یک سرنشینه و مدل سلطنتی، در رنگ‌های آبی و سفید تولید شد. طرح رنگ آمیزی این خودرو، از روی کاغذ دیواری هتلی که دورانت در فرانسه در آن اقامت داشت، الهام گرفته شده بود.
در سال ۱۹۱۳ لوئیس شورلت و دو نفر دیگر، بنام‌های وی. آر هفلر و جی‌بویز تصمیم گرفتند، تا کارخانه تولید موتورهای هوایی شورلت را تأسیس کنند. اما این کارخانه در همان آغاز کار، ورشکست گردید و در سال ۱۹۴۱، لوئیس شورلت به صورتی مرموز، کشته شد و راز قتل او در پرده‌ای از ابهام باقی‌ماند.
در سال ۱۹۱۴ نام شرکت به مکس‌ول موتور تغییر کرد و در شهر نیویورک تعداد ۵٫۰۰۵ دستگاه خودرو تولید شد و در همین سال، مدل دیگری نیز به نام شورلت ۴۹۰ و با قیمت ۴۹۰ دلار به بازار عرضه شد.
طی دو سال شمار ۷۰٫۷۰۱ دستگاه از این خودرو به فروش رفت و در سال ۱۹۱۷ اولین خودرو اسپورت بدون سقف این شرکت نیز ساخته شد. در ۱۹۱۸ شورلت شروع به تولیدات تجاری مانند کامیون کرد.
در ۱۹۱۹ شرکت شورلت به دو بخش شرکت دورانت و بخش جنرال موتورز تقسیم شد و تا قبل از جنگ جهانی دوم، معادل ۱۴۹٫۹۰۴ دستگاه خودرو تولید نمود.
در ۱۹۲۱ یعنی پس از جنگ به علت کمبود سرمایه پنج میلیونی، شرکت شورلت تا مرز سقوط و ورشکستگی پیش رفت، اما پیش از آن در سال ۱۹۱۱ نیز با این وضع مواجه شده بود، که با مدیریت خوب ویلیام دورانت در مدتی کمتر از ده سال، به یکی از بزرگ‌ترین کارخانجات خودروسازی جهان تبدیل گشت.
یکی از بزرگ‌ترین مشکلات شرکت، در ۱۹۲۳ برگشت خوردن موتورهای هواپیمای تولیدی شورلت بود، که ضرری بزرگ به شورلت وارد ساخت. در سال ۱۹۲۷ خودروی جدید شورلت، توانست از نظر تعداد تولیدات مقام نخست را، در صنعت، به خود اختصاص دهد. این وسیله نقلیه به تعداد یک میلیون و هزار و هشتصد و هشتاد دستگاه تولید شد.
در ۱۹۲۹ طرح جدیدی از یک خودروی شش سیلندر و طرحی چهار سیلندر از همین خودرو، به منظور کاهش قیمت، ارائه و از آن به تعداد ۱٫۳۲۸٫۶۰۵ دستگاه تولید شد.
در سال ۱۹۳۵ شورلت، تولید ده میلیونمین خودرو خود را جشن گرفت. در ۱۹۳۶ سامانه ترمزهای شورلت به صورت هیدرولیک درآمد. در ۱۹۳۹ شرکت با تولید ۱۵ میلیون‌امین خودروی خود، شورلت سایتیشن را به بازار عرضه کرد.
قبل از آغاز جنگ جهانی دوم، شرکت رکورد فروش خودرو در سال را، شکسته و در ۱۹۴۱ رقمی معادل ۱٫۴ میلیون فروش را، در بازارهای جهانی خودرو، به نام خود ثبت کرد.
در آن سال، یکی از خودروهای کوپه شرکت نیز، در چند مسابقه اتومبیل‌رانی، موفق به کسب مقام شد. در سال ۱۹۴۸ دبلیو. اف آرمسترانگ، یکی از مدیران موفق جنرال موتورز سرپرستی شورلت را به عهده گرفت.
با ورود این مدیر جدید، سبک تولید خودروها، در کارخانجات شورلت دوباره تغییر و مدل‌های دیگری از آن، را در ۱۹۵۰ به بازار عرضه کرد. بر اثر این سبک جدید، غیر از تغییرات در بدنه خودرو، تغییرات عمده‌ای در ساختار موتور و همچنین قیمت آن، حاصل شد.
از سال ۱۹۵۰ به بعد، بیشتر مدل‌های شورلت، با گیربکس تمام خودکار بودند. یکی از کارهای مهم آرمسترانگ، تولید مدل‌های بسیار ارزان قیمت بود، که در رشد اقتصادی شرکت شورلت اهمیت بسیار داشت.
همچنین در ۱۹۵۰ مهندس هارلی جی. ایرل، مدل شورلت کوروت را، طراحی و تولید کرد، که در سال ۱۹۵۹ در مدل‌های شورلت کودیاک و شورلت ایمپالا، به بازار عرضه شدند.
علی‌رغم اینکه این دو مدل، نتوانستند مانند خودروهای مطرح این شرکت، فروش بالایی داشته باشند، اما با این حال تا سال ۱۹۶۹ تولید آن‌ها ادامه داشت.
در ۱۹۶۲ شورلت نوا به عنوان مدلی برگرفته از شورلت کورن‌ویر و ایمپالا طراحی و ساخته شد، در ۱۹۶۴ مدلی بزرگتر از آن، به بازار عرضه گردید. همچنین در همان سال، شورلت کاپریس با قیمت ۳٫۳۴۷ دلار در کنار شورلت نوا که قیمتی معادل ۲٫۰۲۸ دلار داشت، به معرض فروش گذاشته شد. در سال ۱۹۶۳ شرکت شورلت آنچنان پیشرفت کرده بود، که از هر ۱۰ خودروی تولید شده در ایالات متحده، یک خودرو از تولیدات شورلت اختصاص داشت.
در سال ۱۹۶۷ مدلی اسپورت و کوپه بنام شورلت کامارو ساخته و تا دو دهه، به‌عنوان یکی از مطرح‌ترین خودروهای اسپورت، که نظر تمام حادثه جویان را به خود جلب کرده بود، تولید می‌شد.

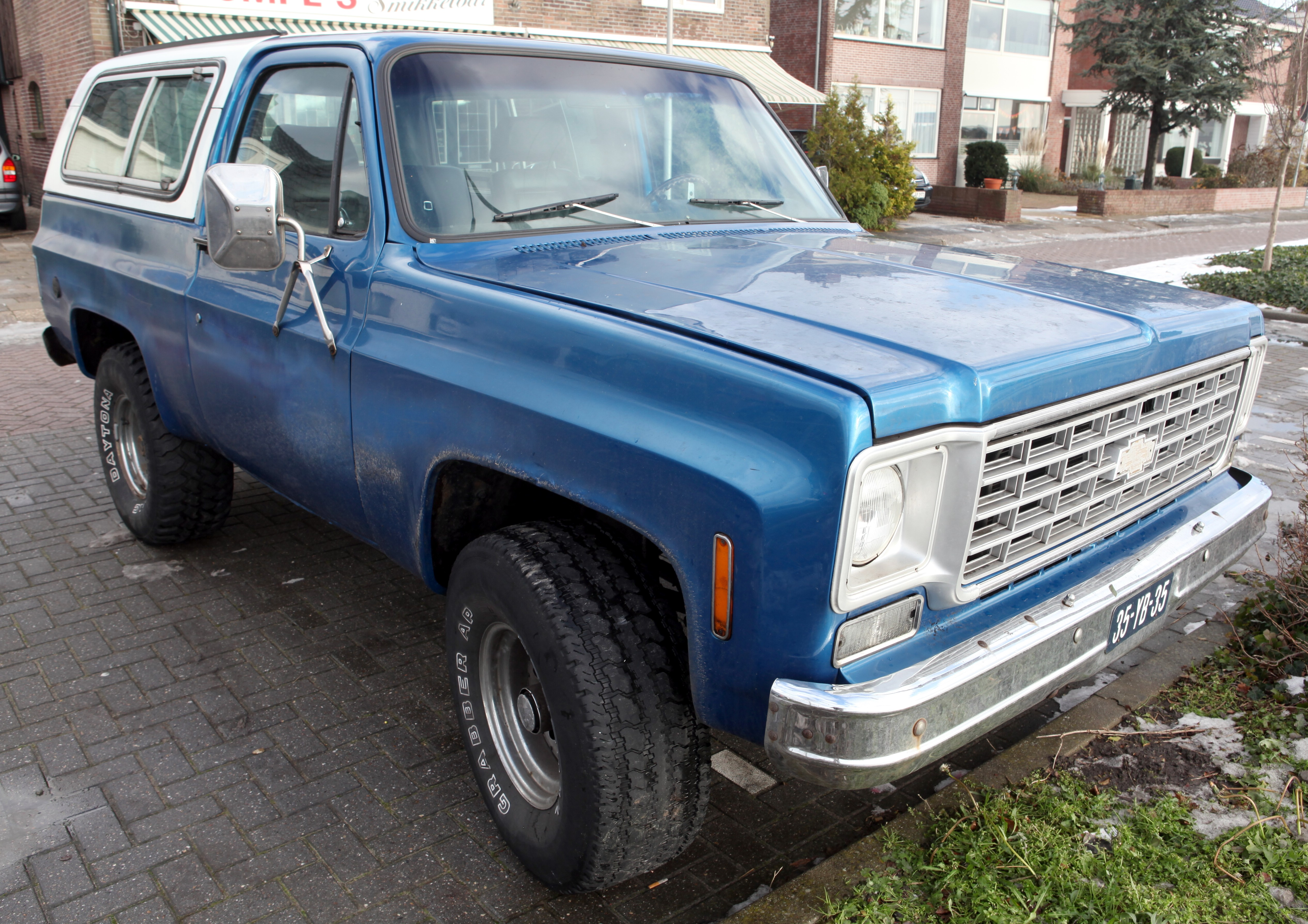
شورلت بلیزر کی۵، تولید دهه ۱۹۷۰

یکی از مطرح‌ترین مدل‌های کامارو مدل زد، با حجم موتور ۵۷۰۰ سی‌سی، که با موتور کوروت، در سال ۱۹۸۹ به بازار عرضه شد. در دهه ۱۹۷۰، از موتورهای شرکت شورلت، توسط بسیاری از کارخانه‌های دیگر مانند اوپل و اولدزموبیل، که موتور خودروهای شش و هشت سیلندر خود را، از این شرکت خریداری می‌کردند، استفاده می‌شد.
در آغاز دهه ۱۹۷۰ قراردادی بین دو شرکت شورلت و ایسوزو منعقد و بنابر آن مقرر شد، که شورلت تمام تجهیزات خودروسازی این کارخانه را، تأمین نماید.
شورلت در سال ۱۹۷۱ مدل‌های شورلت نوا، شورلت مونت کارلو، شورلت بل ایر، شورلت بلیزر و شورلت سابربن را، به مرحله تولید رساند و در همین سال، مدل لوکسی از کاپریس نیز، به بازار عرضه کرد، که فروش فوق‌العاده‌ای را برای این شرکت رقم زد.
در سال ۱۹۷۵، مدل کاوالیر، یکی از موفق‌ترین خودروهای این شرکت، طراحی و تولید گردید. در میانه دهه ۱۹۸۰ نیز این شرکت روابط تجاری خود را با خودروسازهای ژاپنی مانند سوزوکی و تویوتا گسترش داد. اکنون این شرکت به عنوان یکی از بزرگ‌ترین تولیدکنندگان خودروی جهان، مطرح است.

## عملیات بین‌المللی
در سال ۲۰۱۰ میلادی، شورلت دارای عملیات در ۱۴۰ کشور جهان بوده و رکورد فروش بین‌المللی آن، ۴٫۷۶ میلیون خودرو اعلام گردید.
| ۱۰ بازار اول فروش شورلت ۲۰۱۱ | ۱۰ بازار اول فروش شورلت ۲۰۱۱ | ۱۰ بازار اول فروش شورلت ۲۰۱۱ | ۱۰ بازار اول فروش شورلت ۲۰۱۱ |
| رتبه در جی ام                | مکان                         | فروش خودرو                   | درصد مشارکت در بازار         |
| ---------------------------- | ---------------------------- | ---------------------------- | ---------------------------- |
| ۱                            | ایالات متحده آمریکا          | ۱٫۷۱۵٫۸۱۲                    | ۳۶٫۹٪                        |
| ۲                            | برزیل                        | ۶۳۲٫۲۰۱                      | ۱۳٫۳٪                        |
| ۳                            | چین                          | ۵۹۵٫۰۶۸                      | ۱۲٫۵٪                        |
| ۴                            | روسیه                        | ۱۷۳٫۴۸۵                      | ۳٫۶٪                         |
| ۵                            | مکزیک                        | ۱۶۲٫۴۶۱                      | ۳٫۴٪                         |
| ۶                            | کانادا                       | ۱۵۰٫۵۴۰                      | ۳٫۲٪                         |
| ۷                            | آرژانتین                     | ۱۳۳٫۴۹۱                      | ۲٫۸٪                         |
| ۸                            | ازبکستان                     | ۱۲۱٫۵۸۴                      | ۲٫۶٪                         |
| ۹                            | هند                          | ۱۱۱٫۰۵۶                      | ۲٫۳٪                         |
| ۱۰                           | کلمبیا                       | ۱۰۵٫۷۸۳                      | ۲٫۲٪                         |

## مدل‌های کنونی

### تولیدات کنونی
مدل‌های کنونی در آمریکا و کانادا به صورت زیر است.
| خودرو      | اسپارک   | کروز     | ملیبو | کامارو | کروت | سونیک |  |
| وانت       | کلرادو   | سیلورادو |       |        |      |       |  |
| کراس اُور   | اکویناکس | تراورس   | ترکس  |        |      |       |  |
| اس. یو. وی | تاهو     | سابربن   |       |        |      |       |  |
| وَن         | اکسپرس   |          |       |        |      |       |  |

### مدل‌های آینده
- شورلت ولت

## حمایت‌های مالی
در ماه مه سال ۲۰۱۲ میلادی، شرکت شورلت، با باشگاه فوتبال منچستر یونایتد قراردادی امضا نمود و به‌عنوان اسپانسر این باشگاه، جایگزین آئودی گردید. بر پایه این قرارداد از سال ۲۰۱۴ برند روی پیراهن منچستر یونایتد، برای مدت ۷ سال، به لوگو شورلت اختصاص خواهد یافت.
در سال ۲۰۱۲ همچنین شرکت شورلت با باشگاه بزرگ دیگر بریتانیایی، یعنی باشگاه فوتبال لیورپول نیز قرارداد همکاری متقابل، به‌امضا رسانید.

## نگارخانه

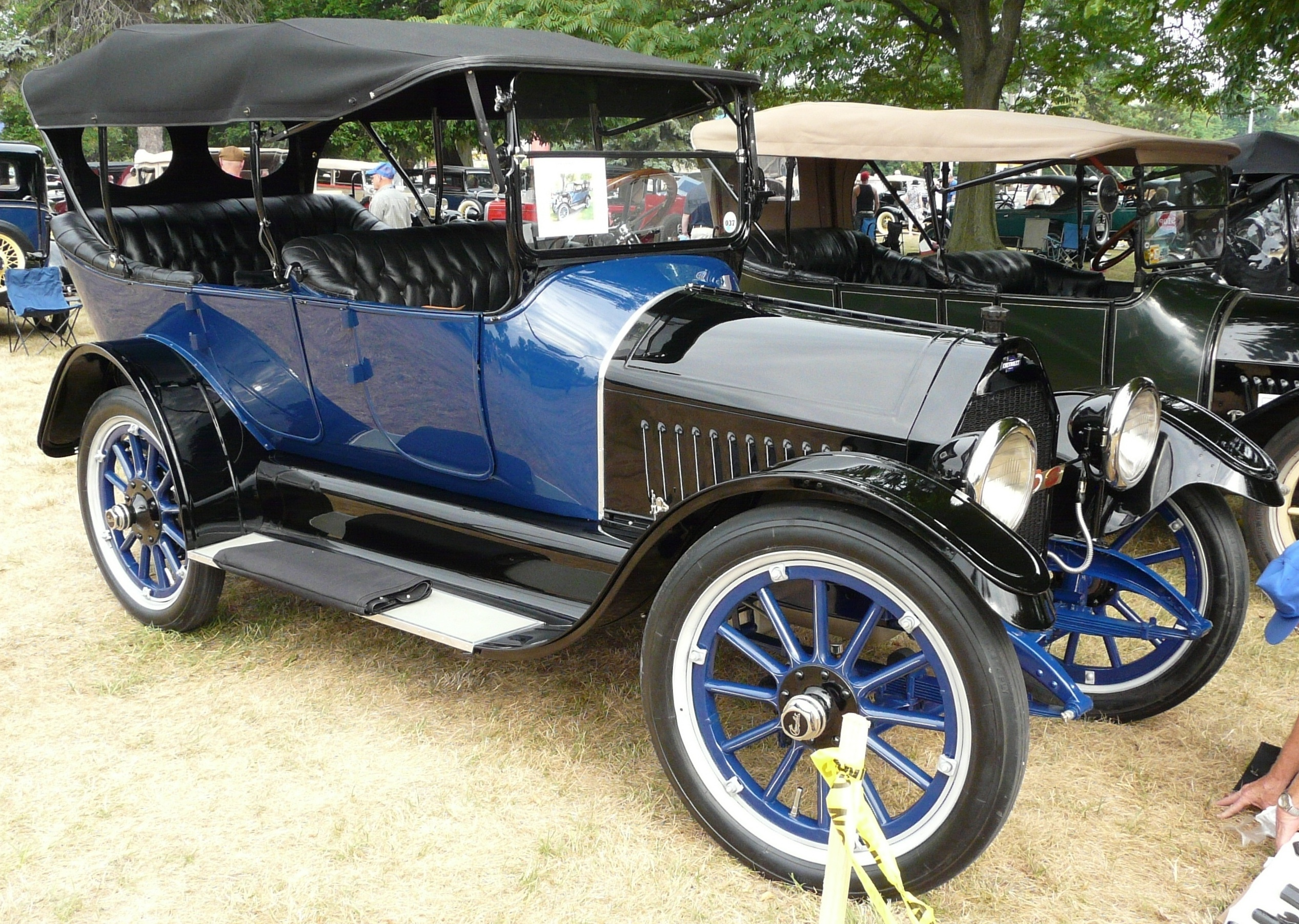
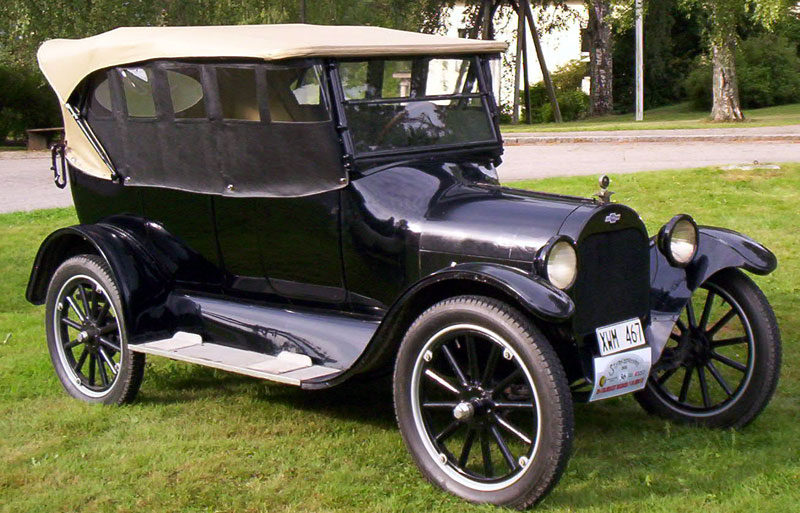
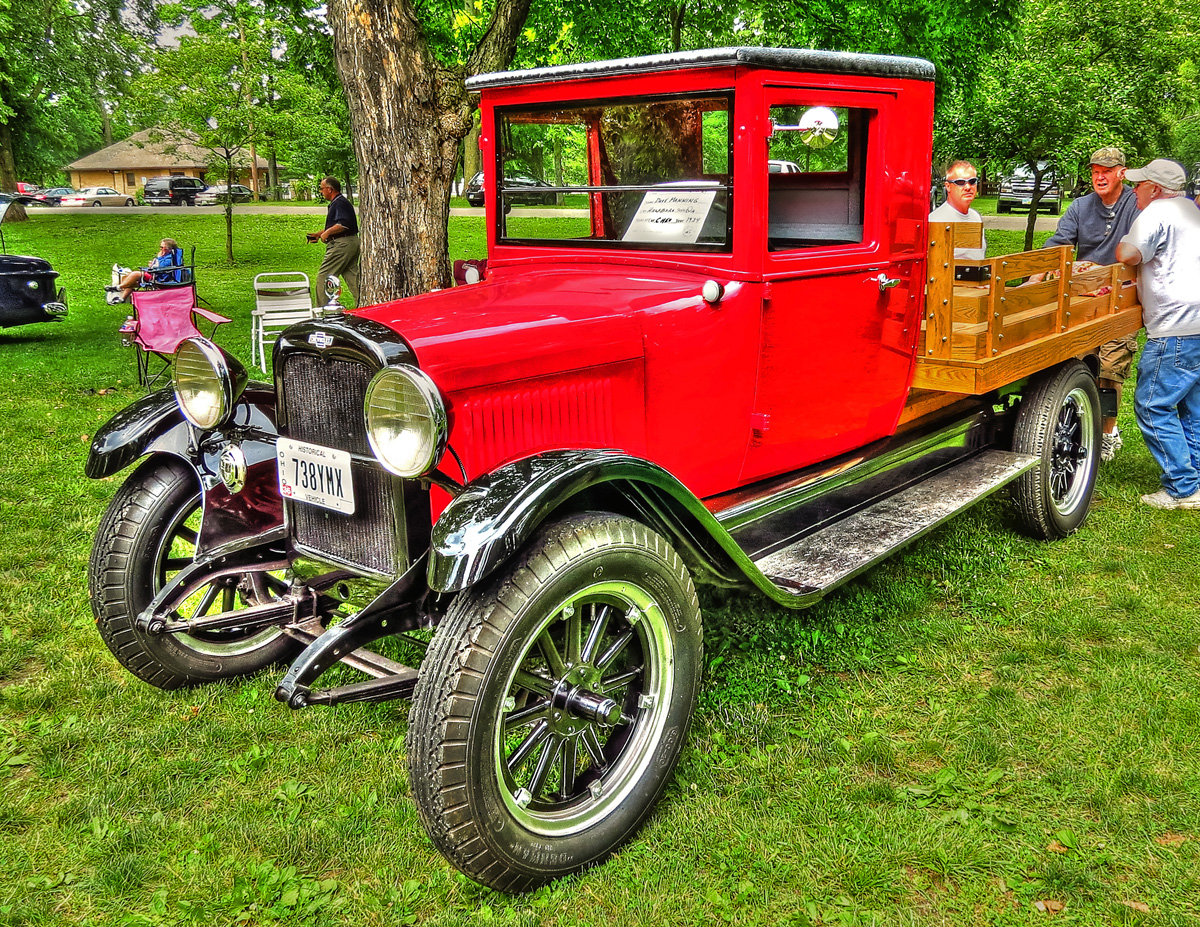
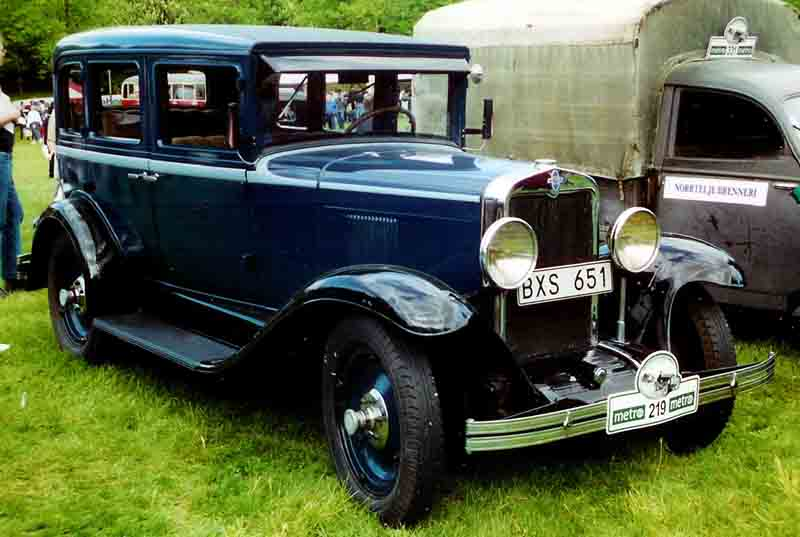
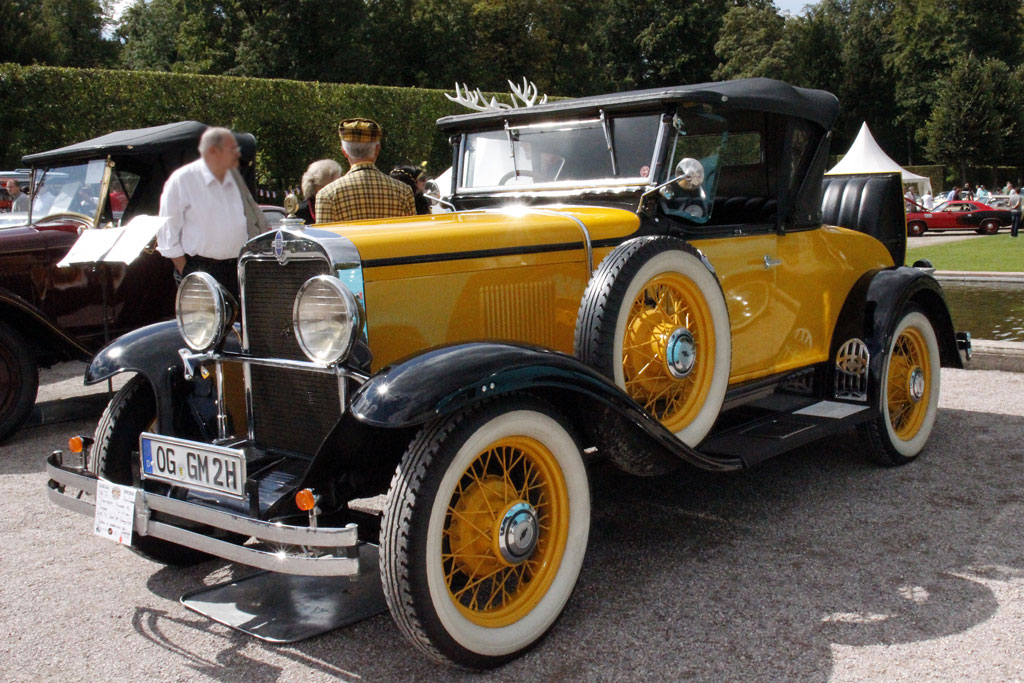
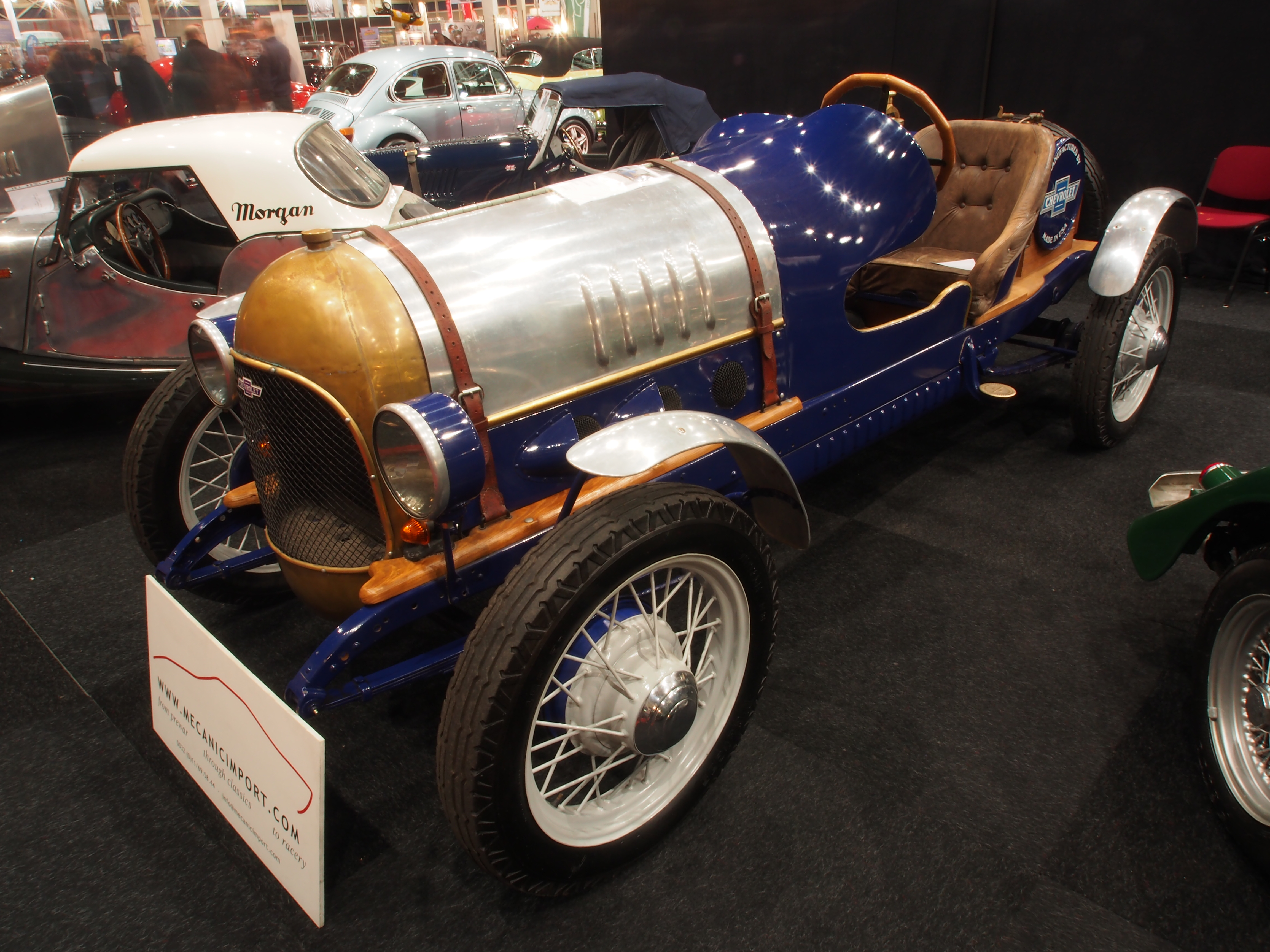
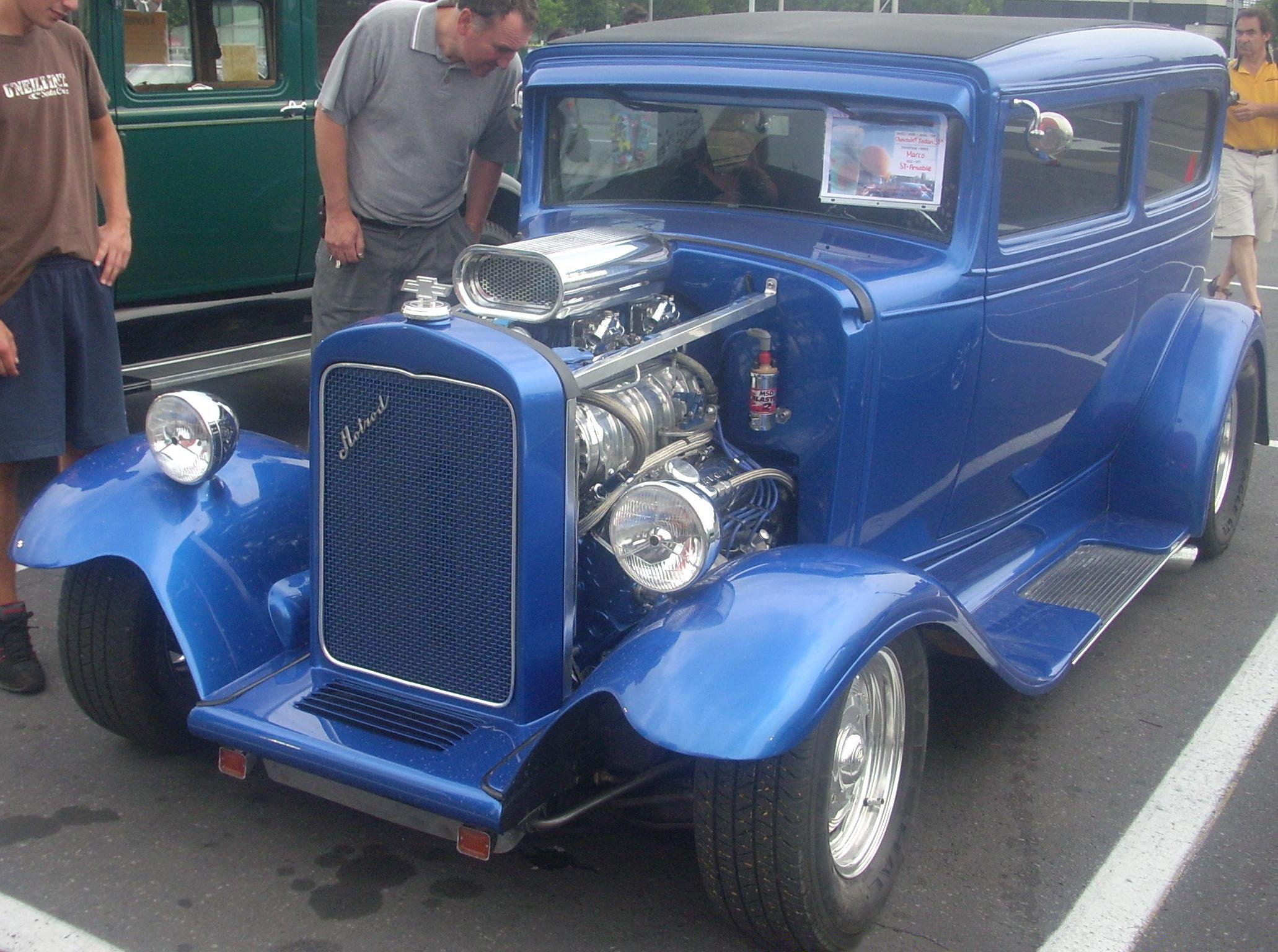
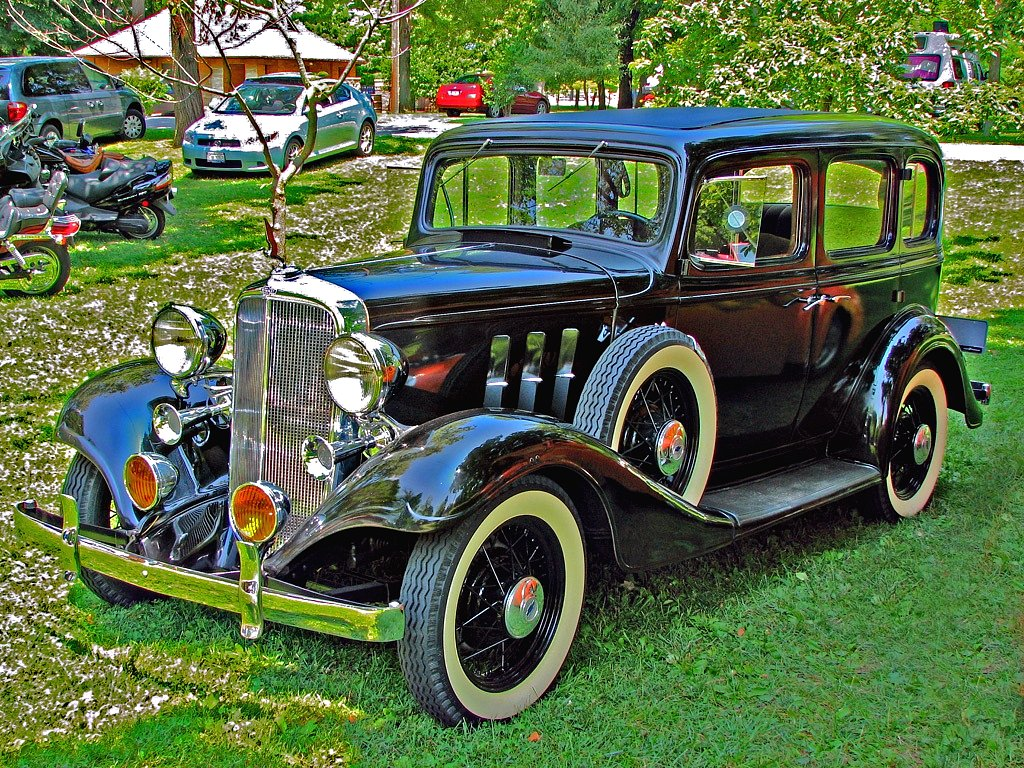
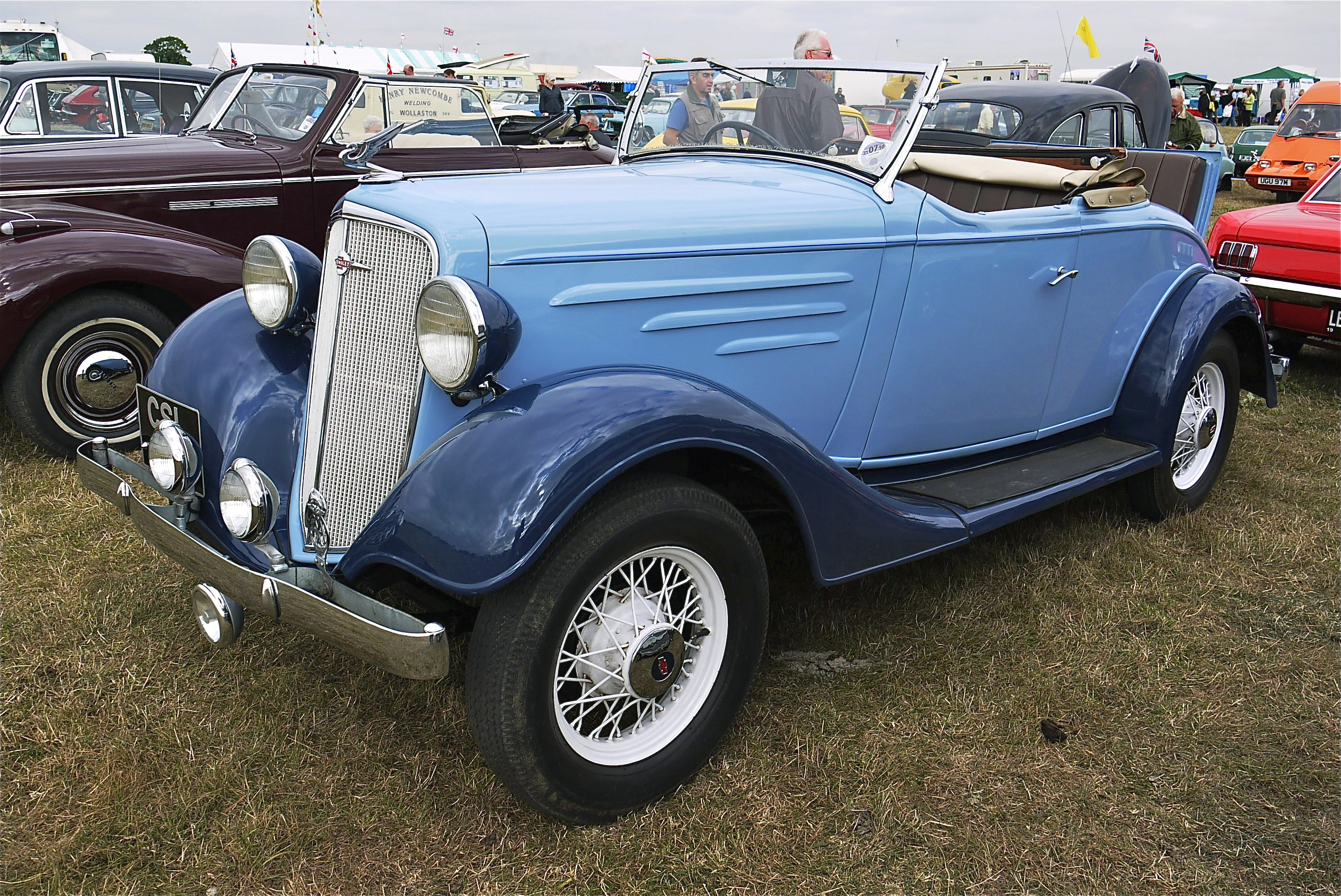
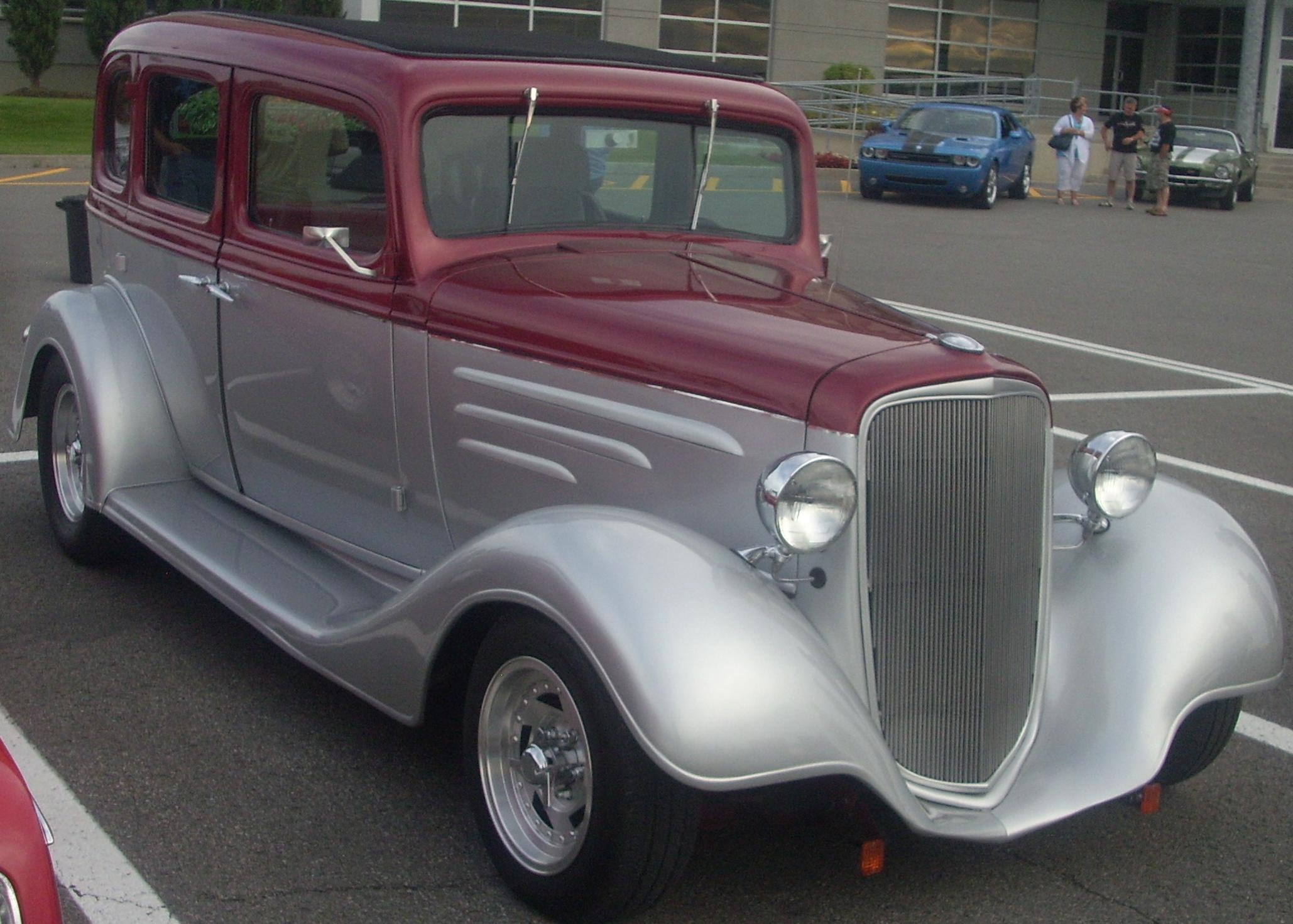
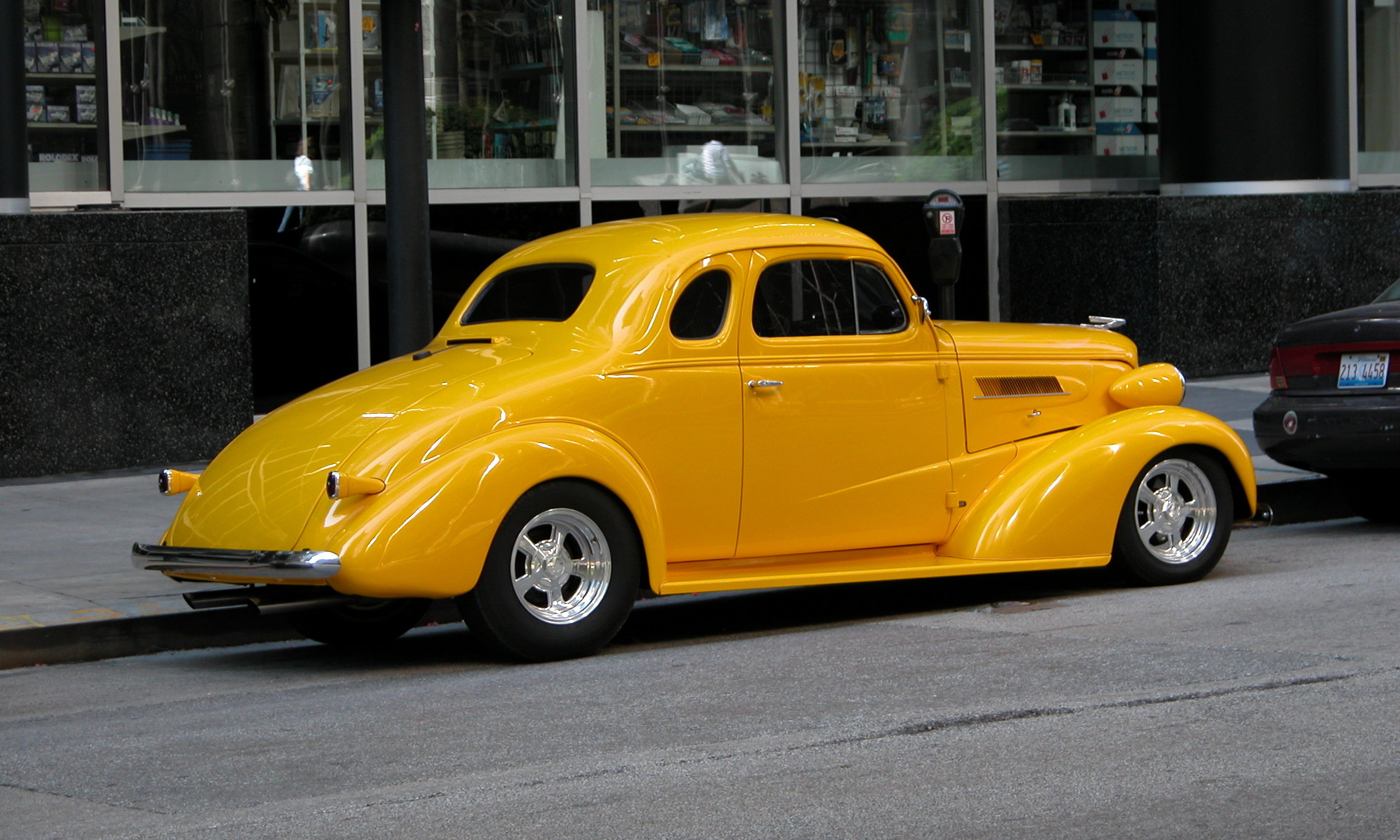
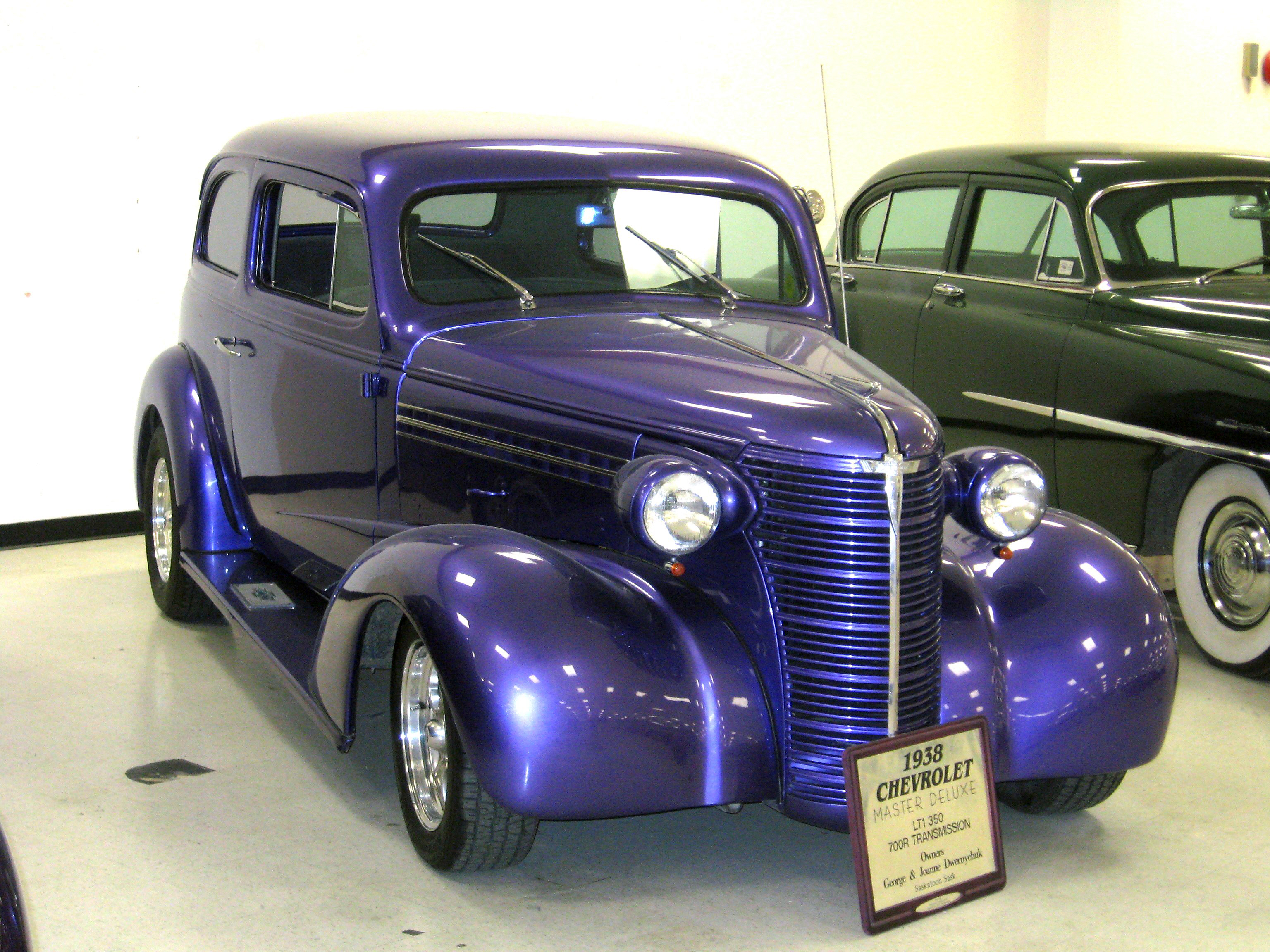
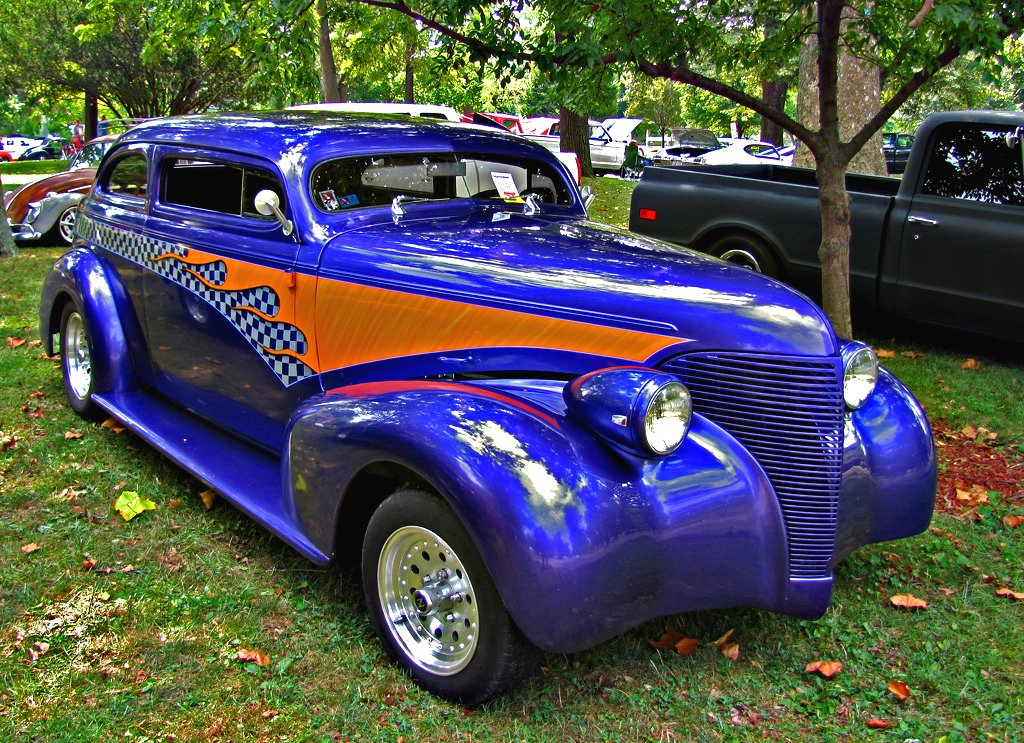
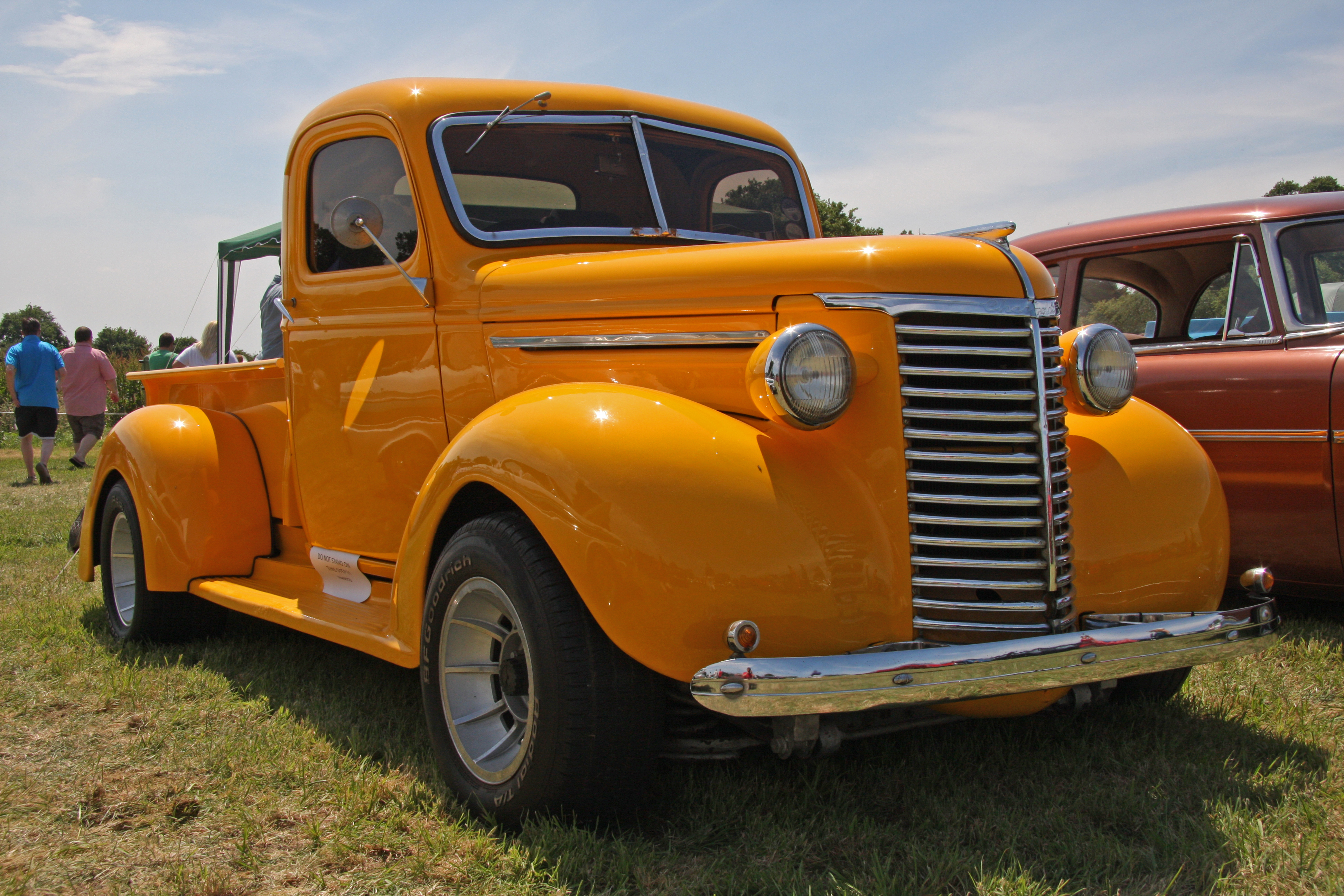
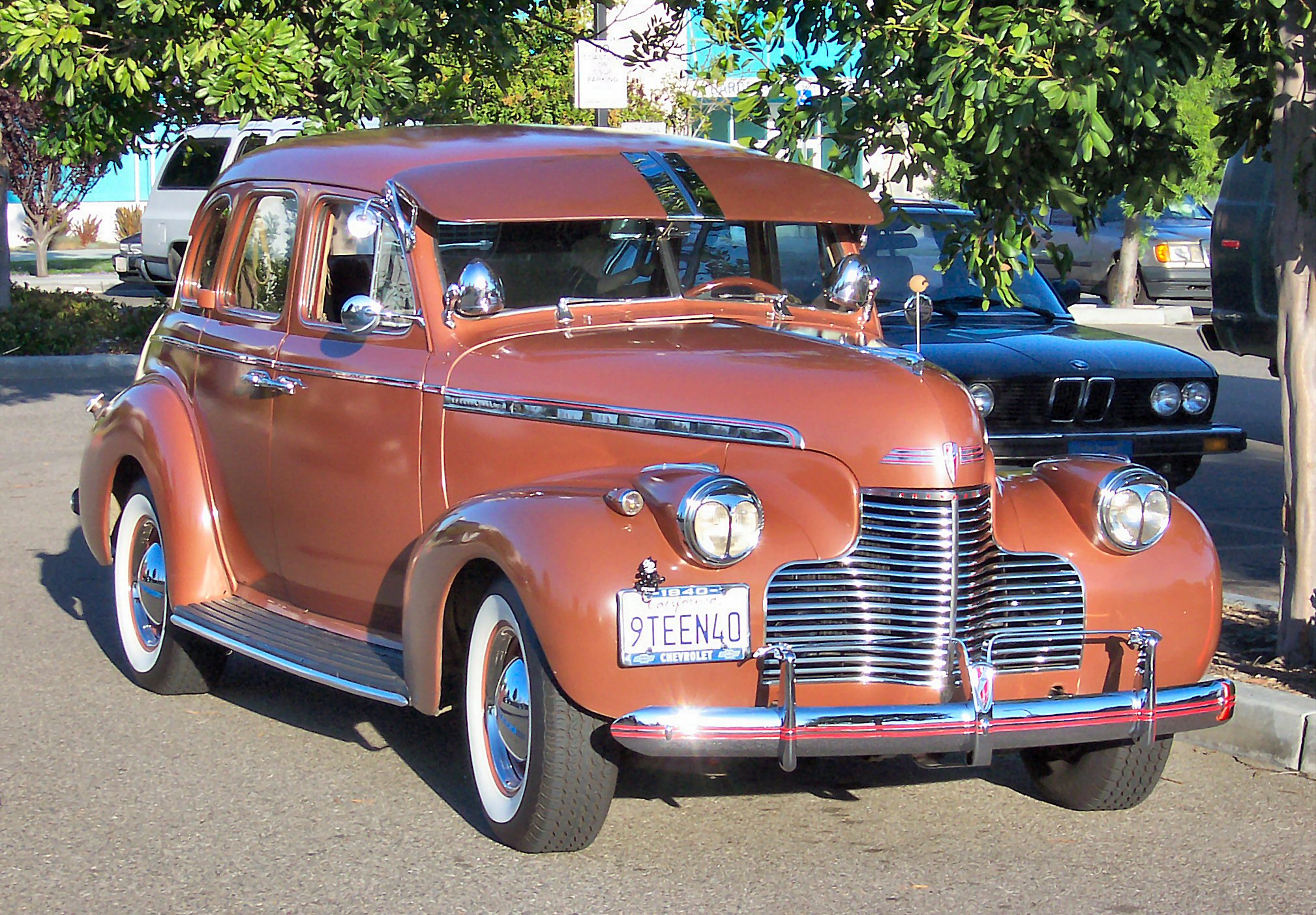
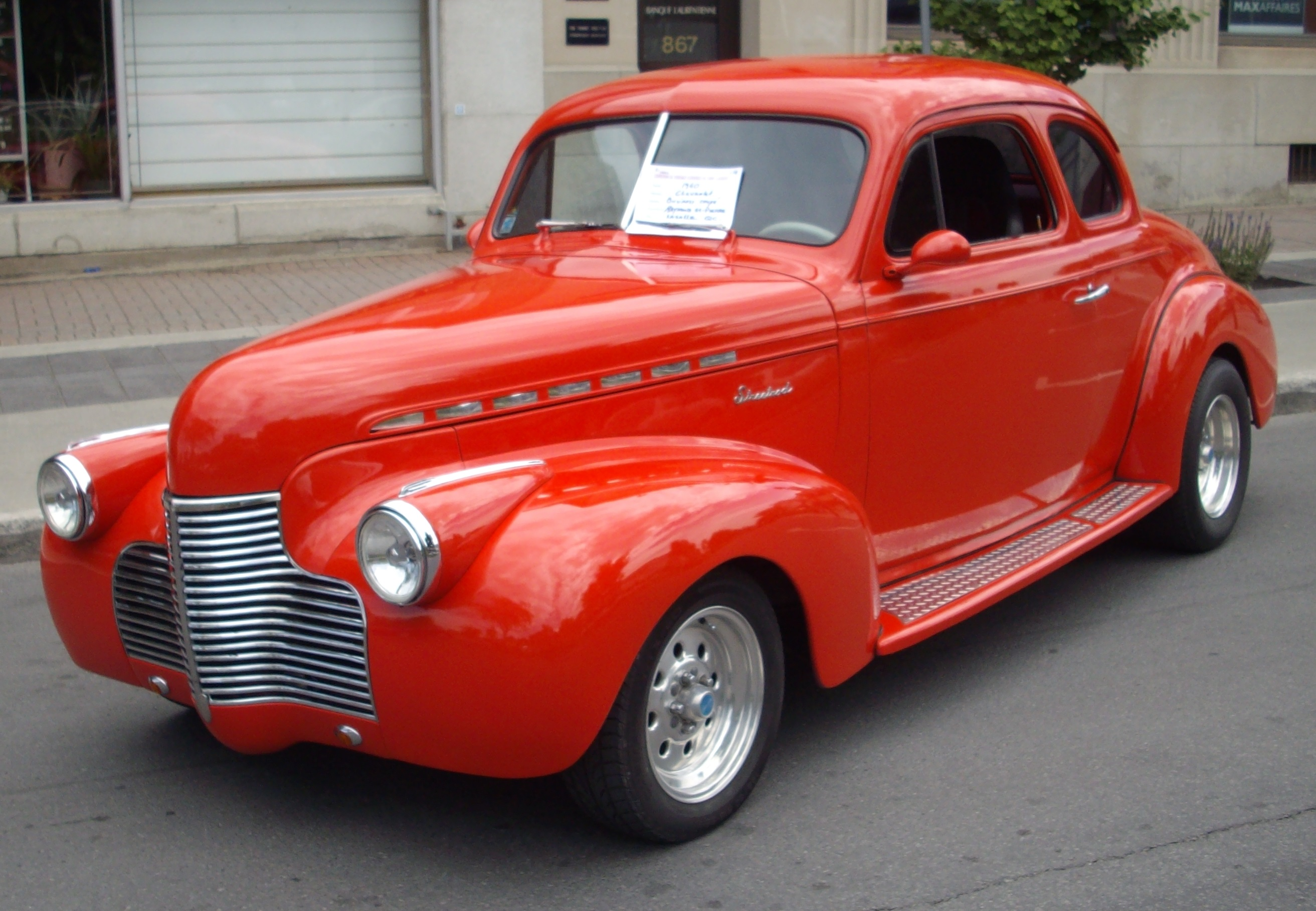
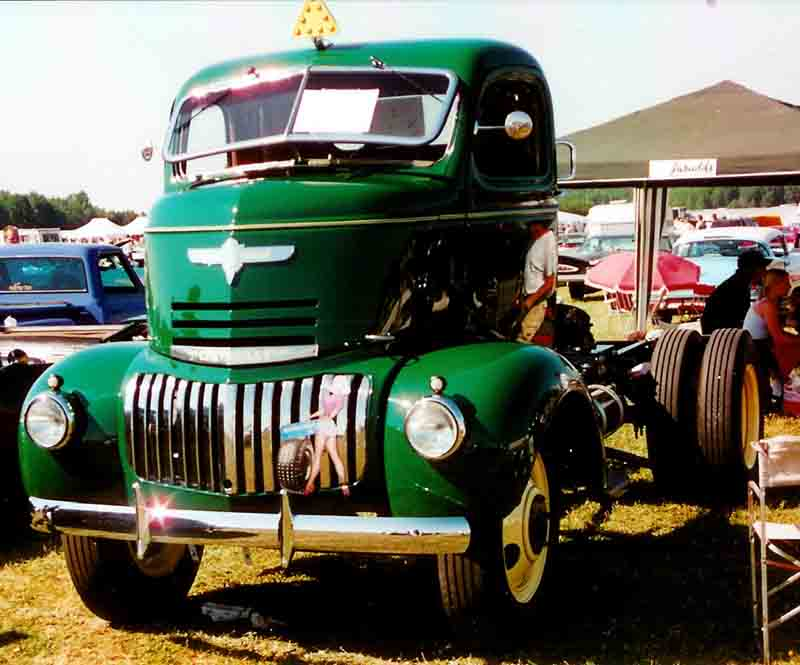
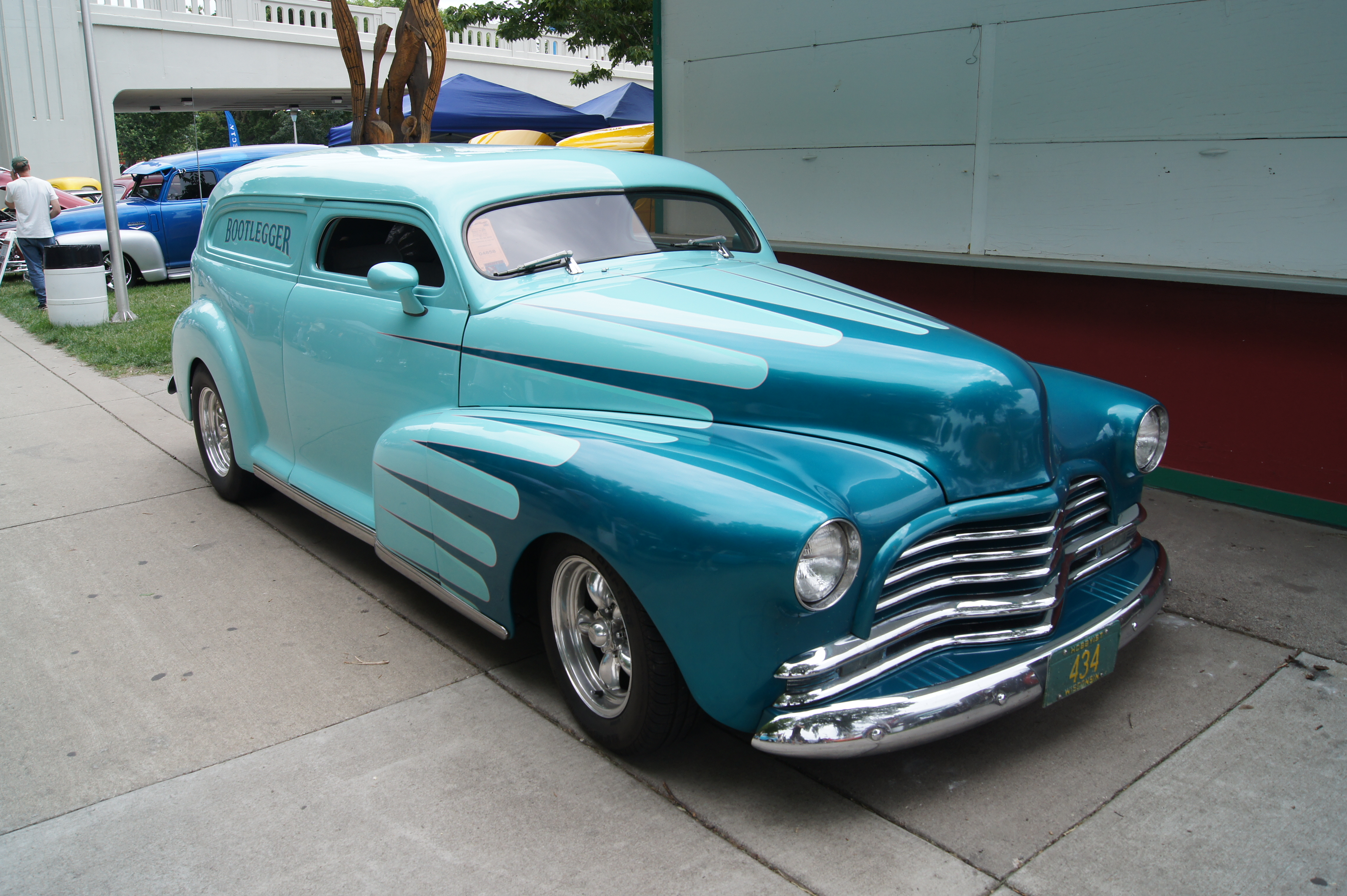
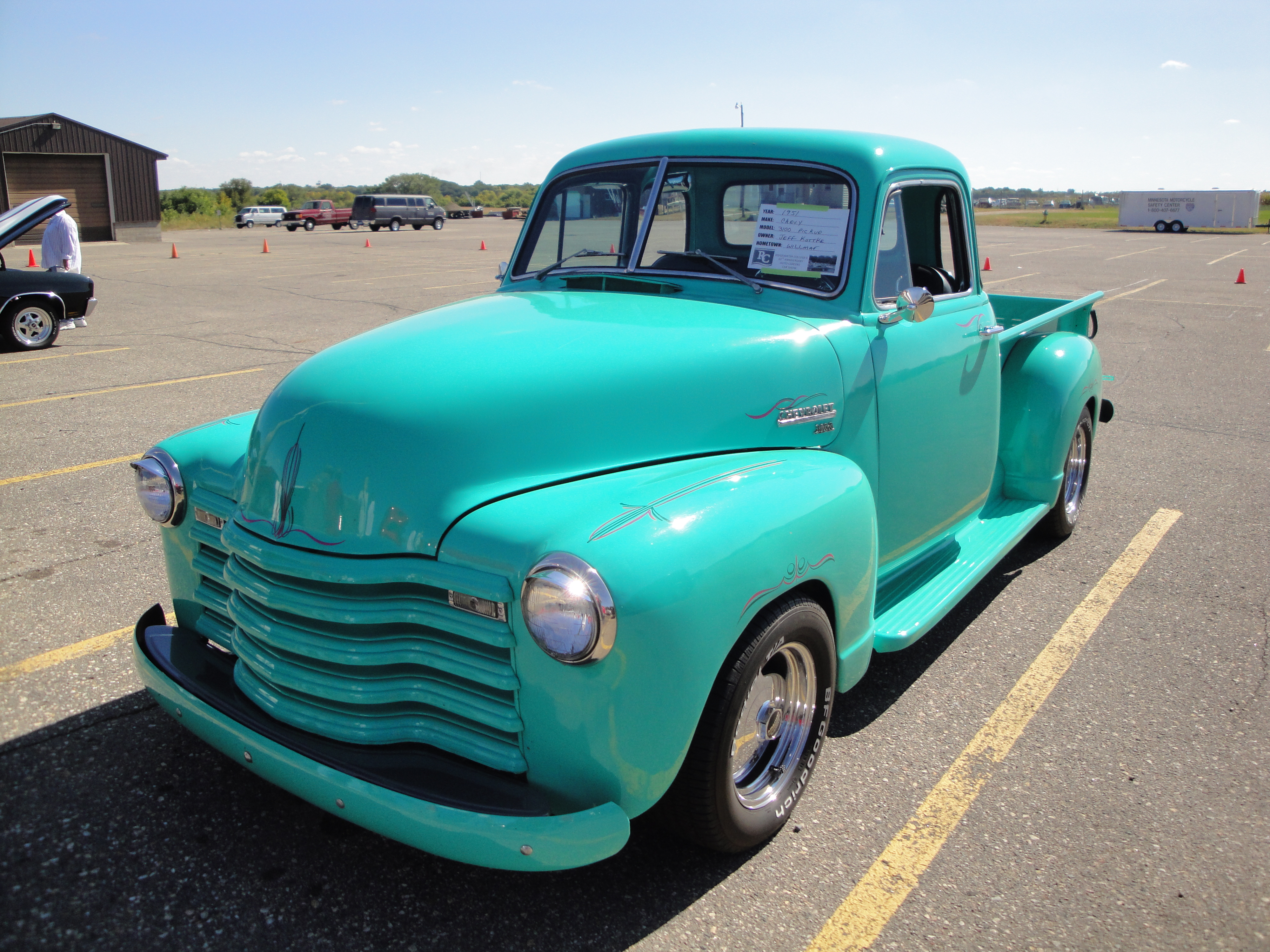
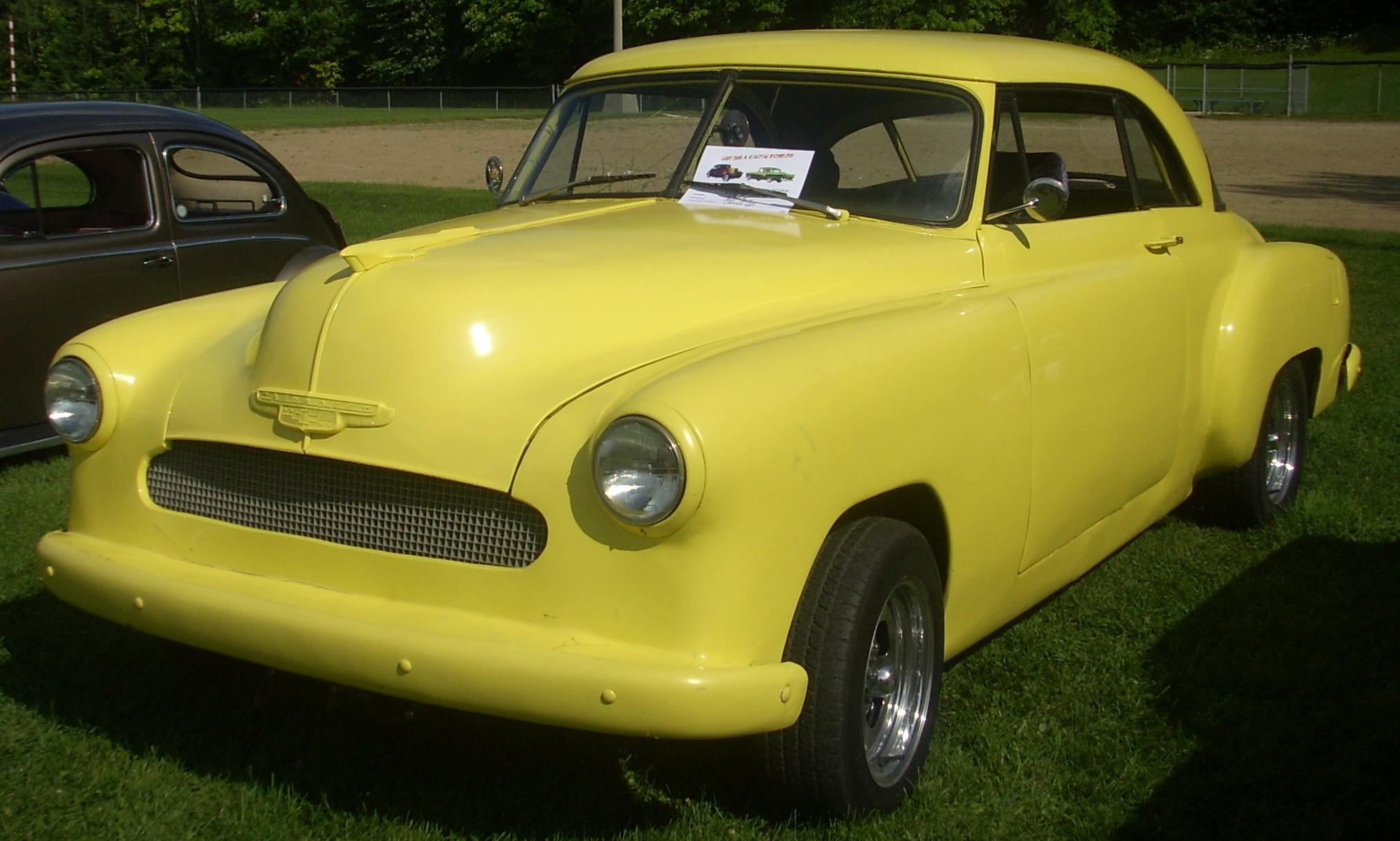
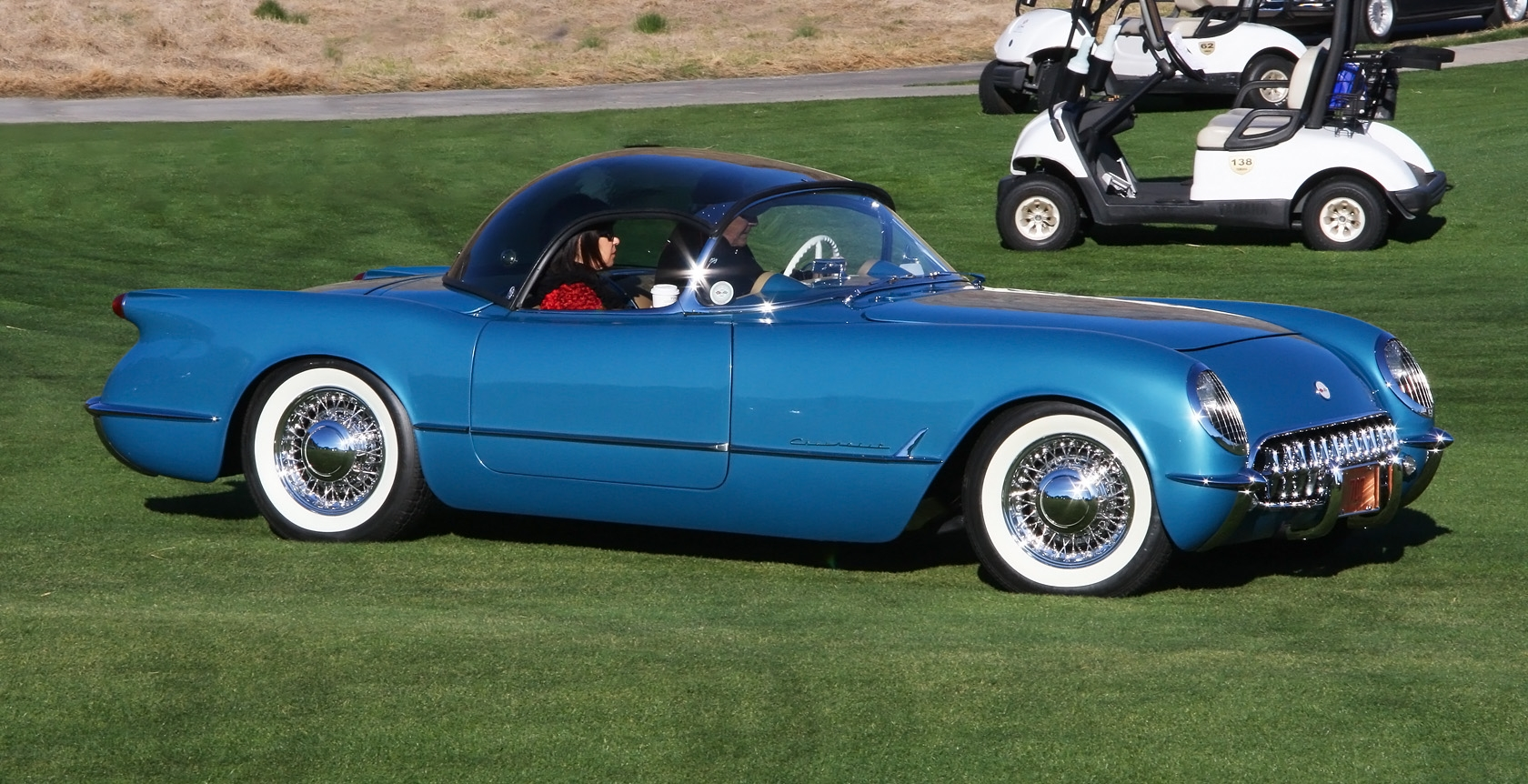
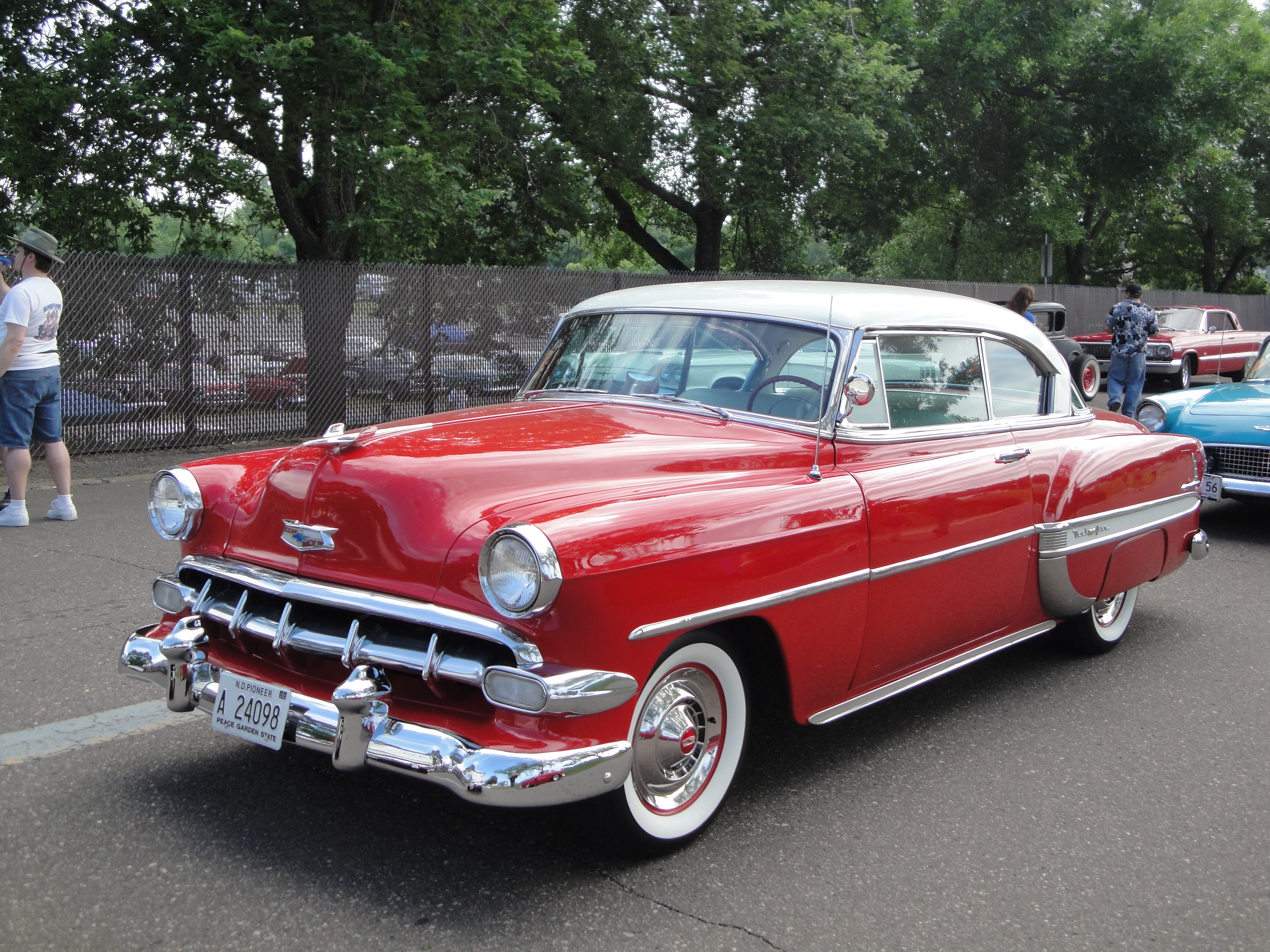
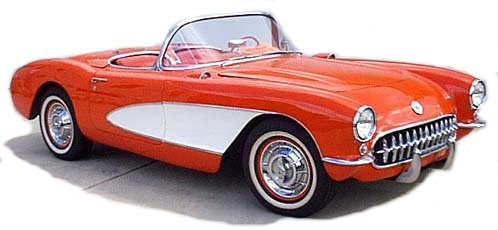
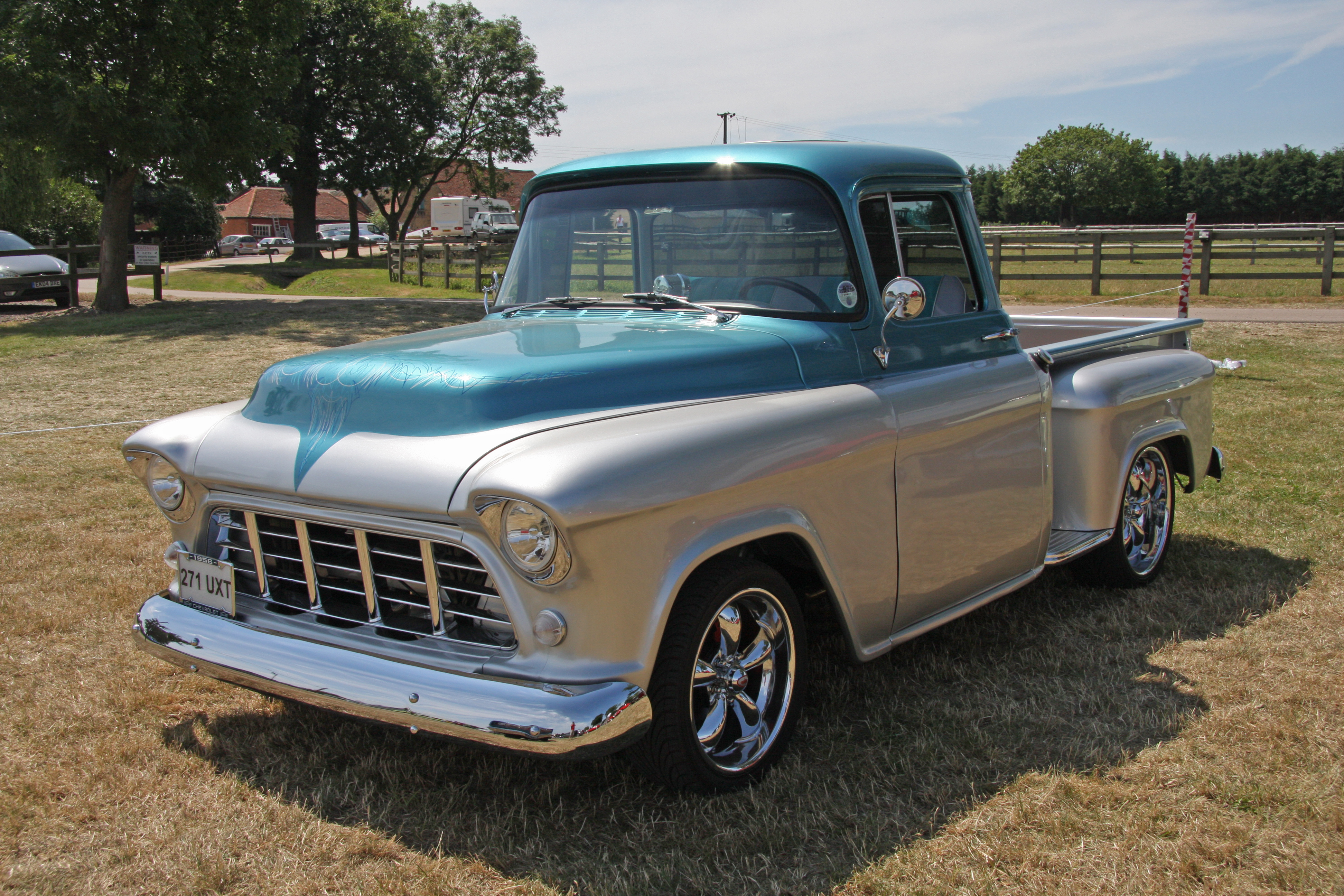
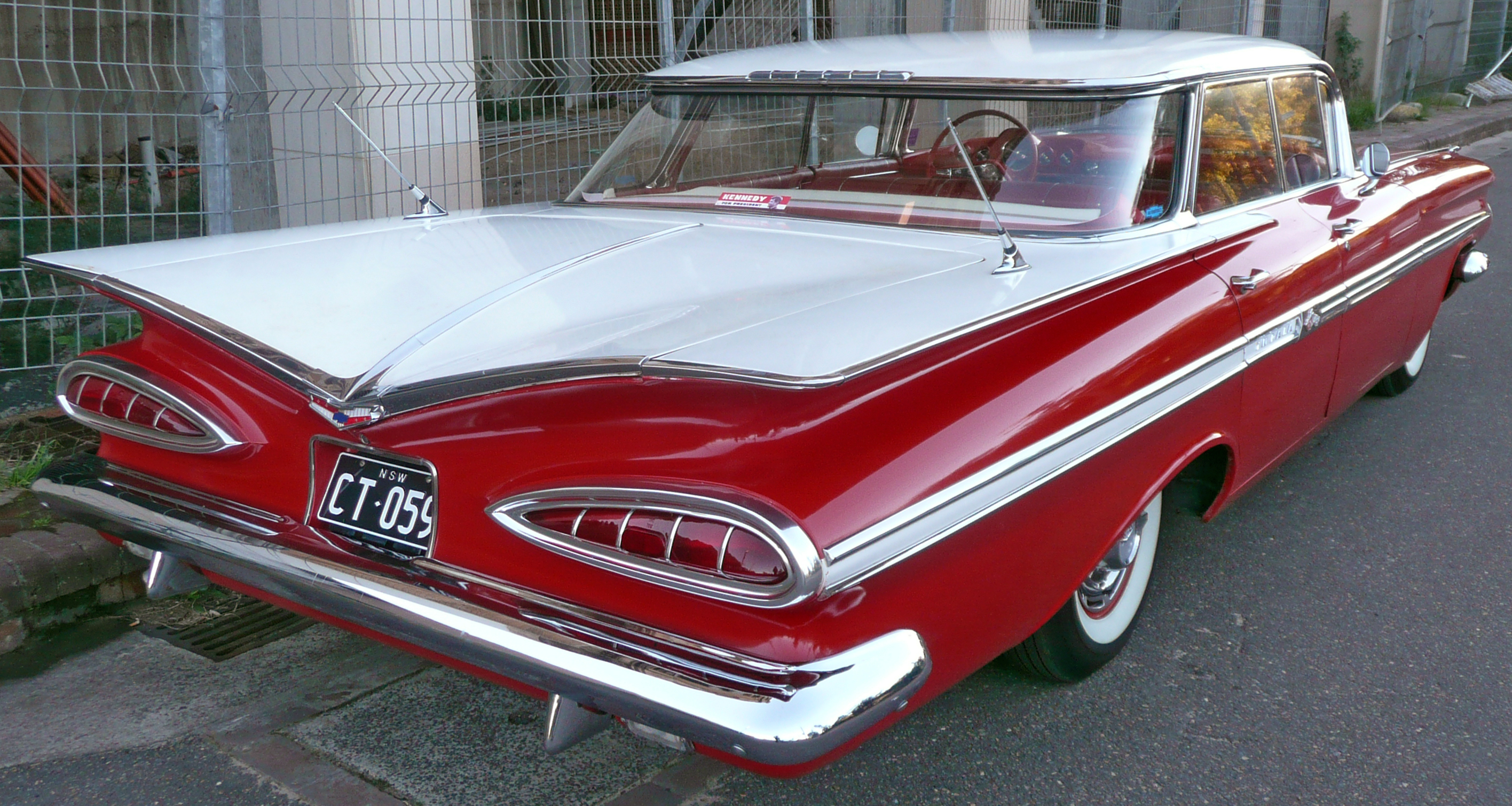
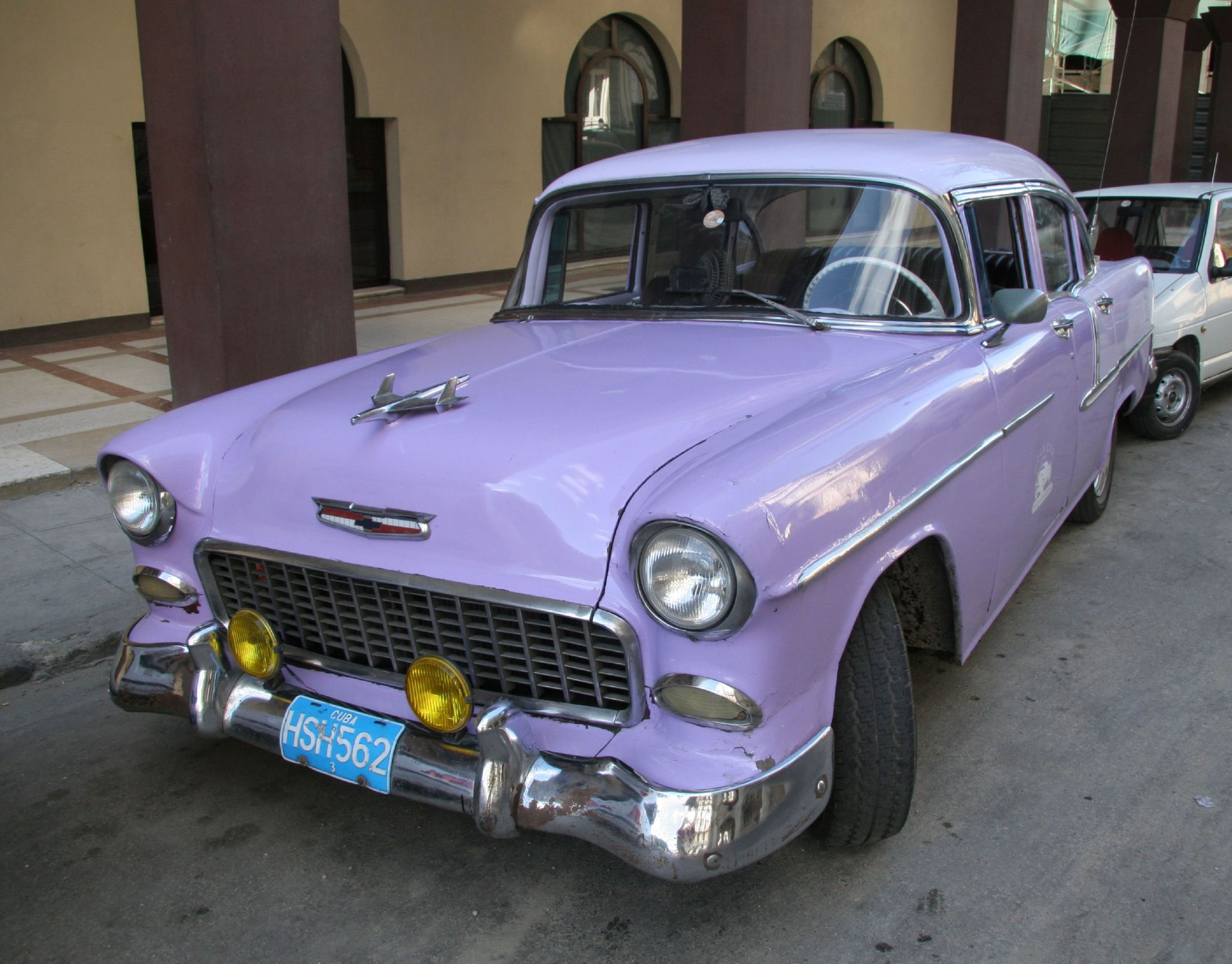
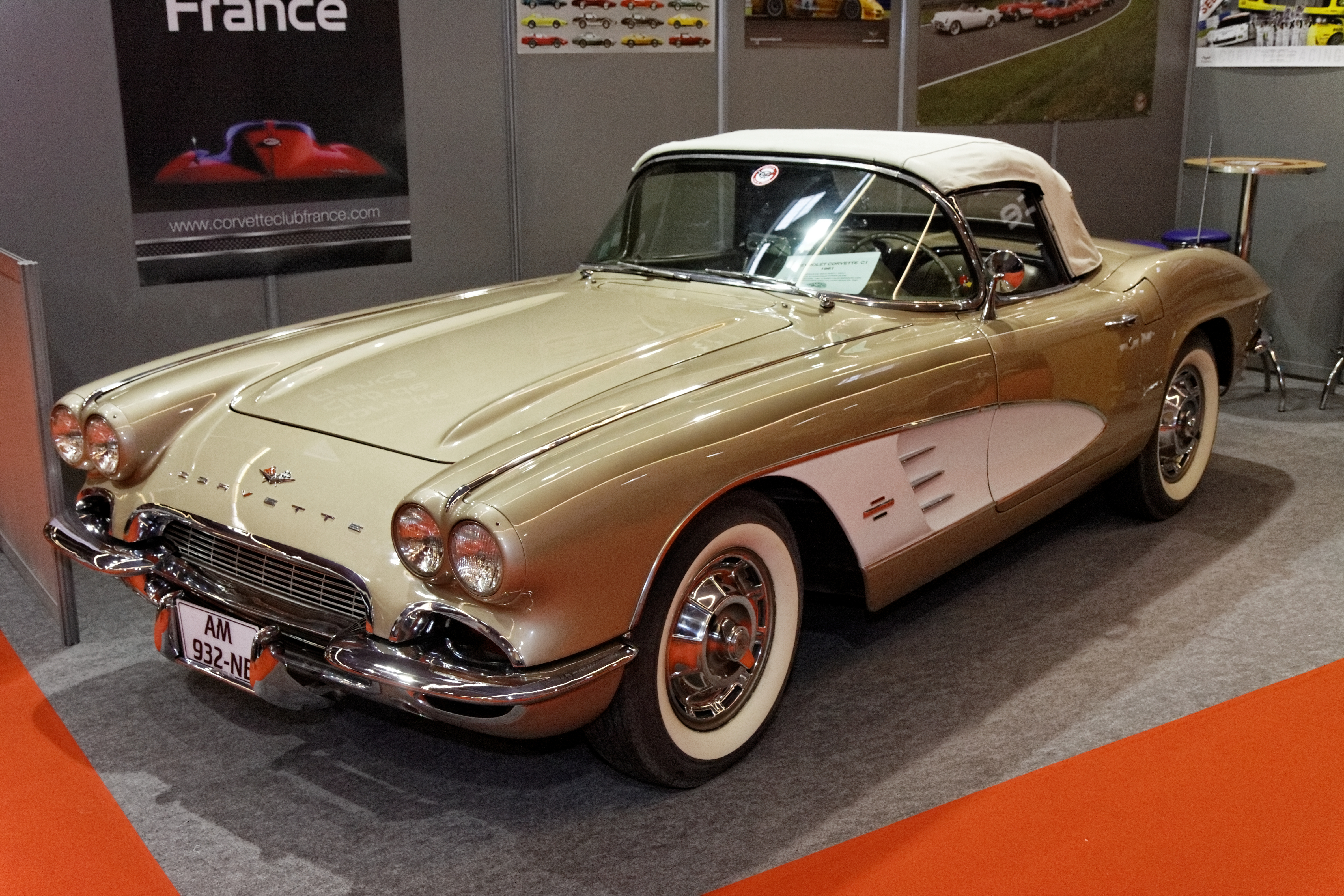
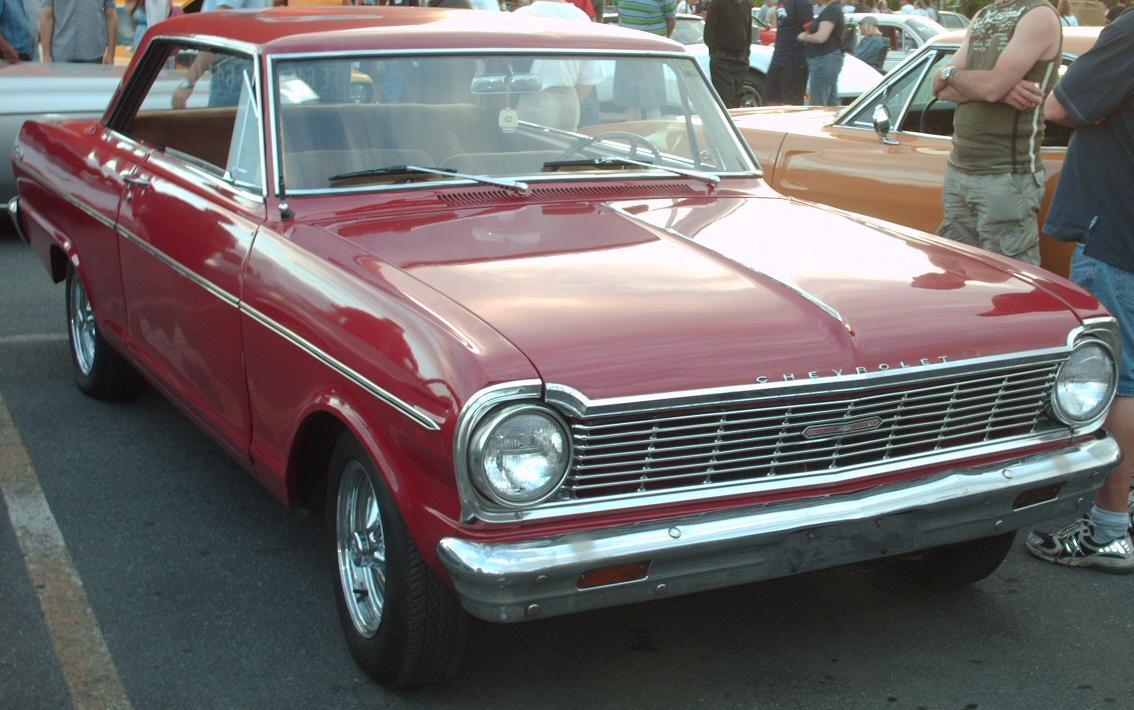
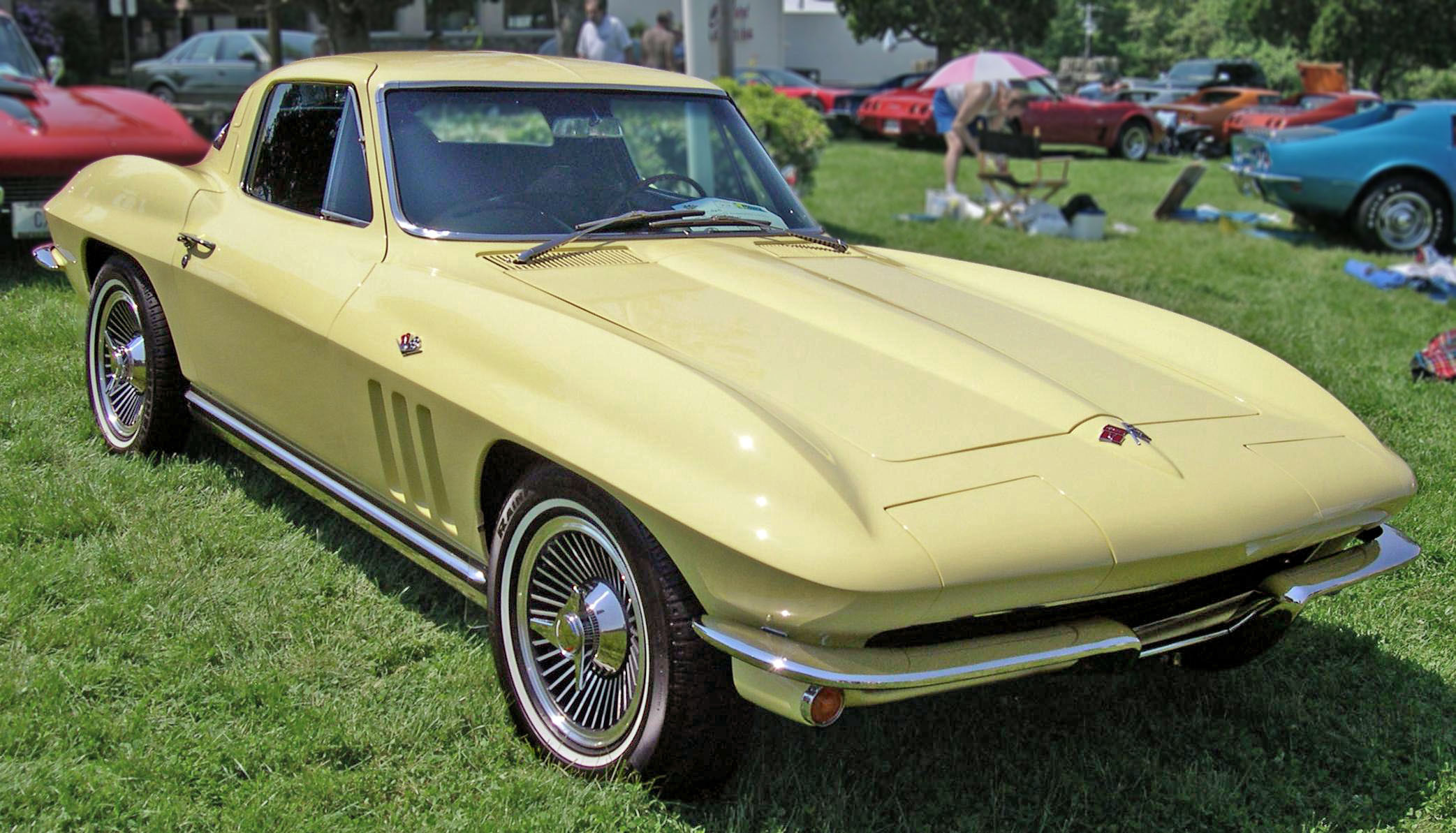
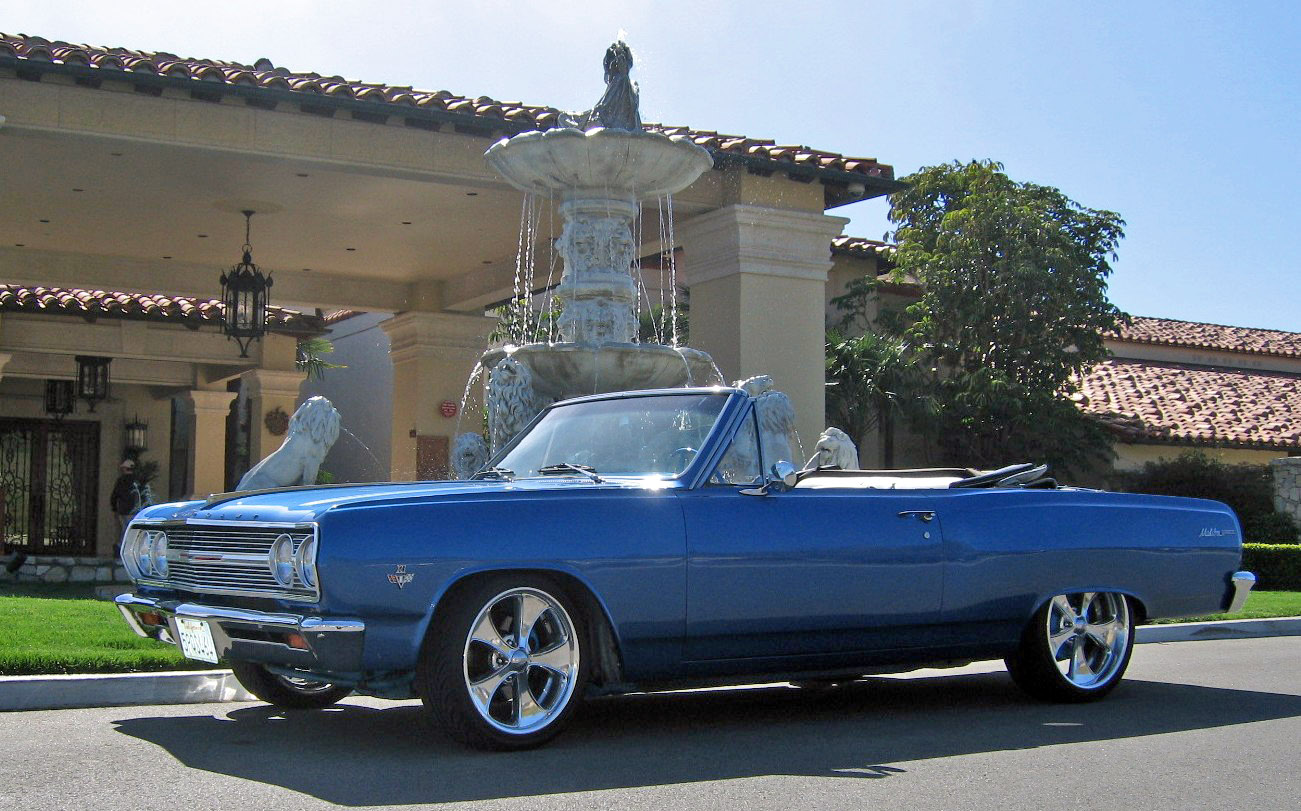
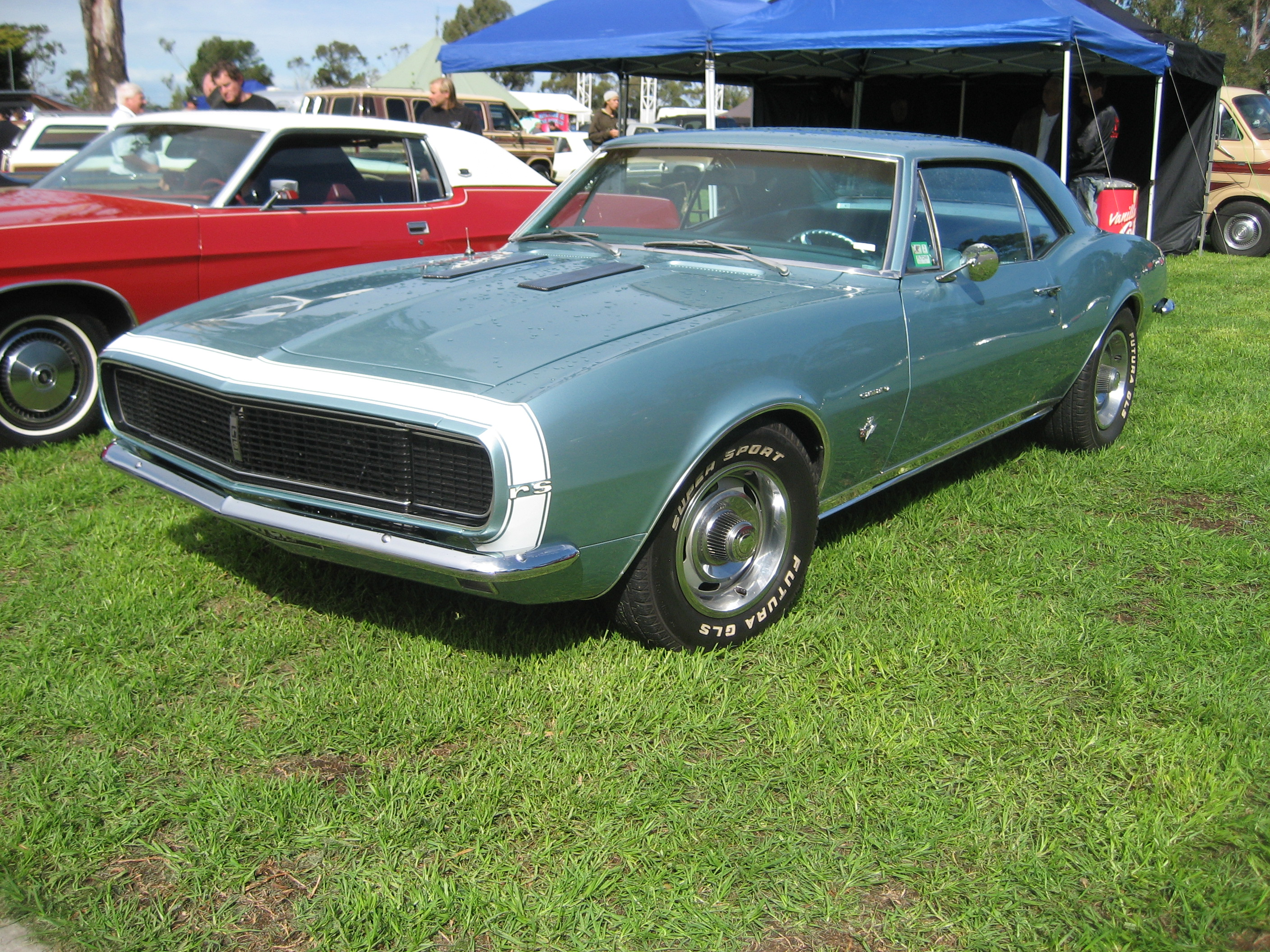
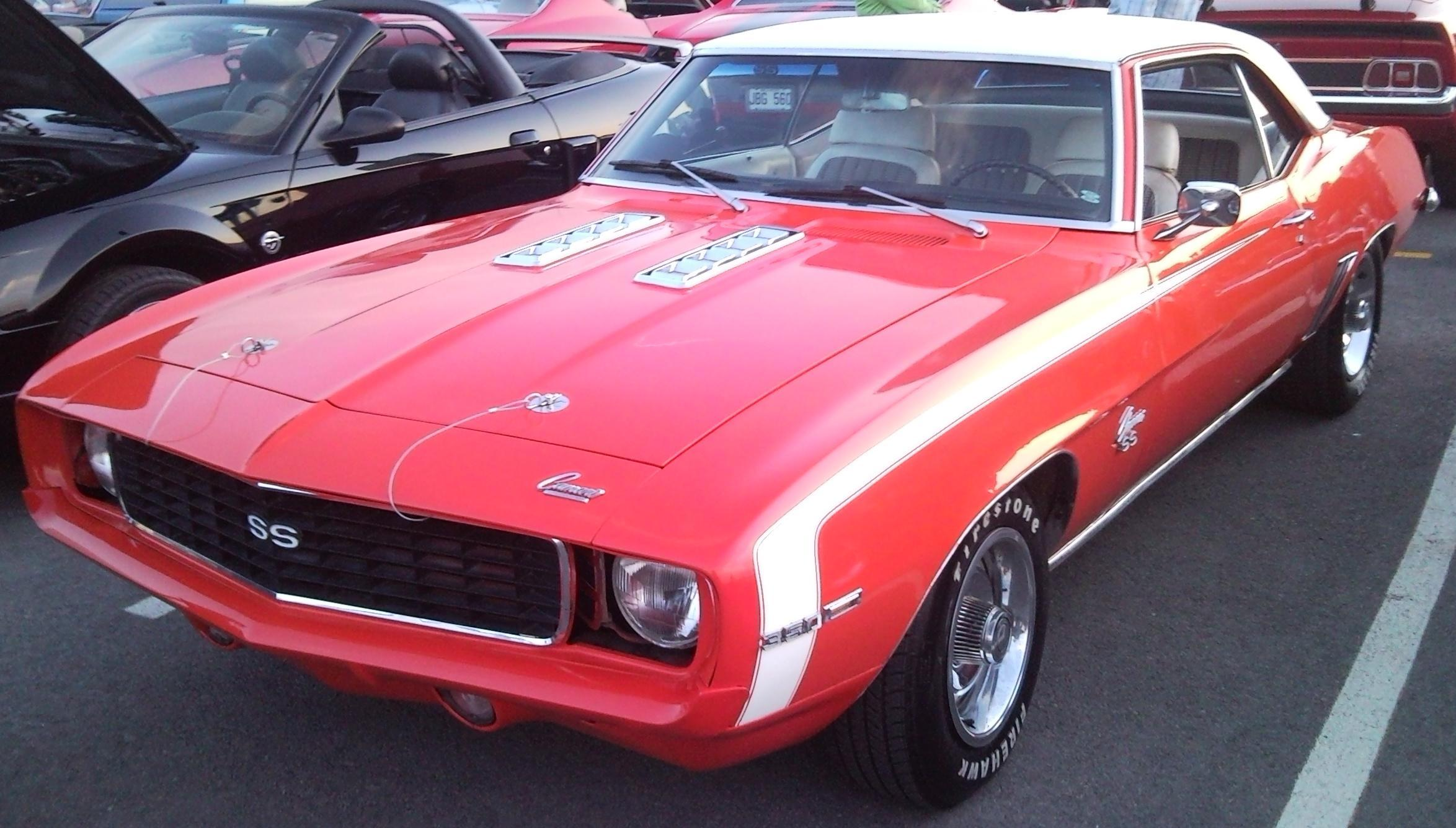
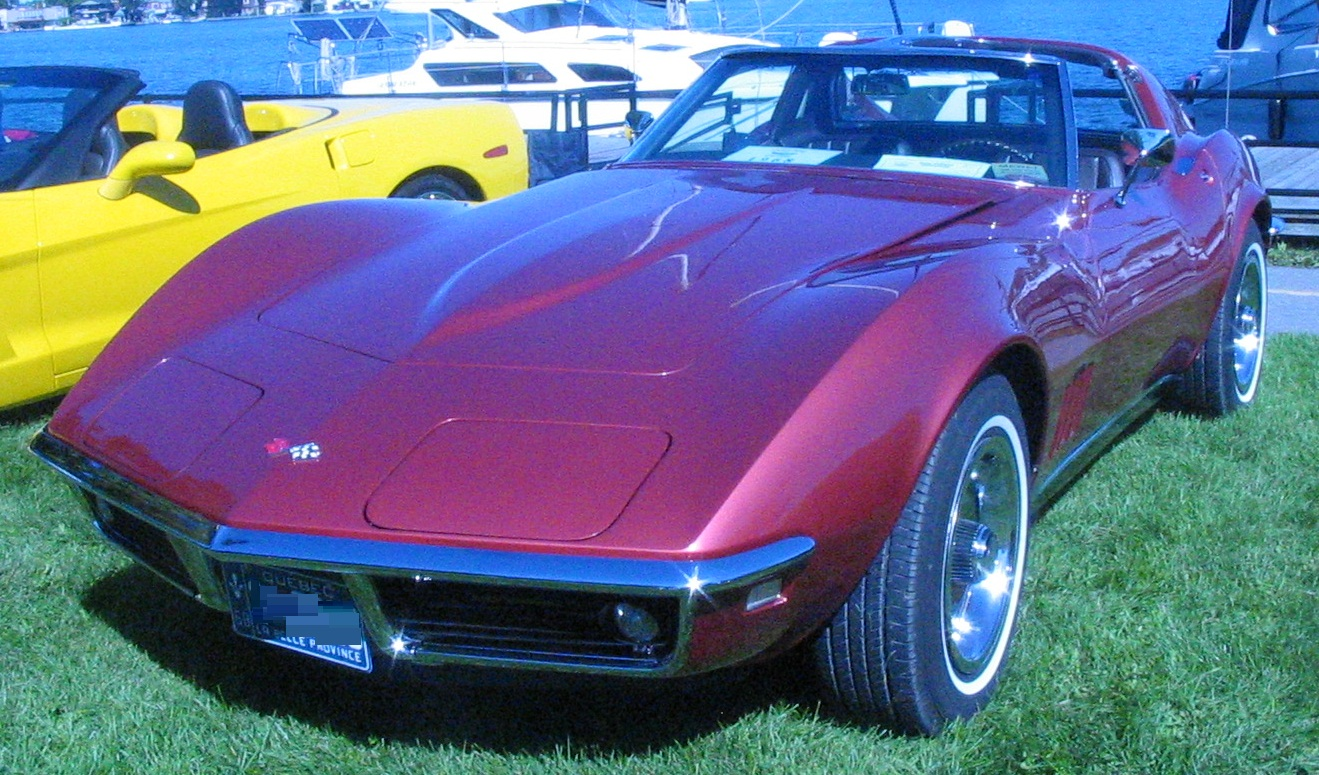
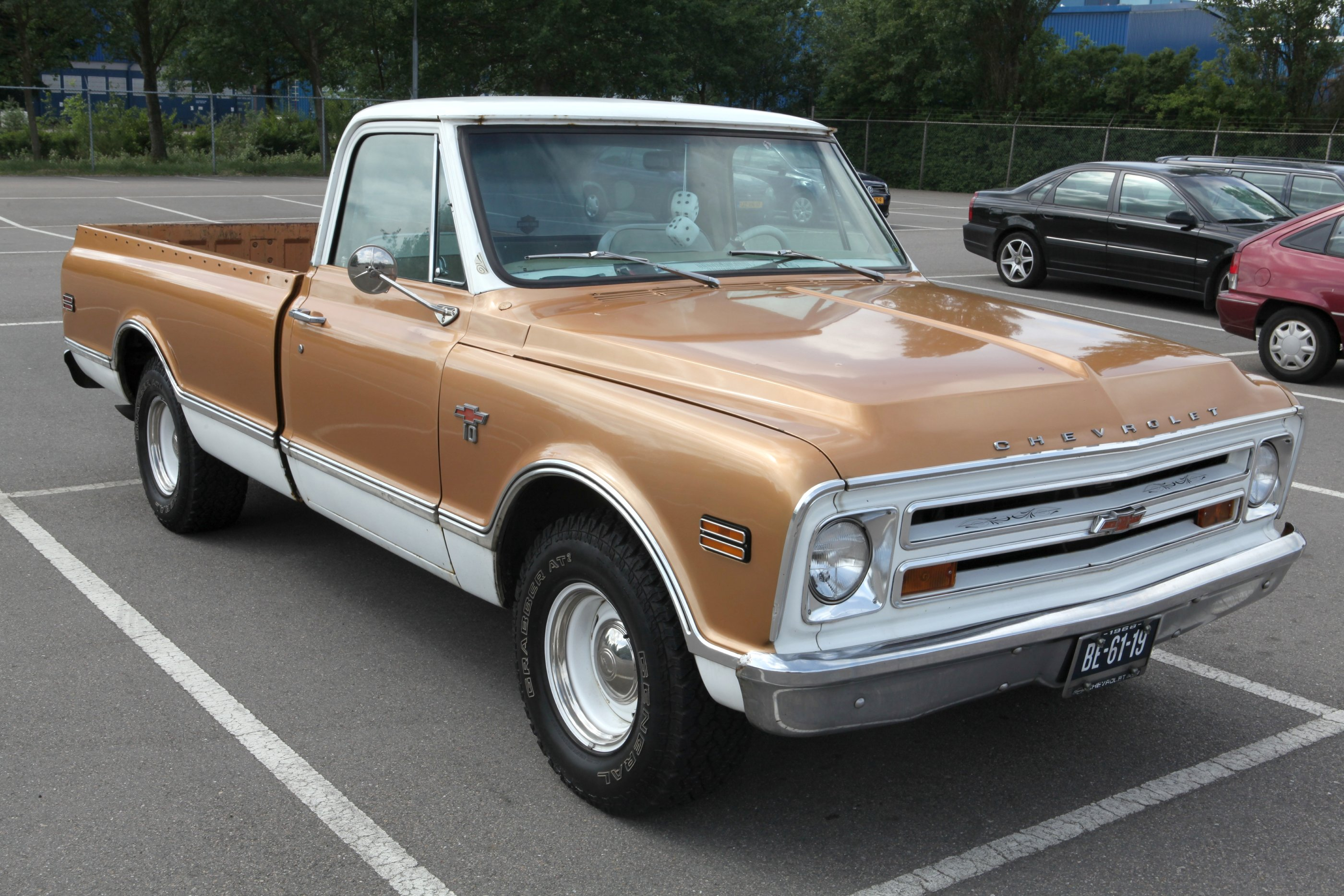
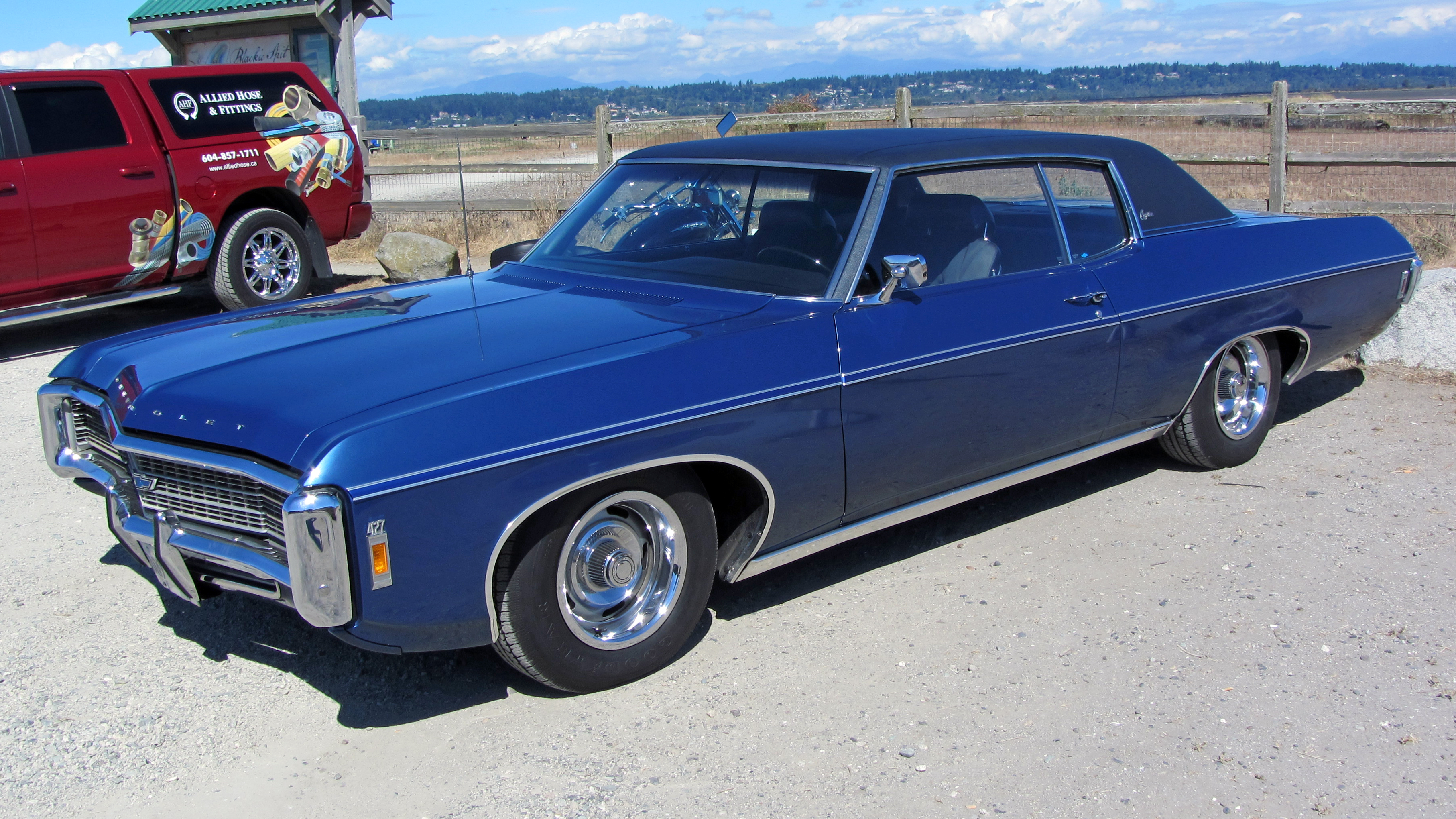
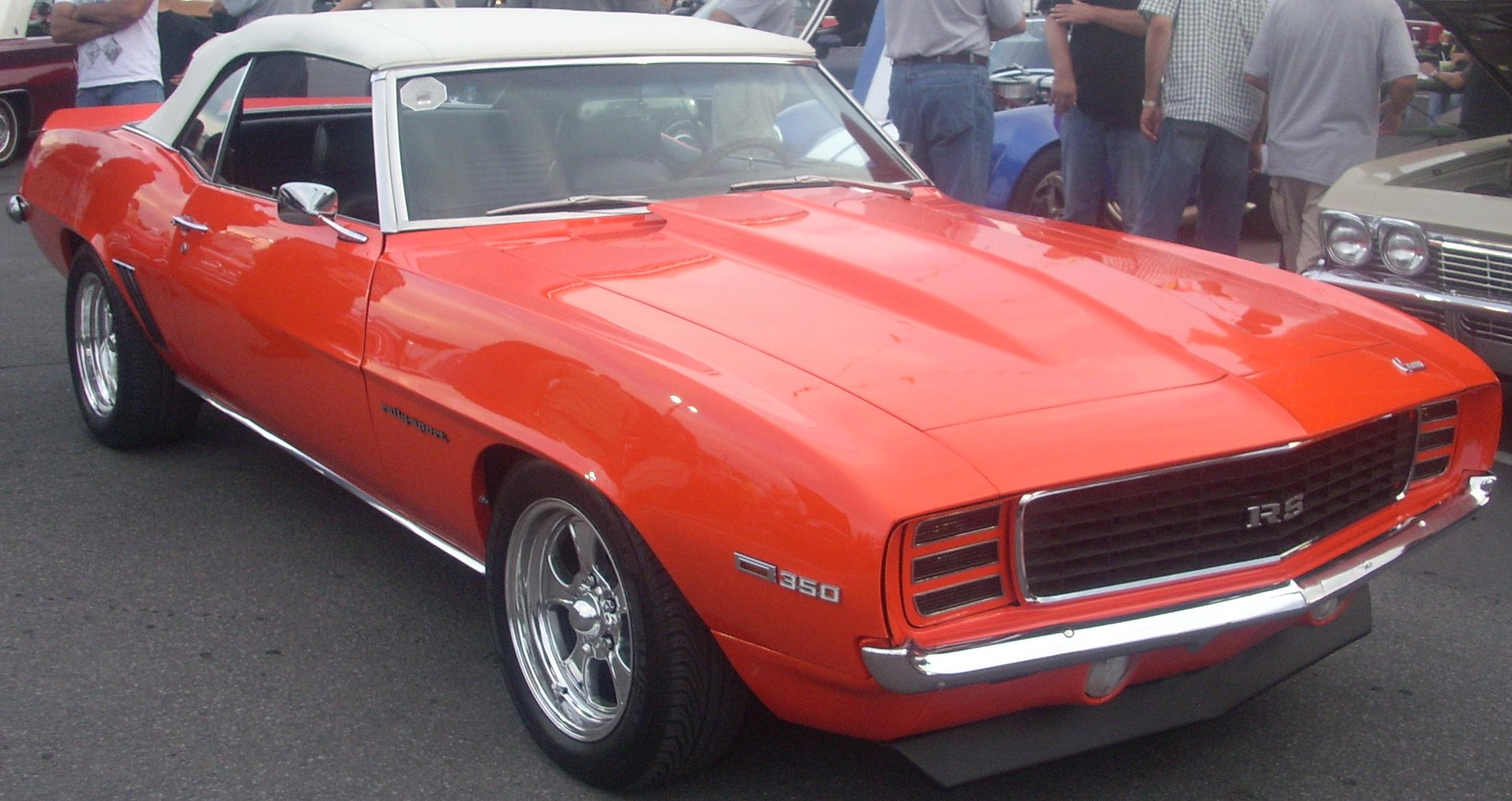
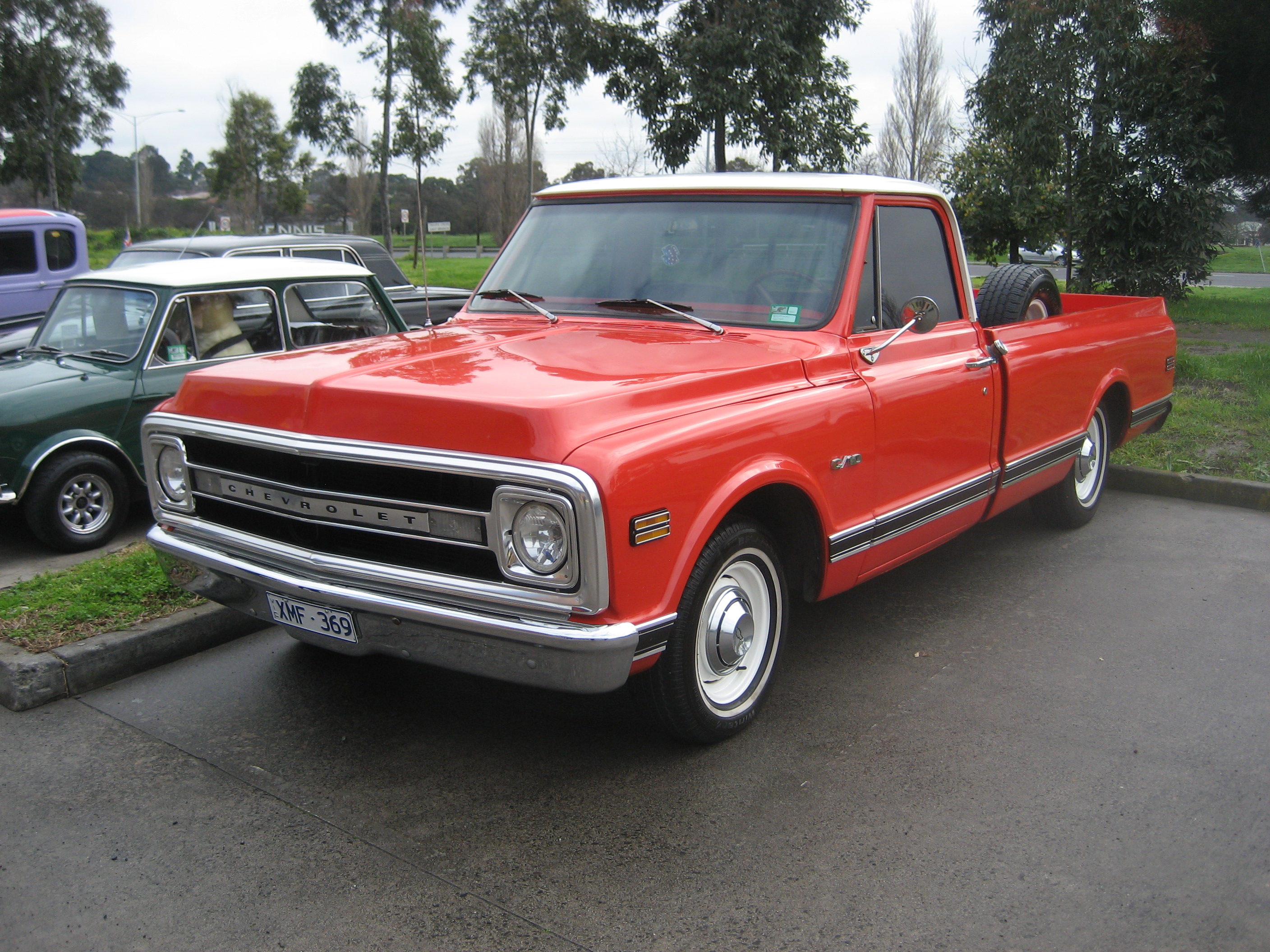
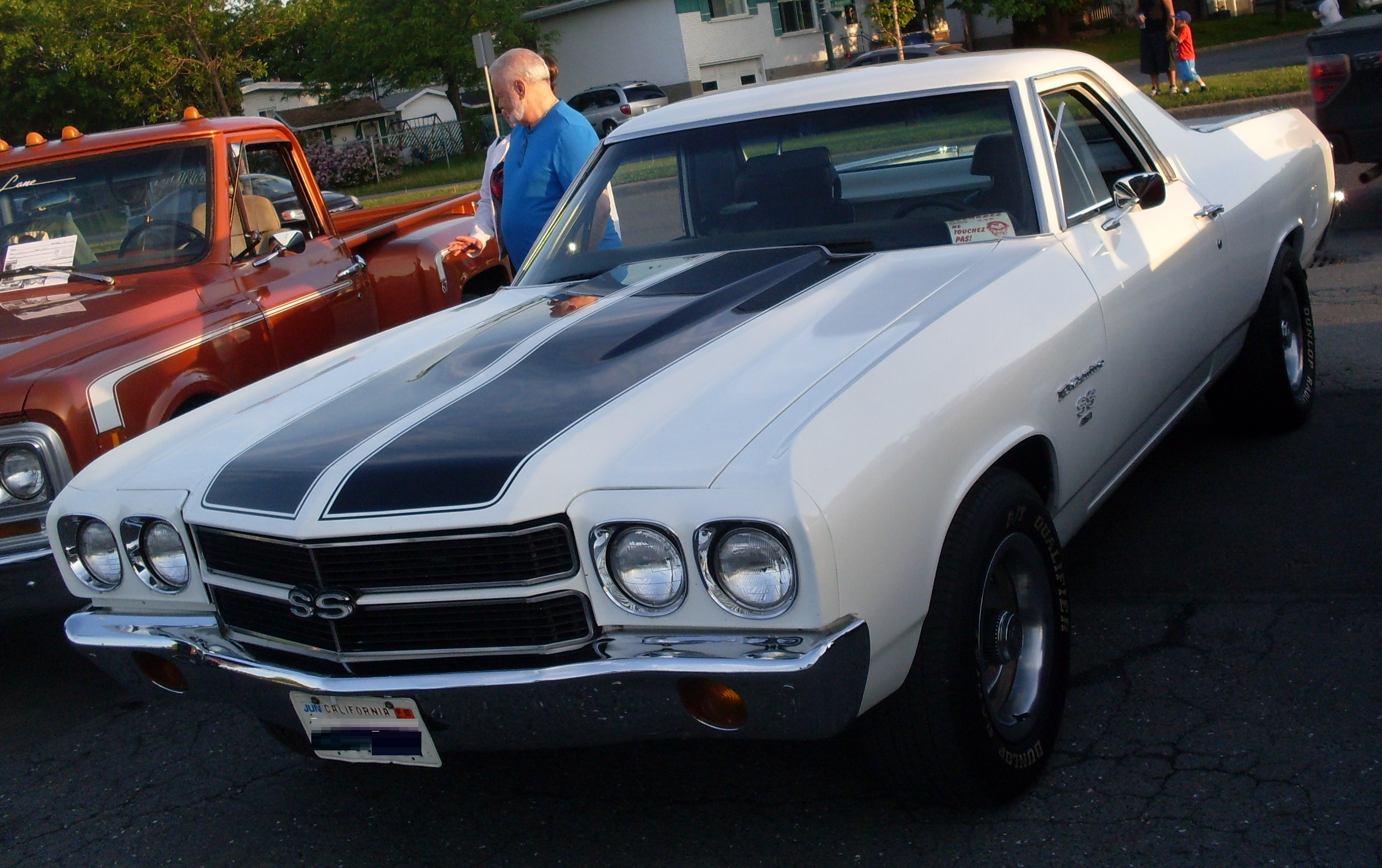
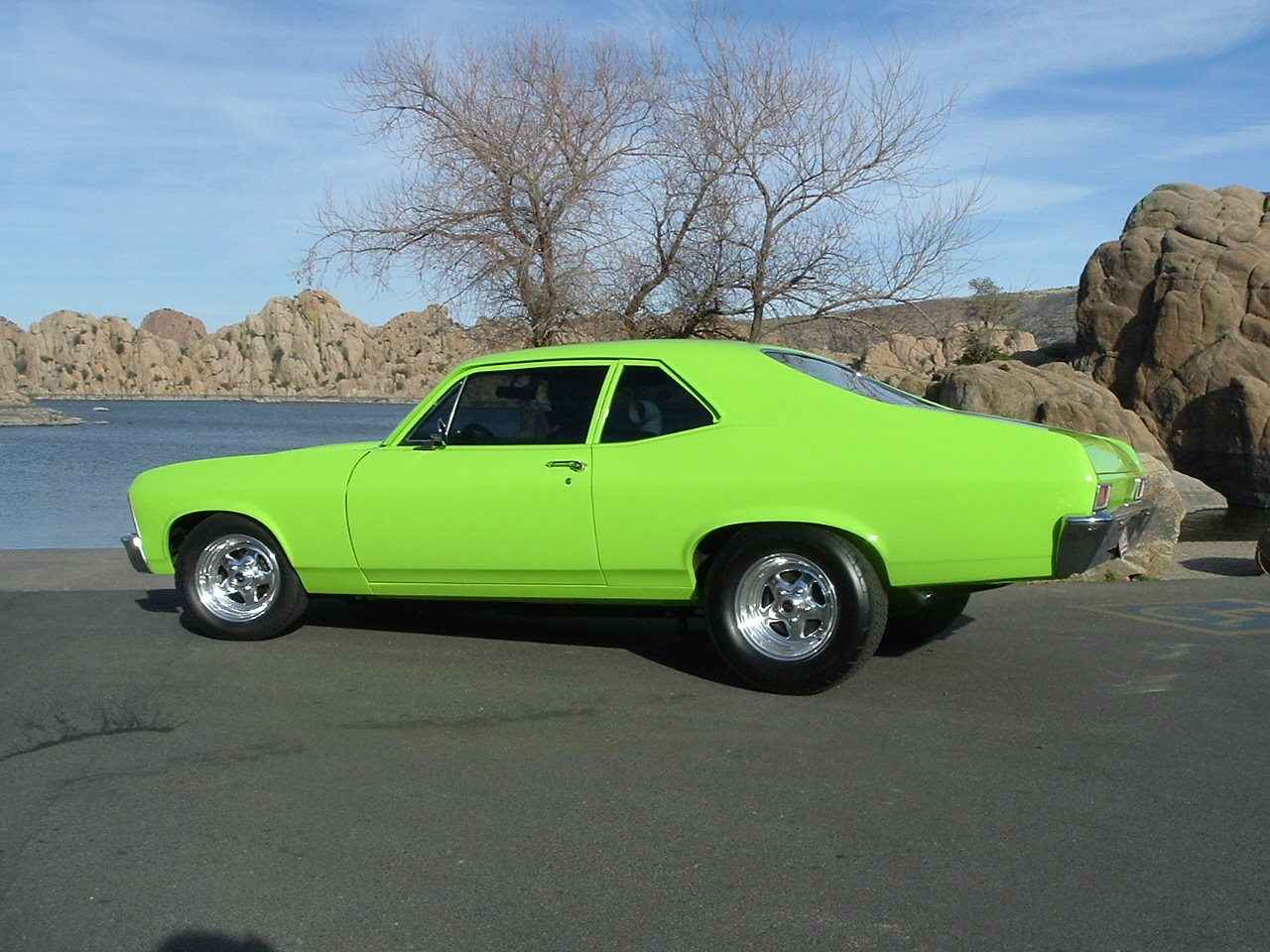
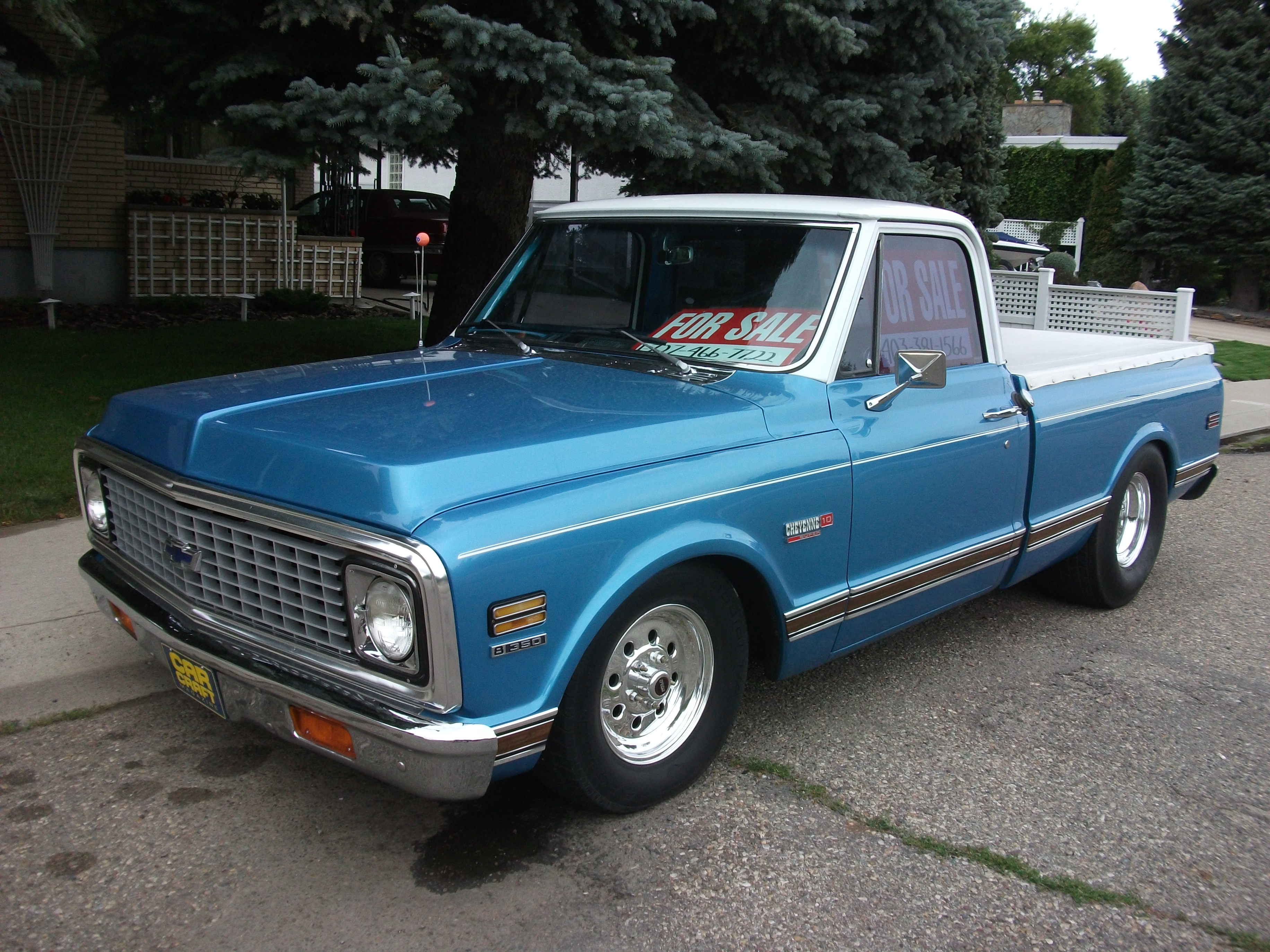
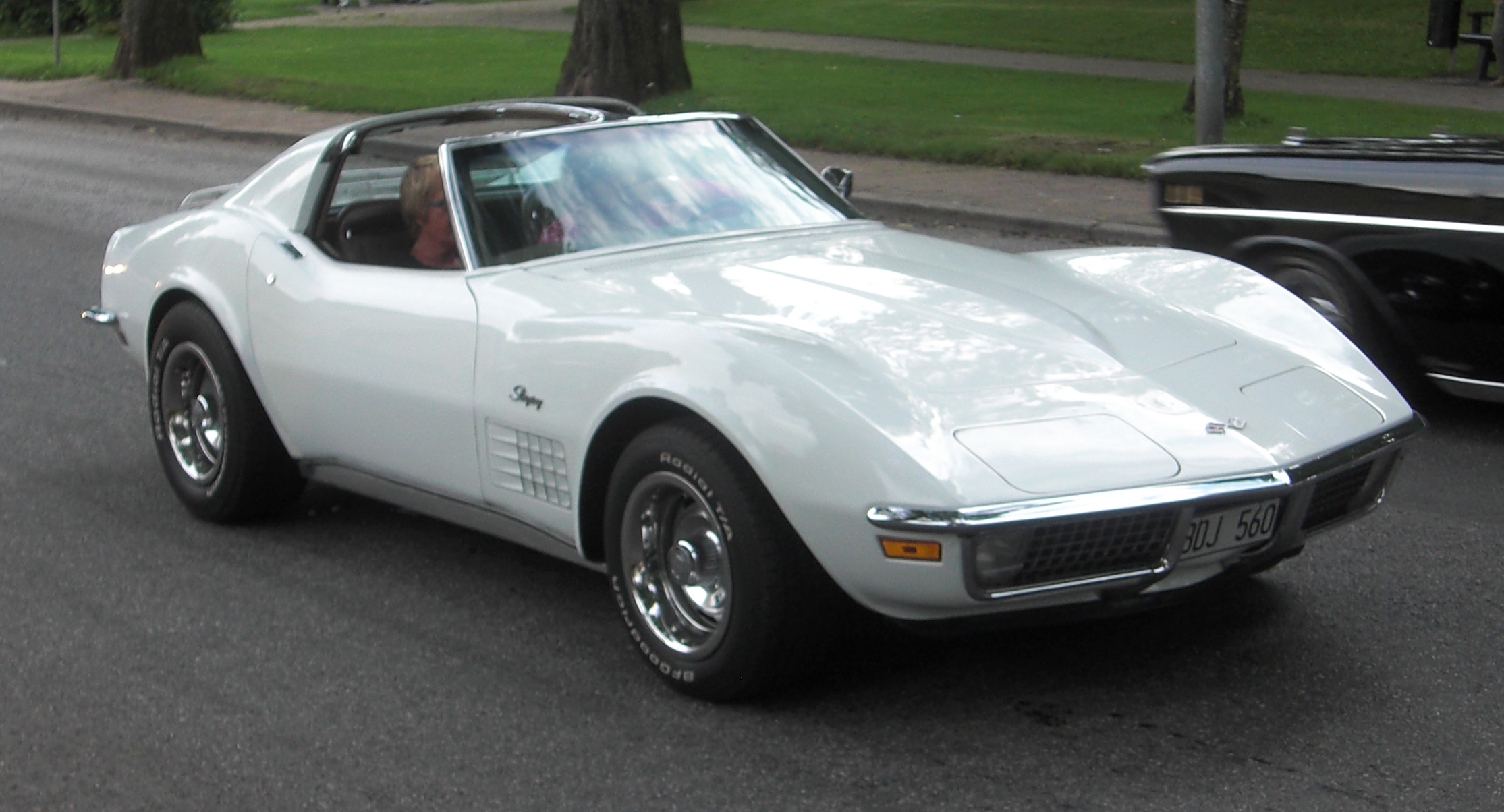
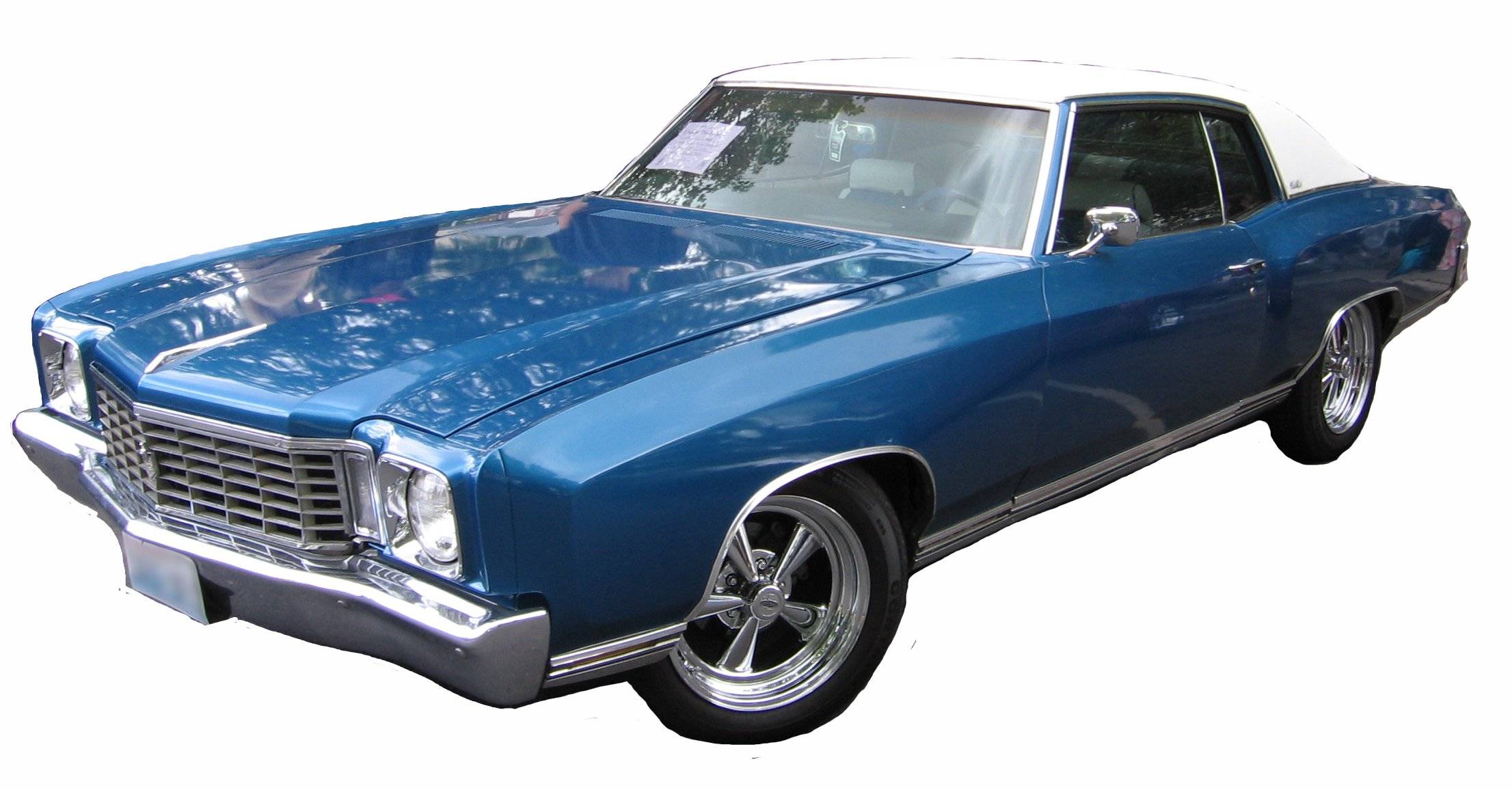
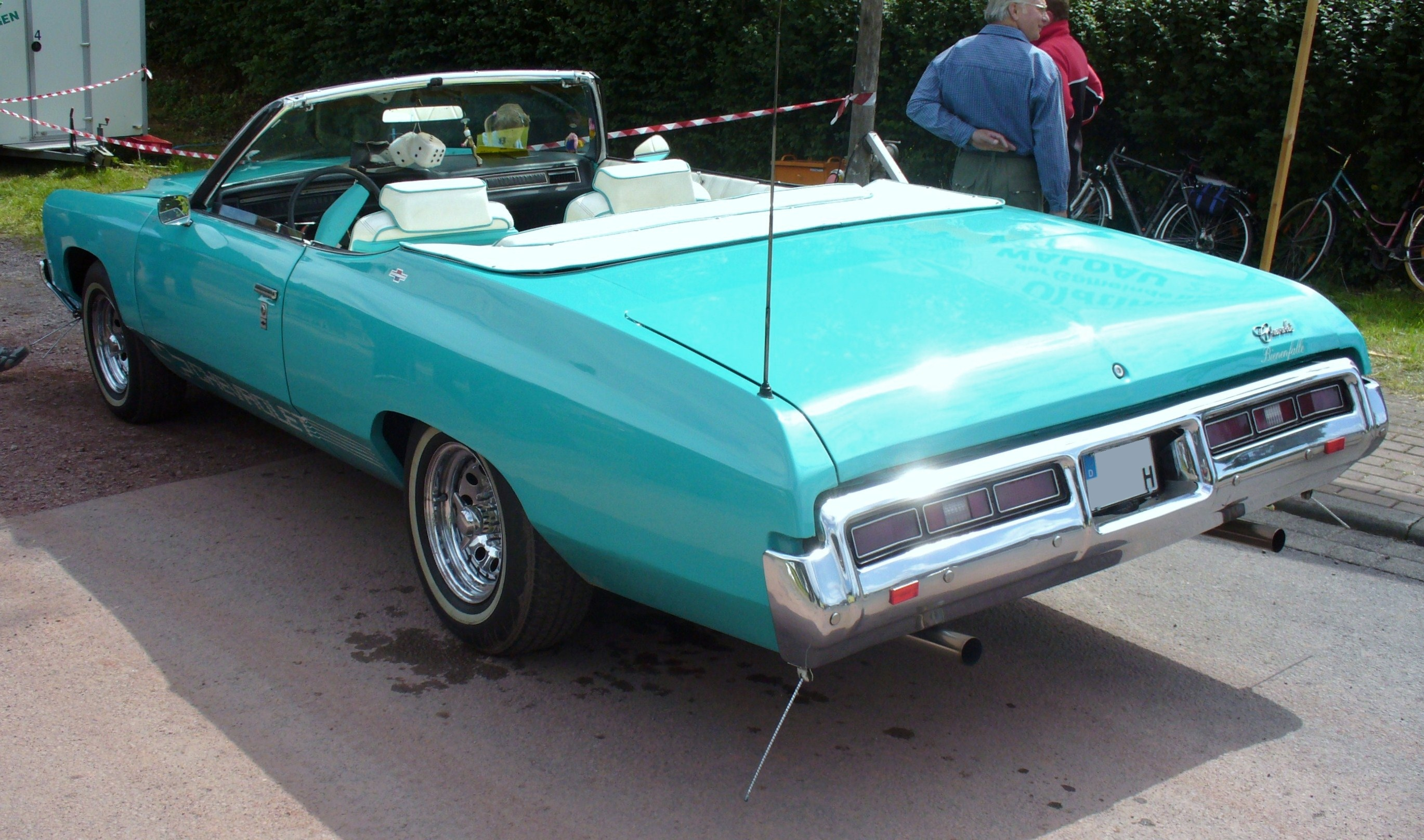
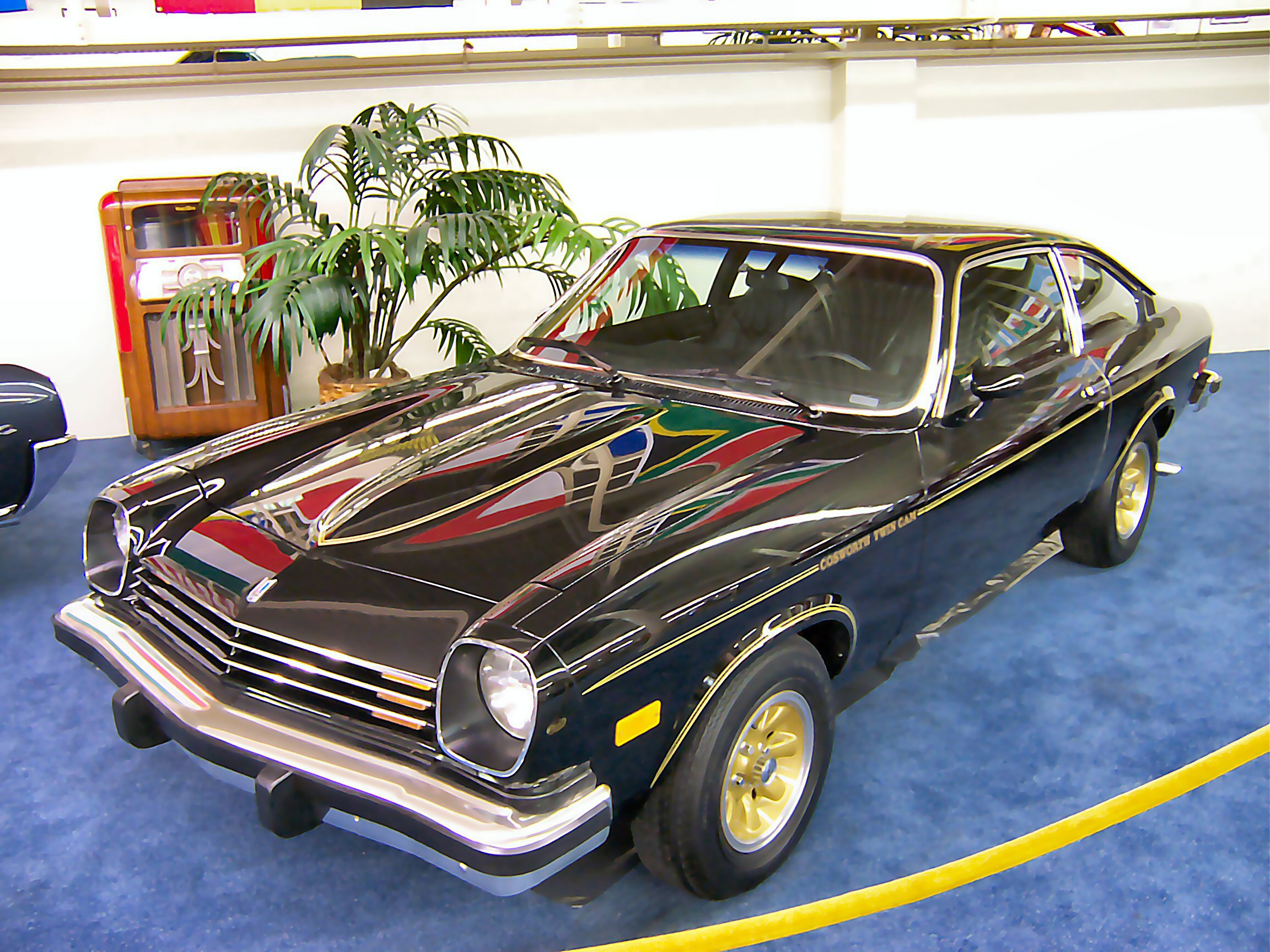
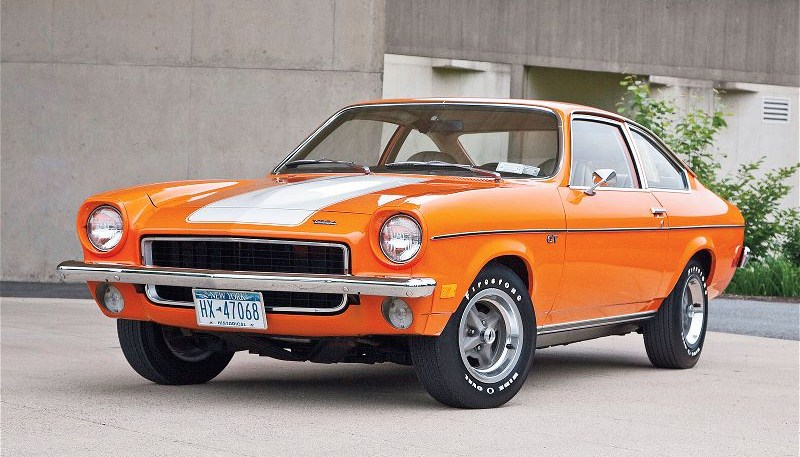
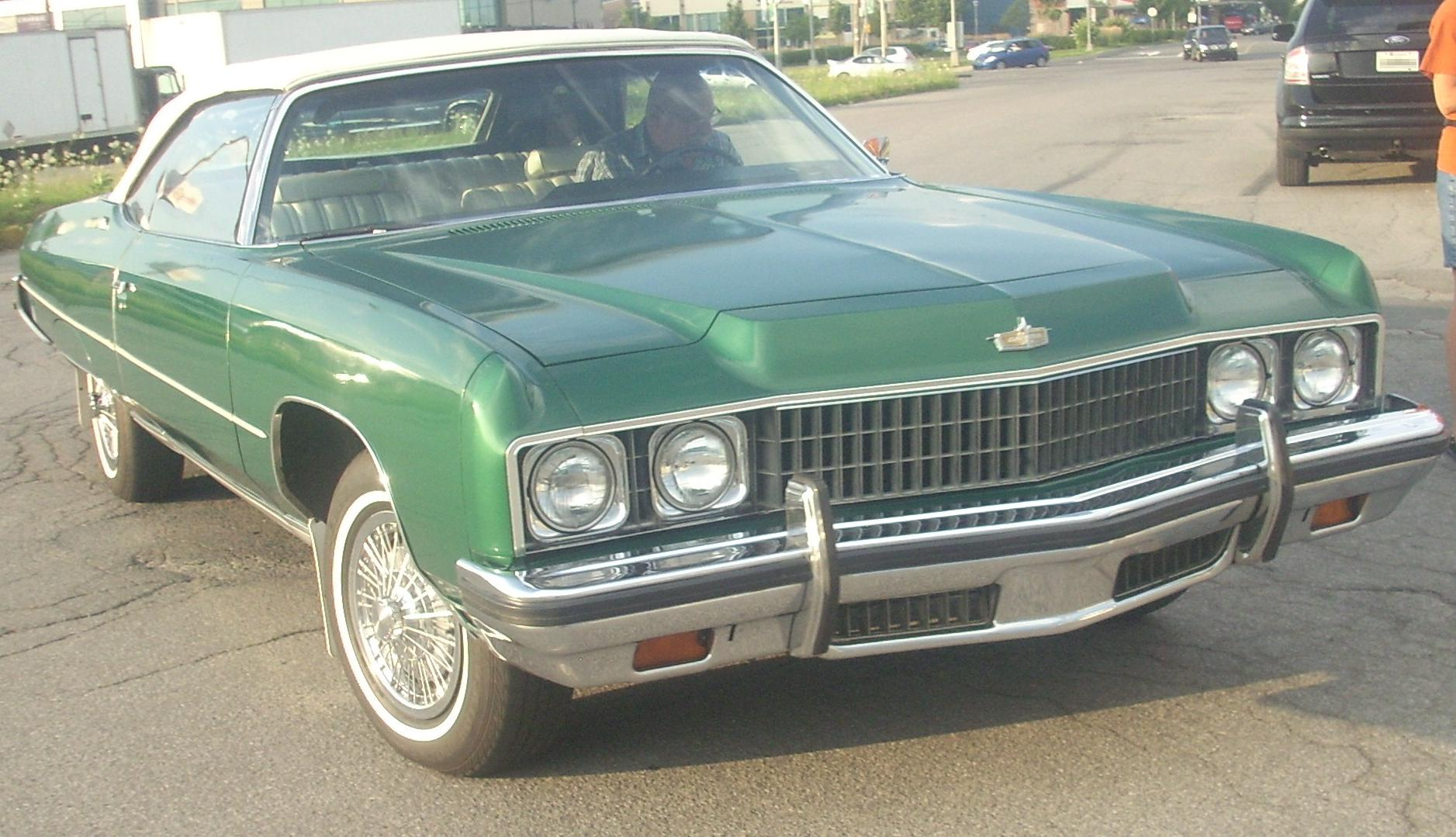
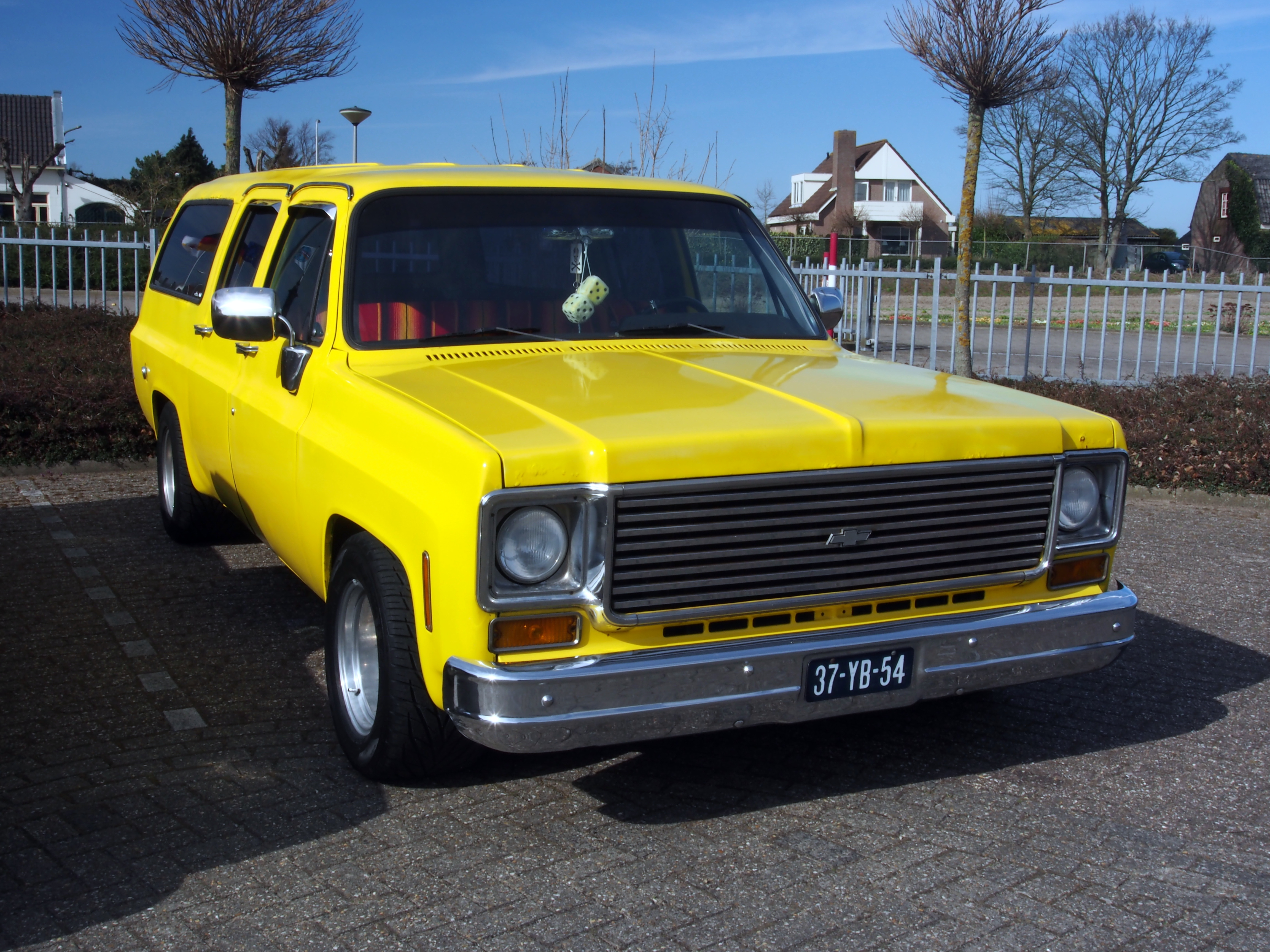
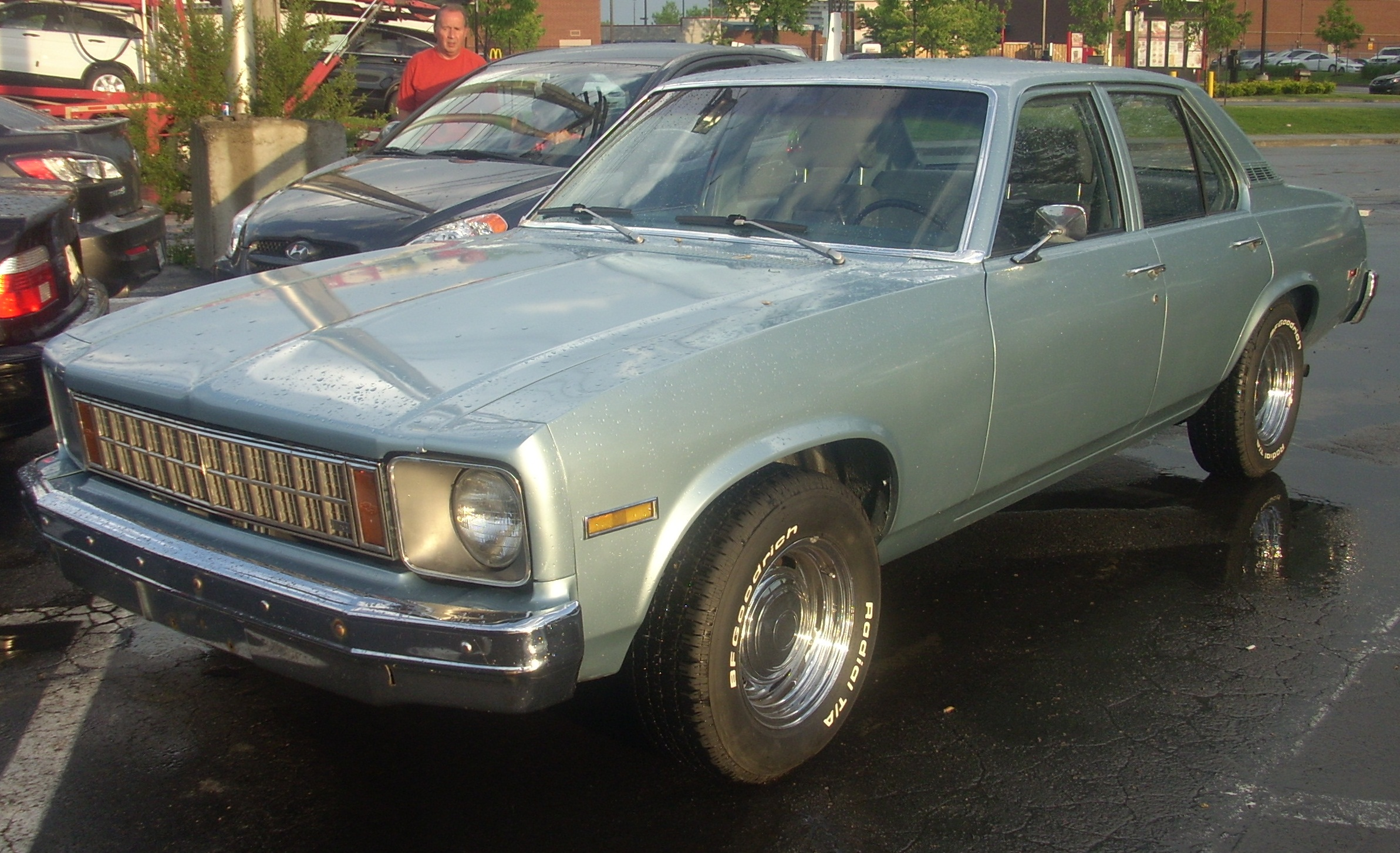
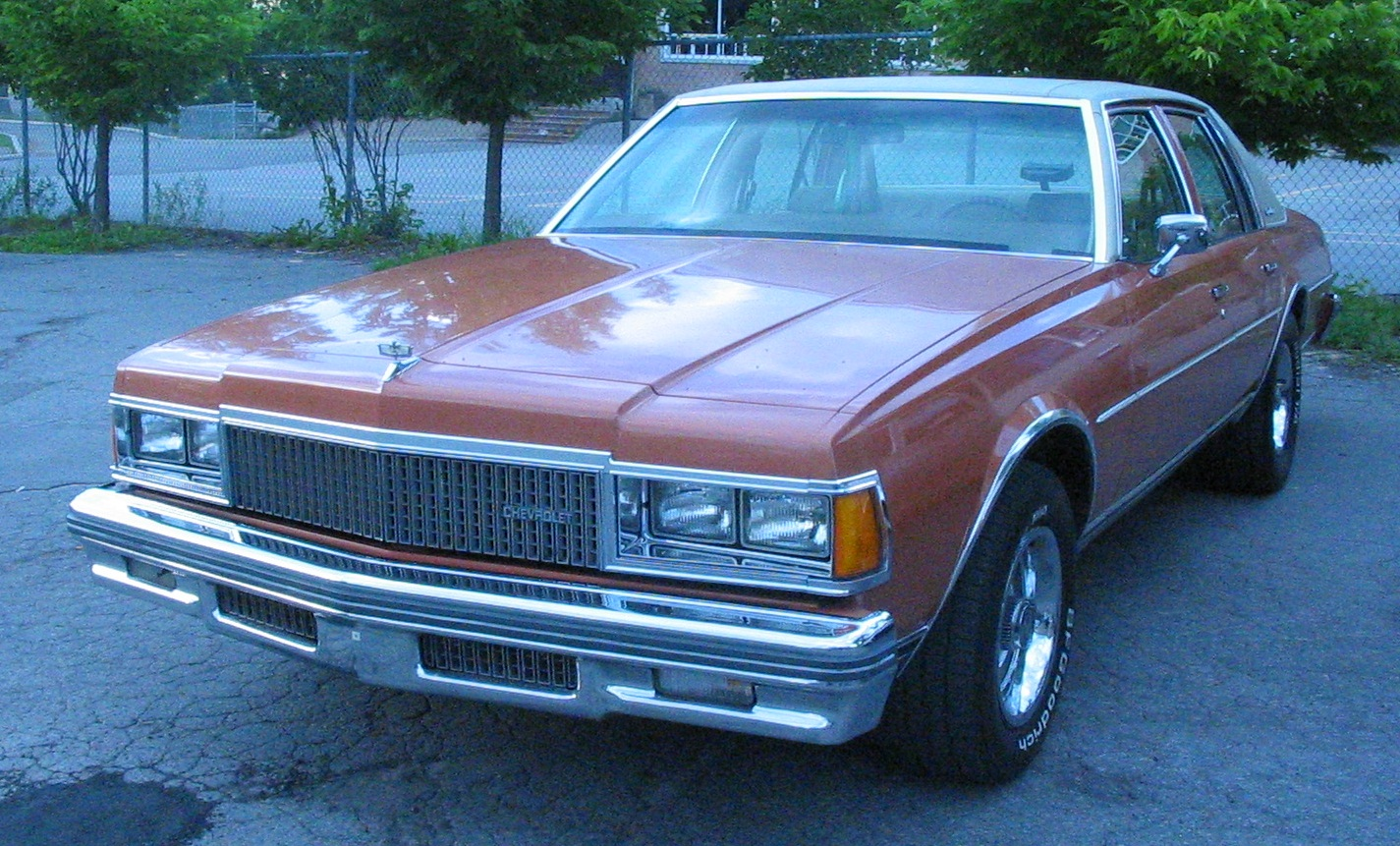
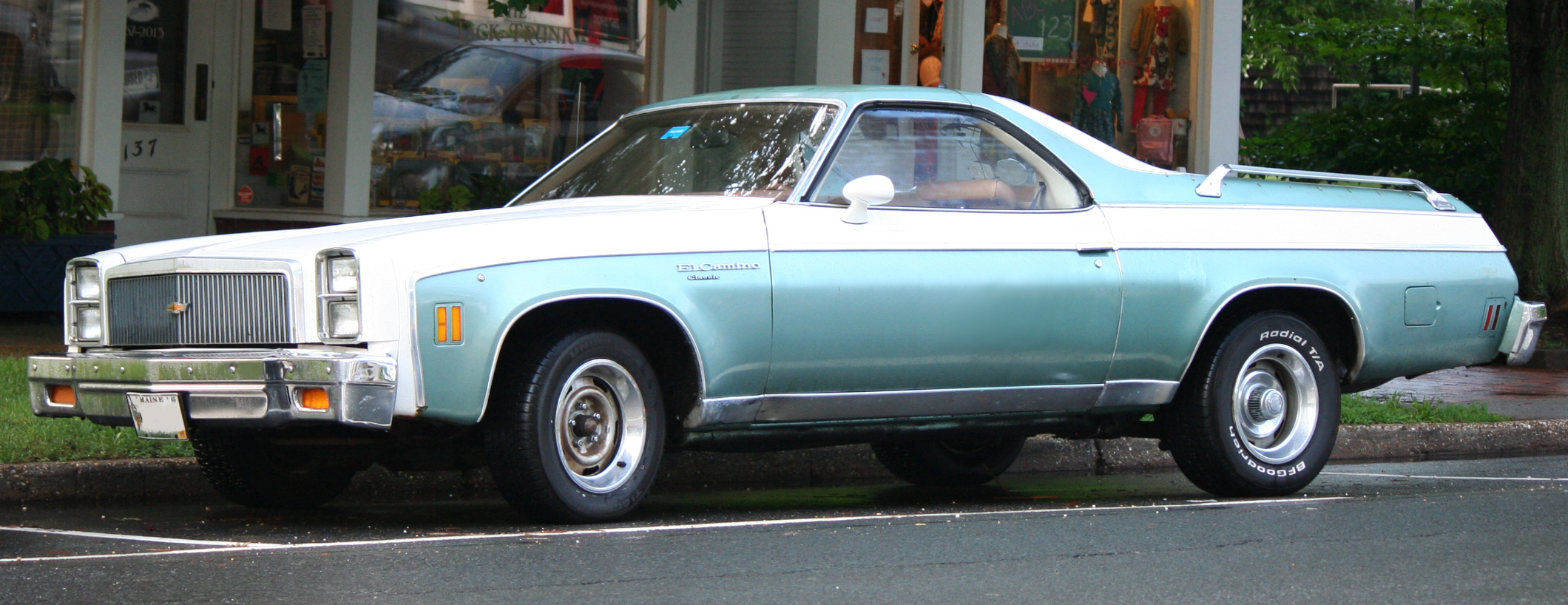
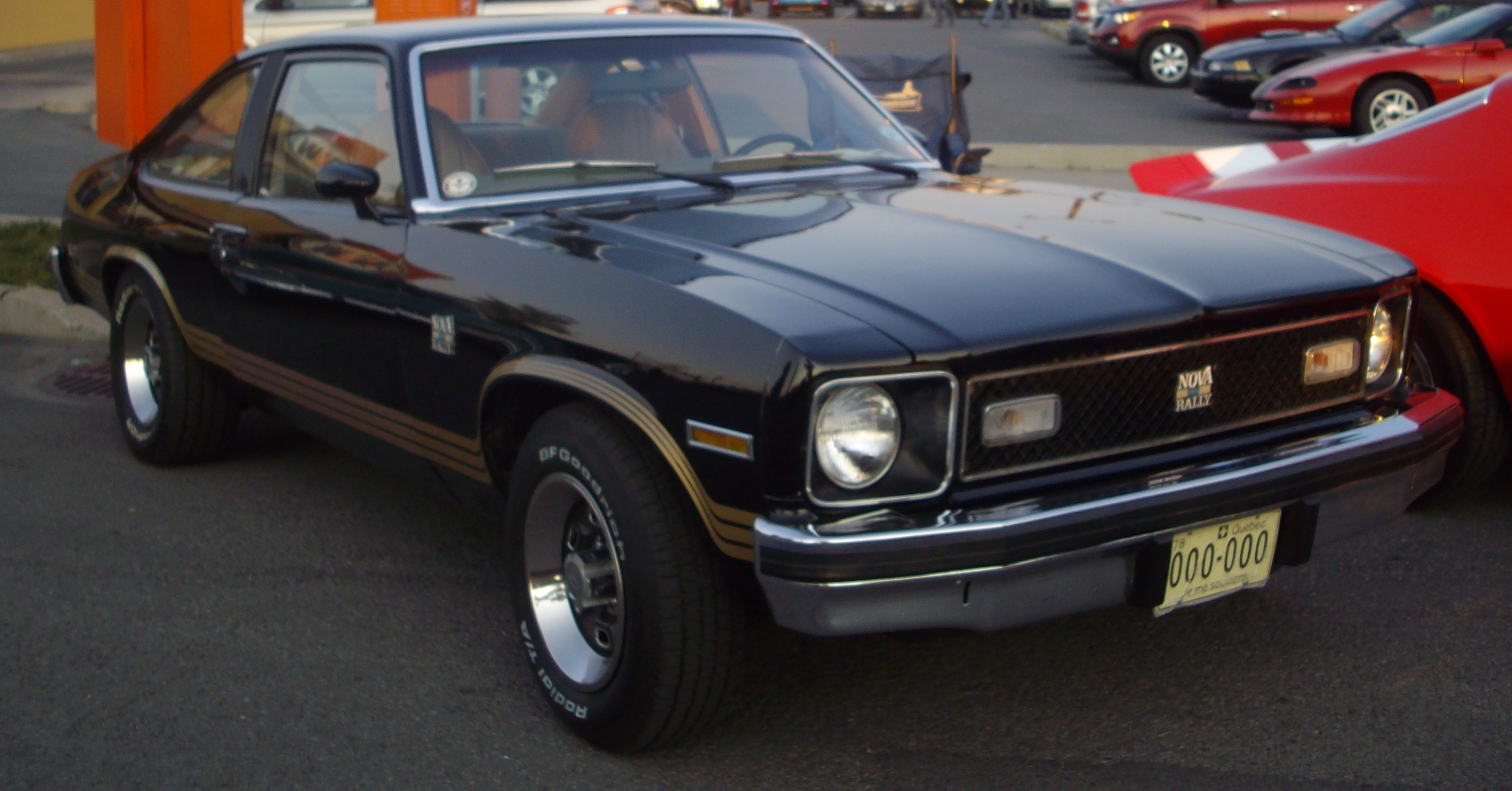
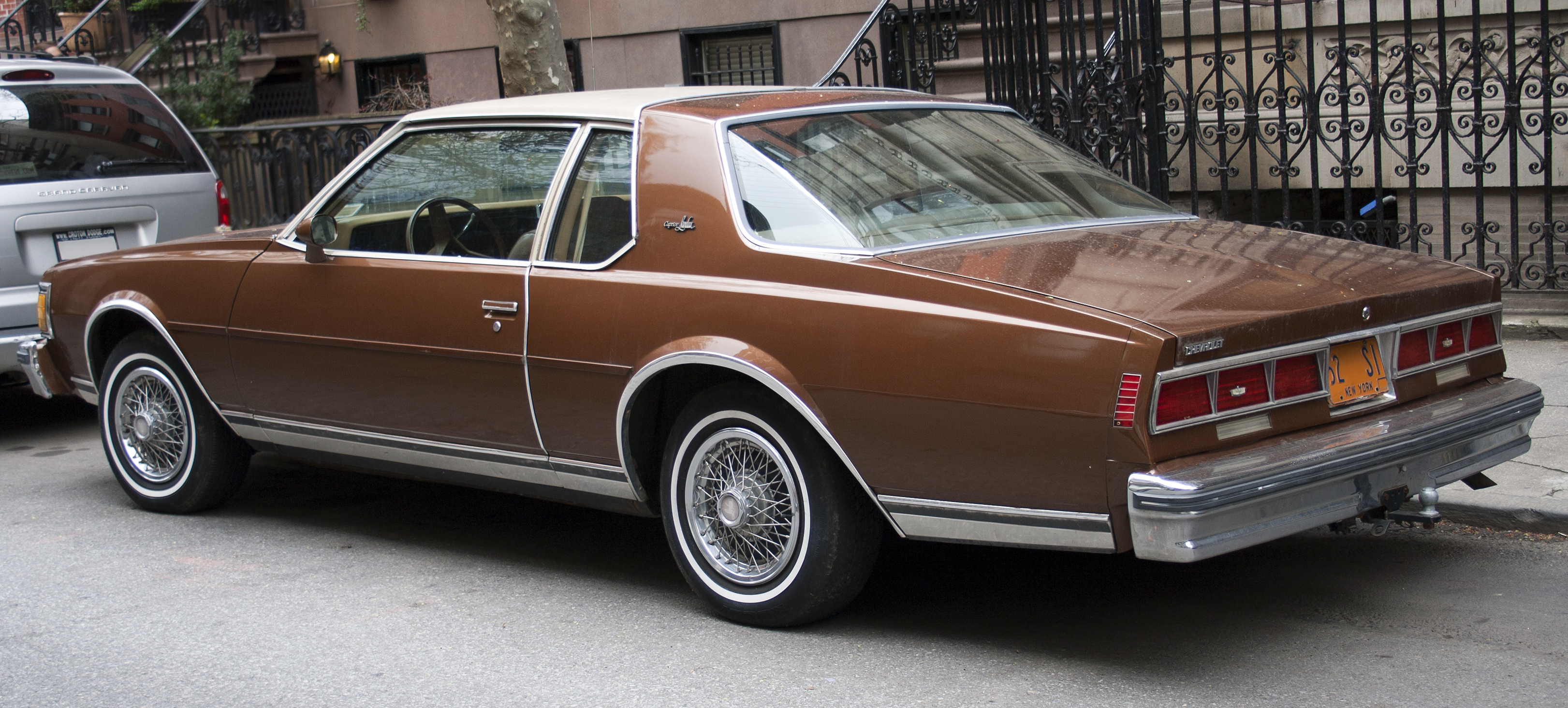
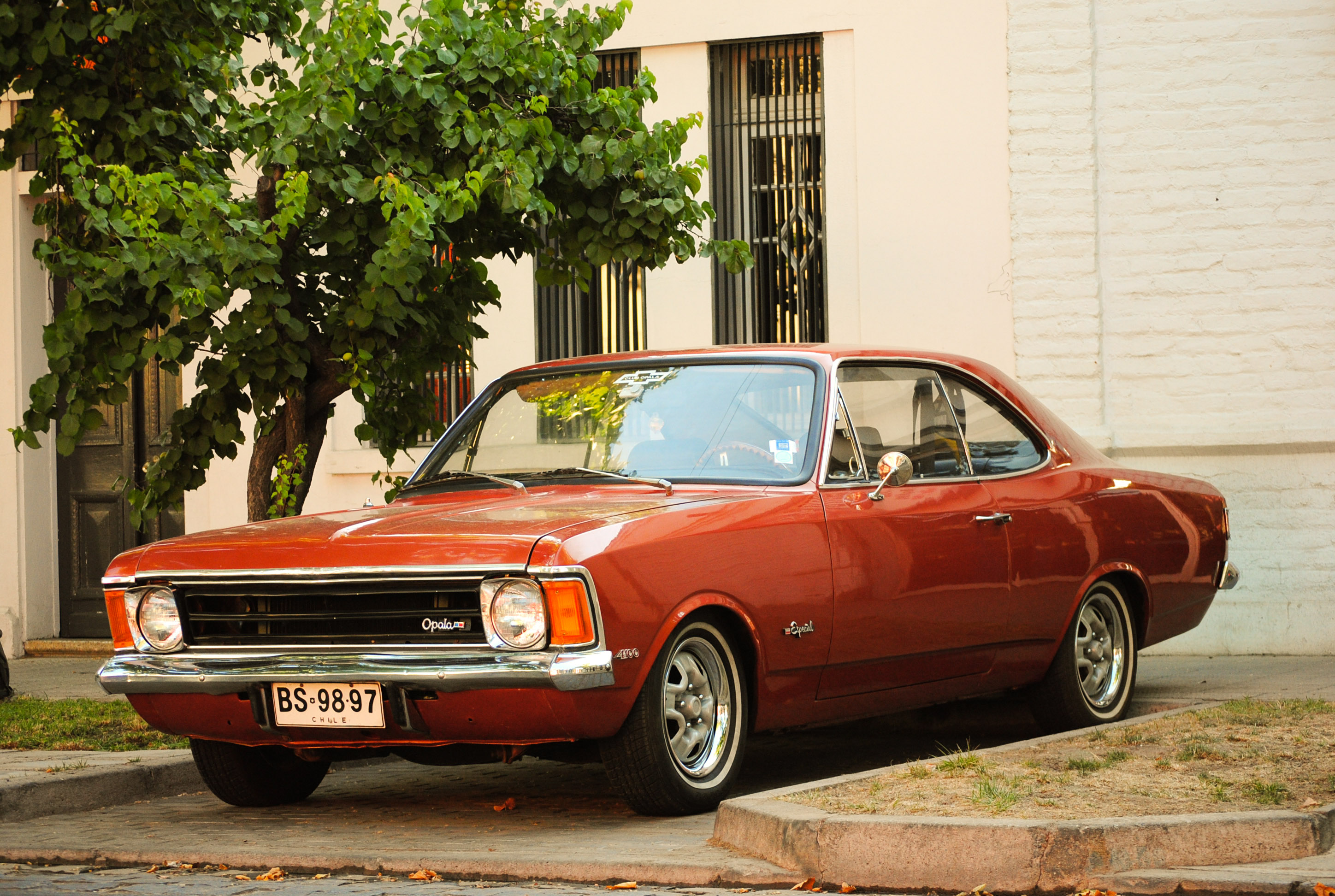
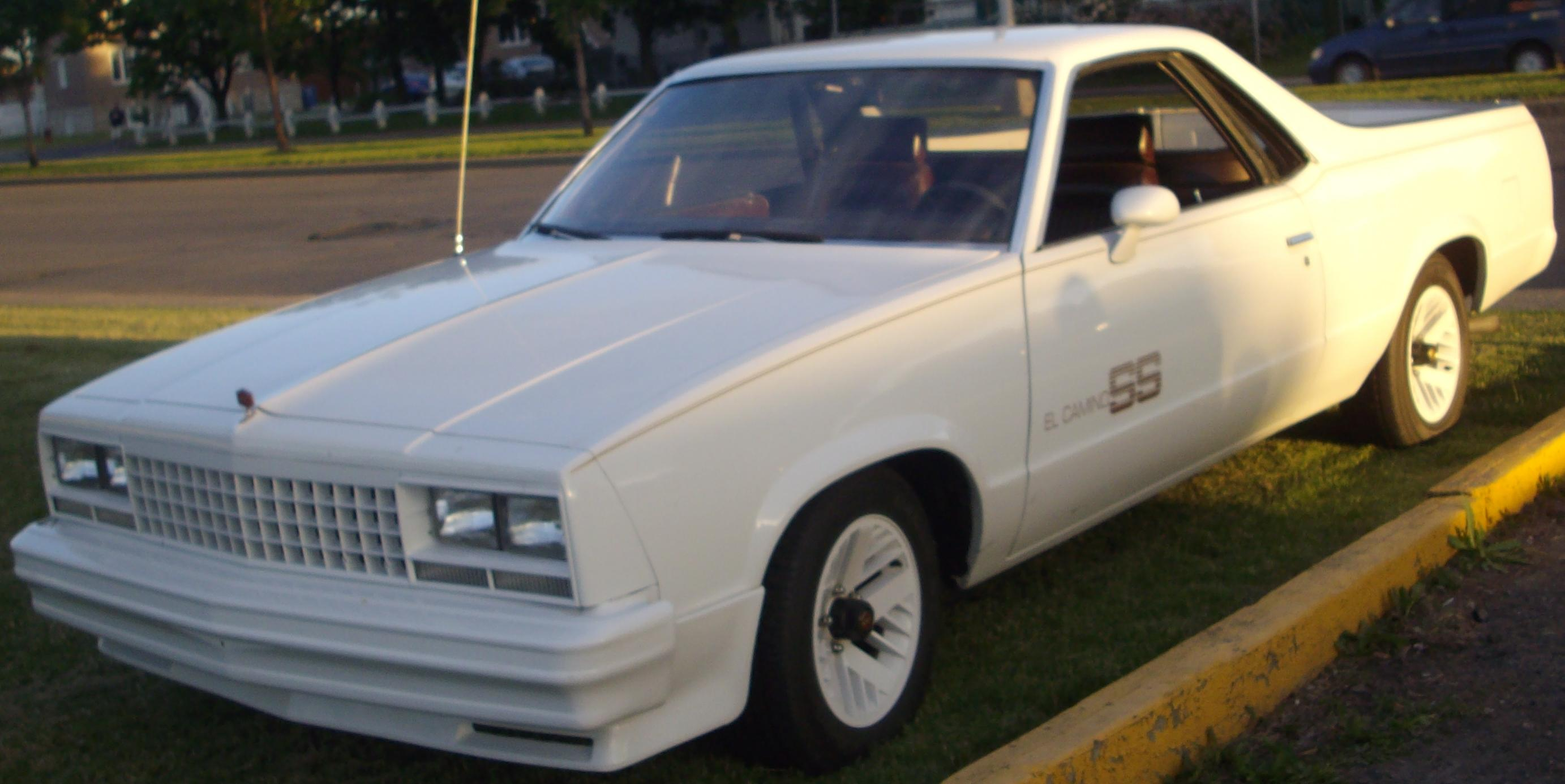
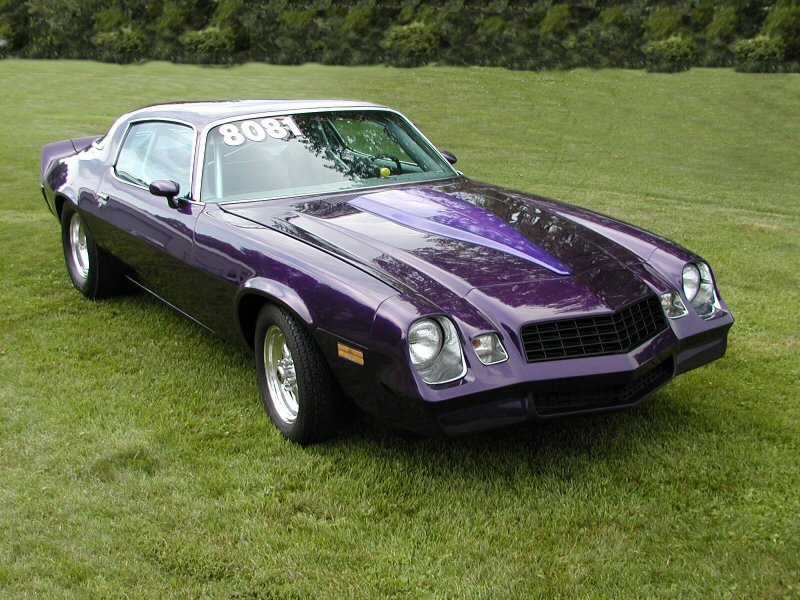
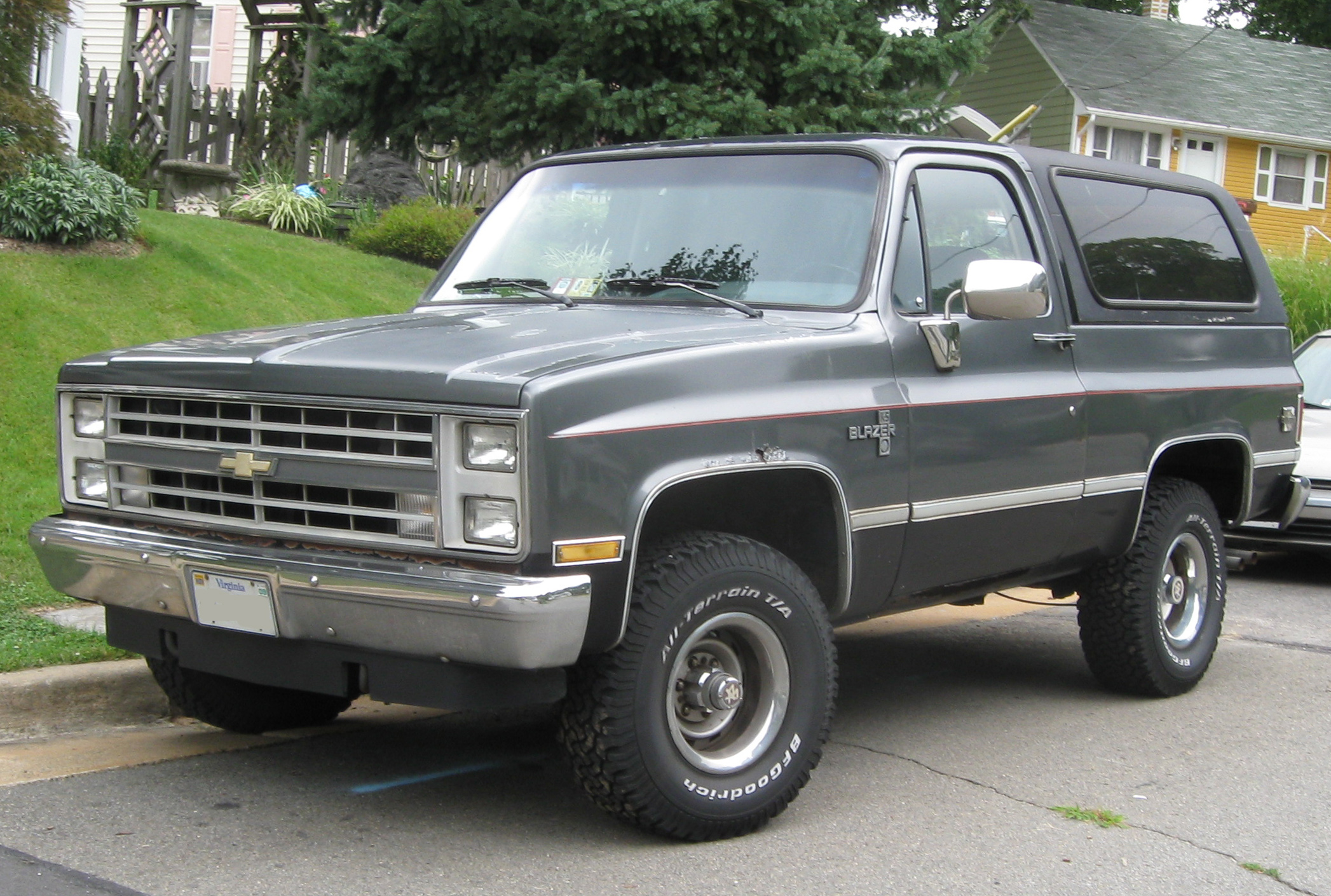
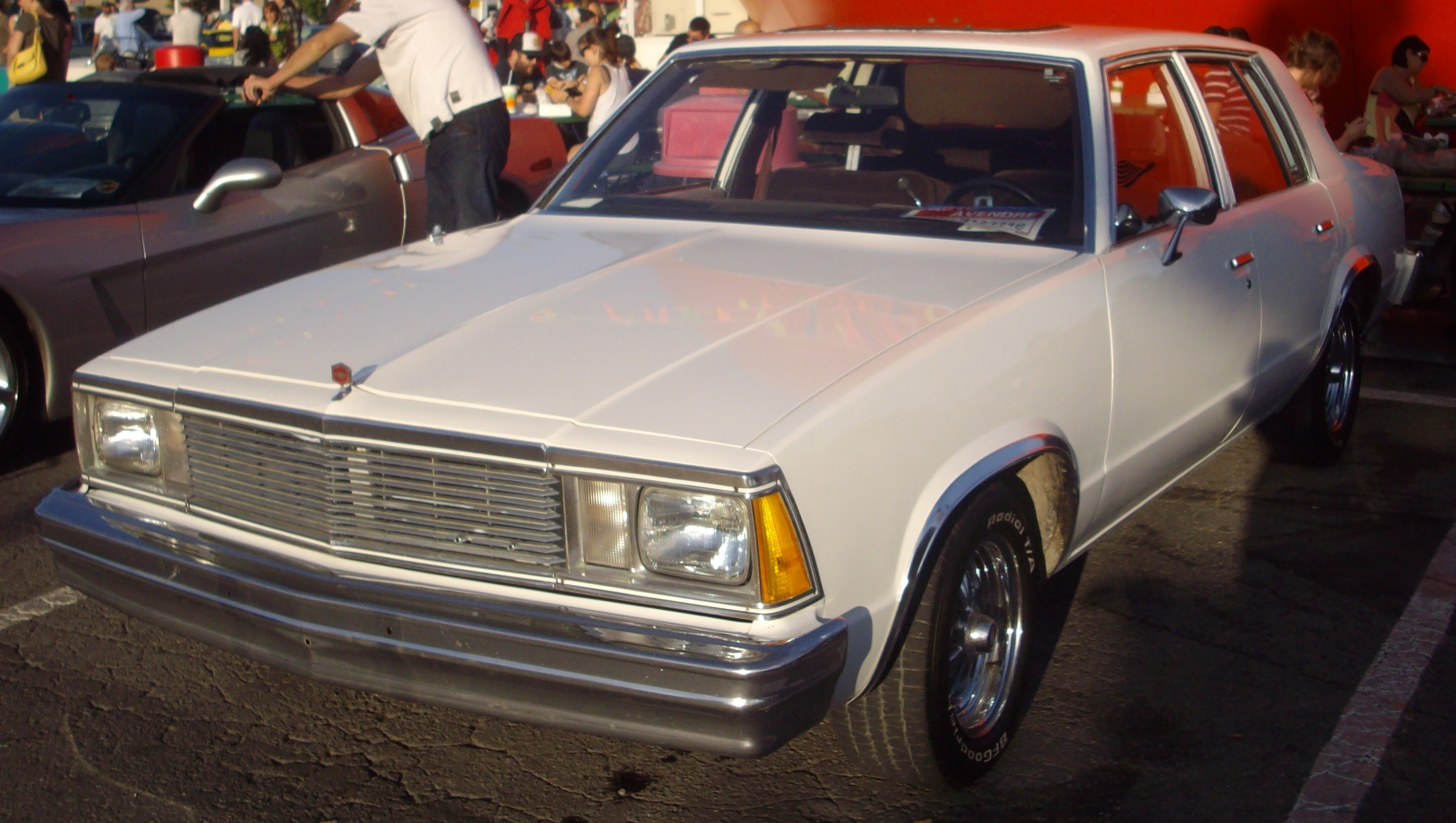
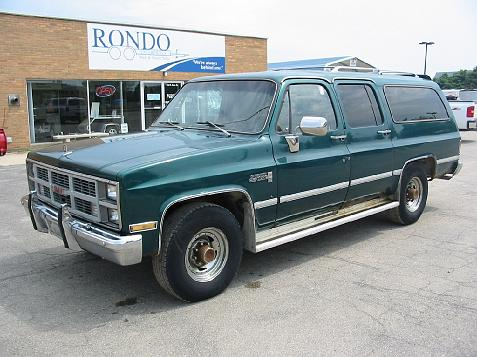
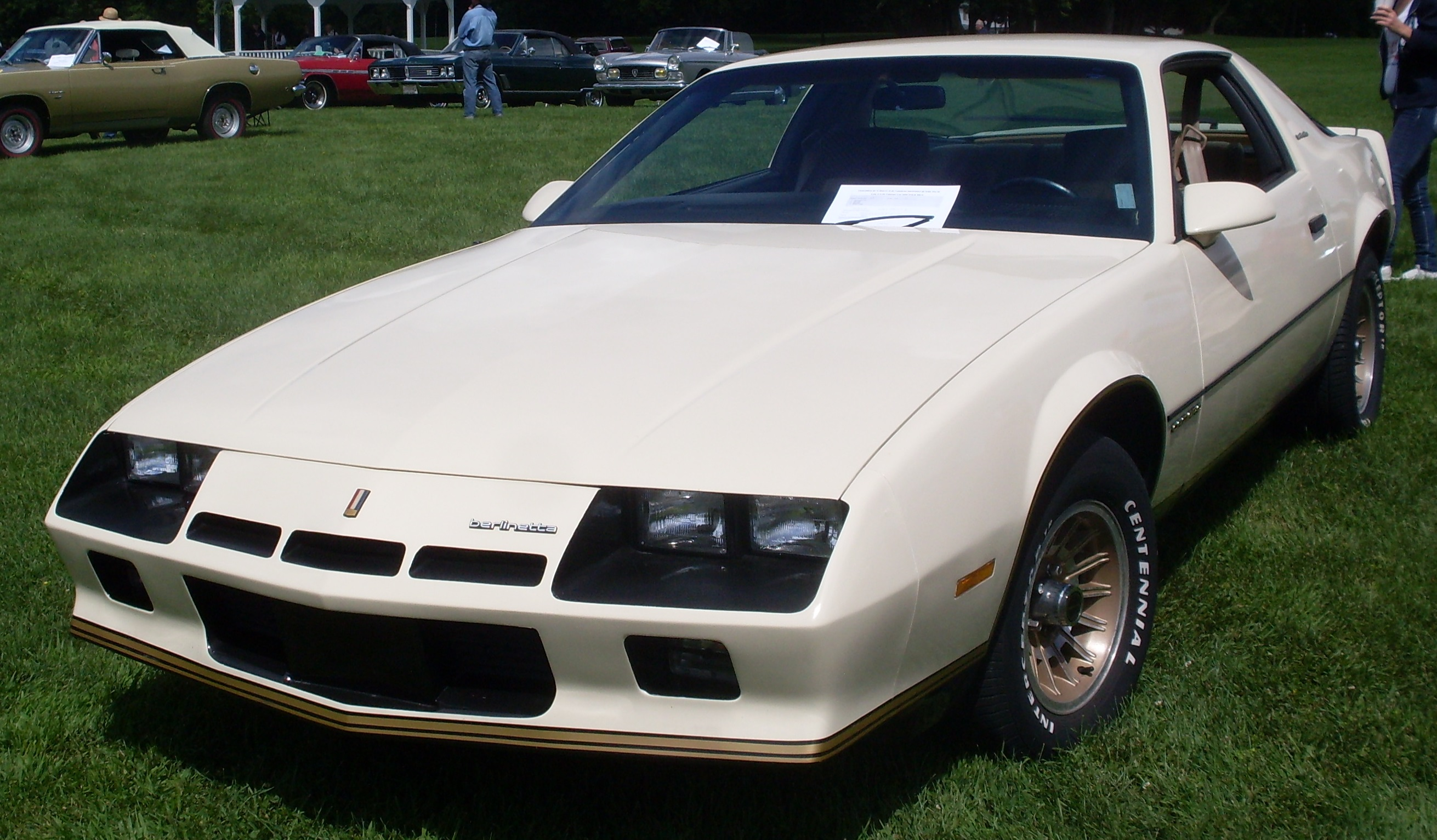
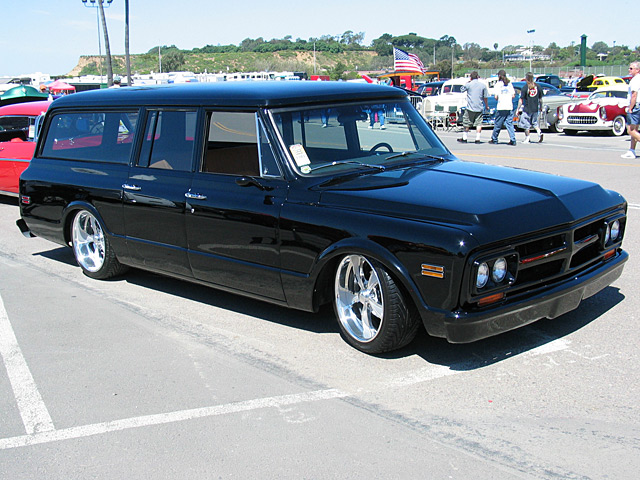
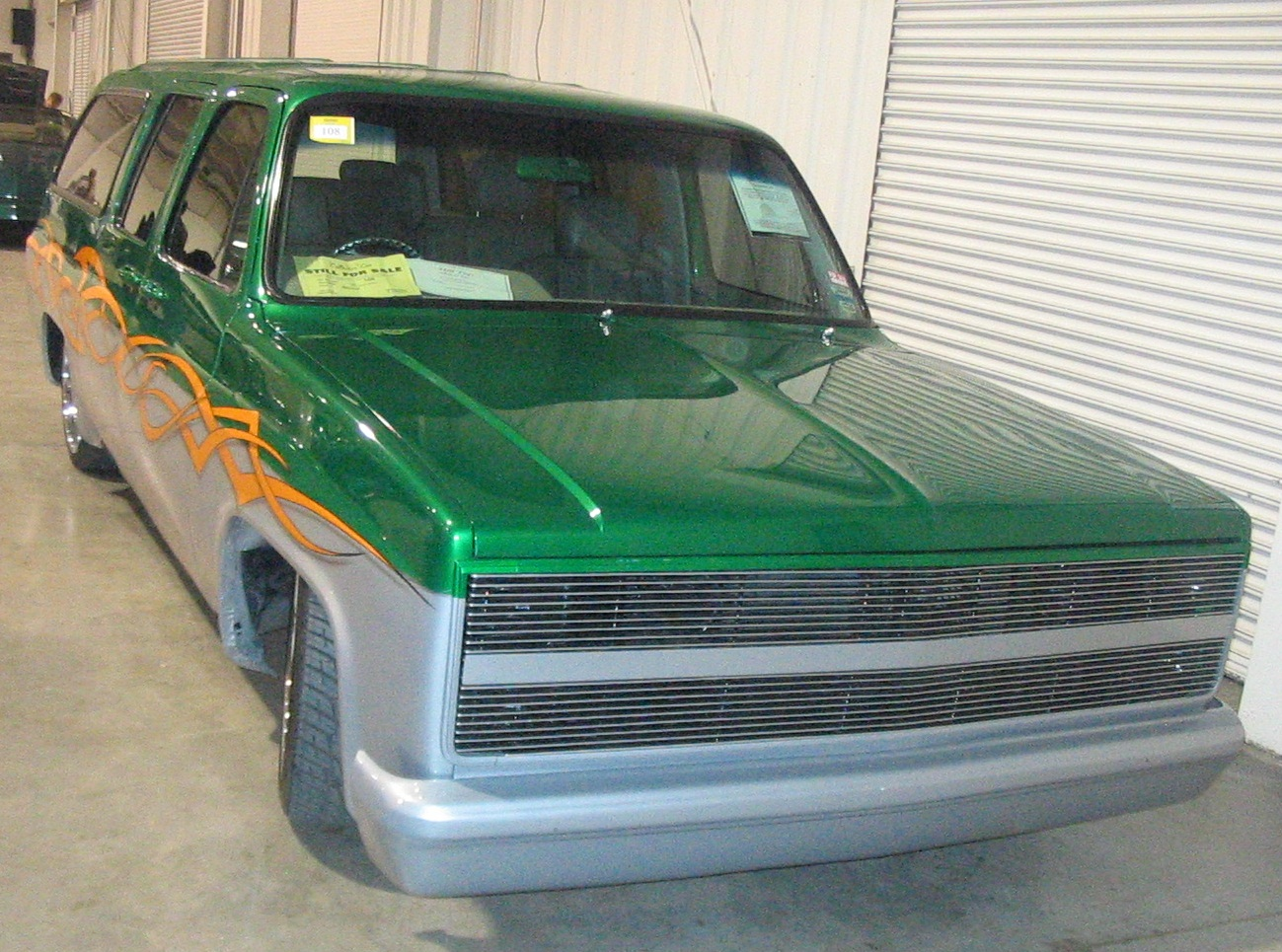
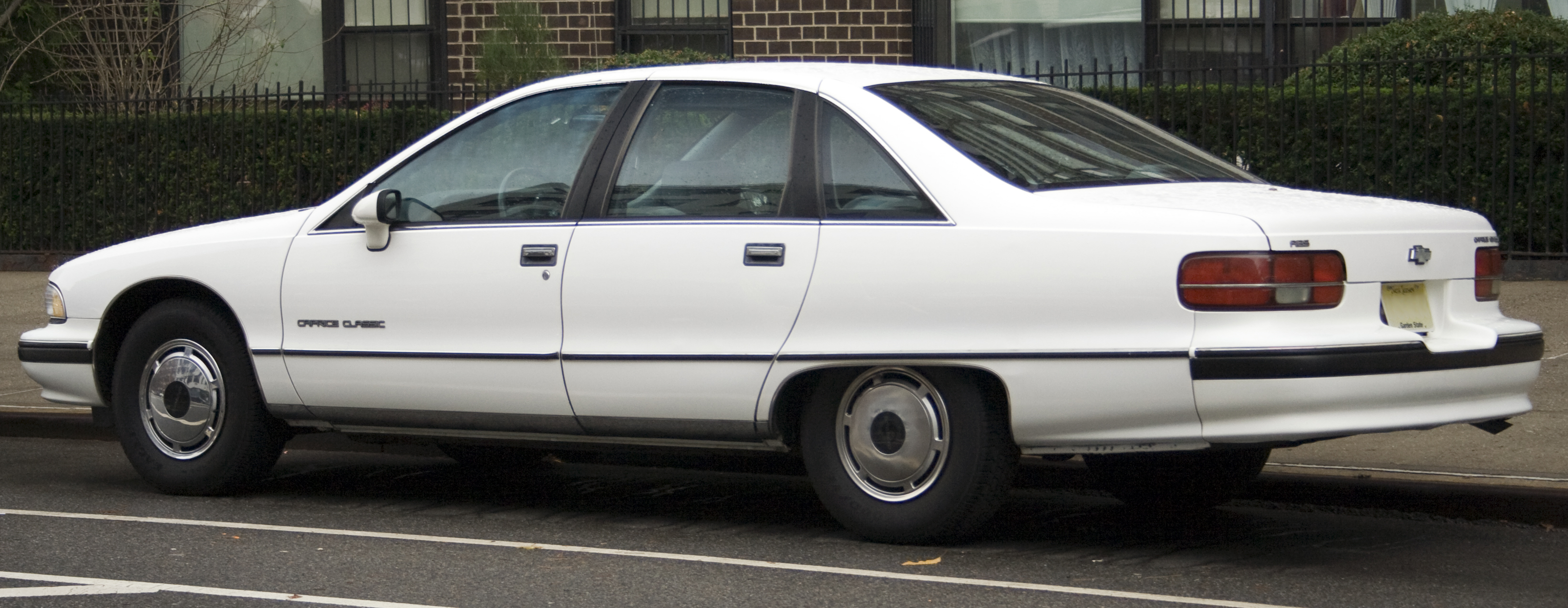
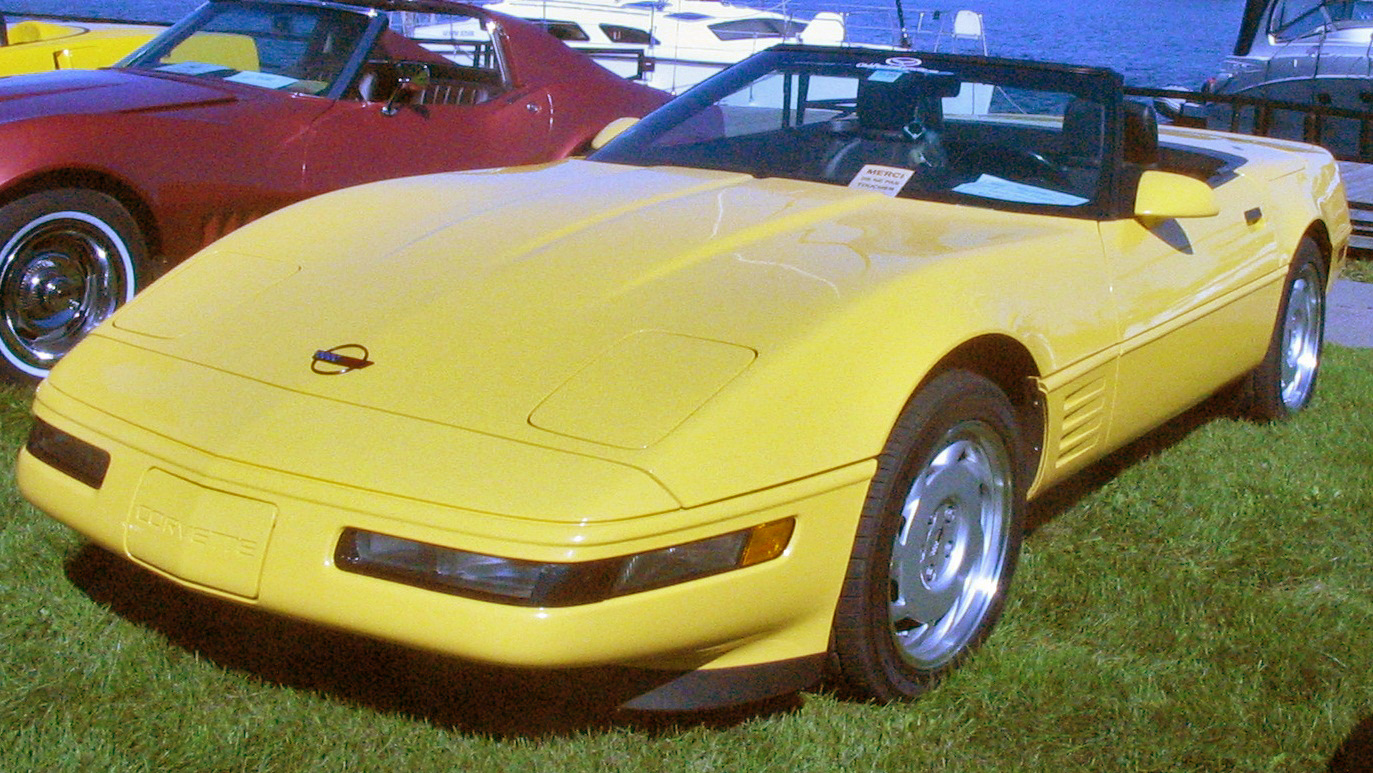
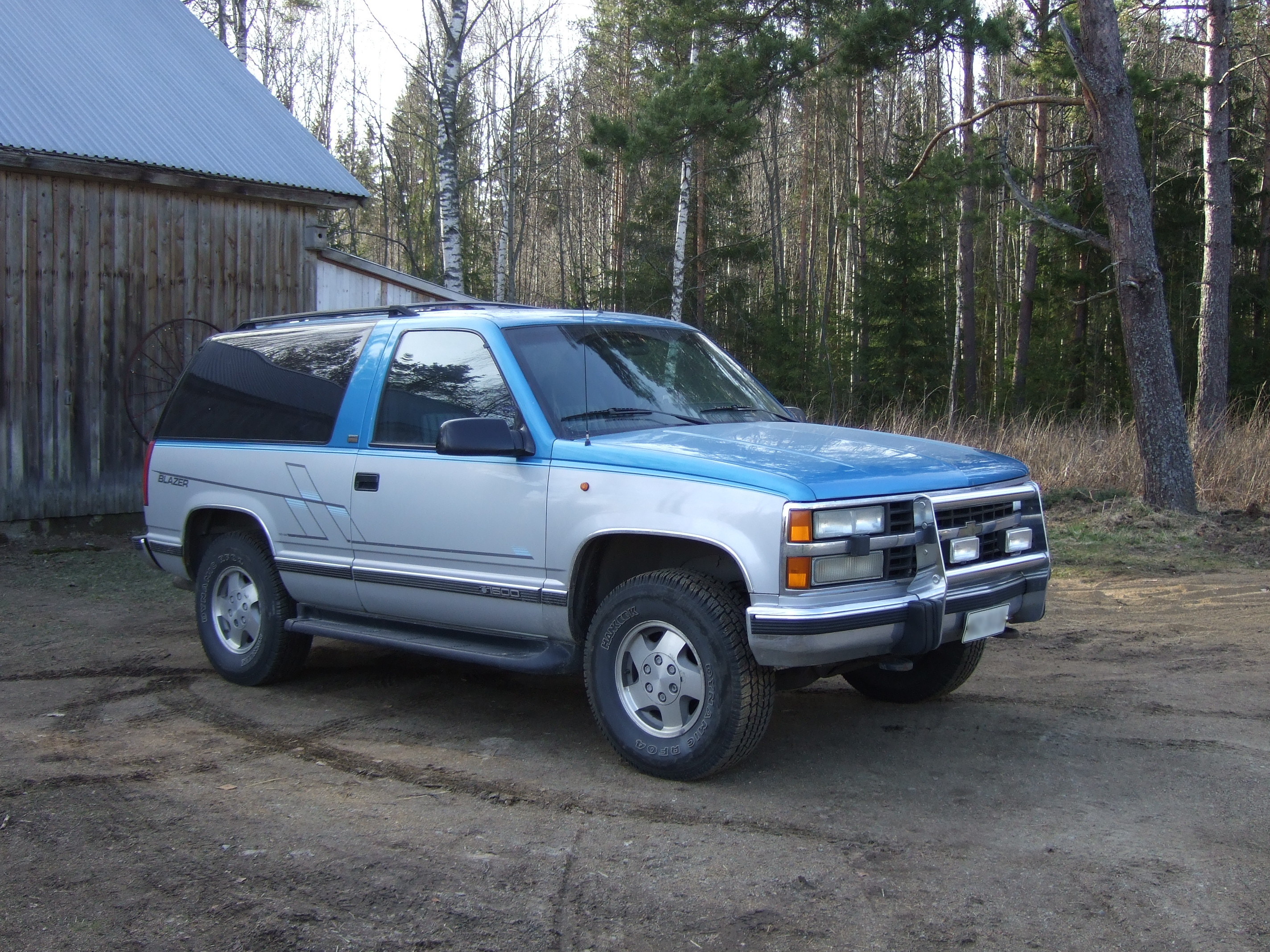
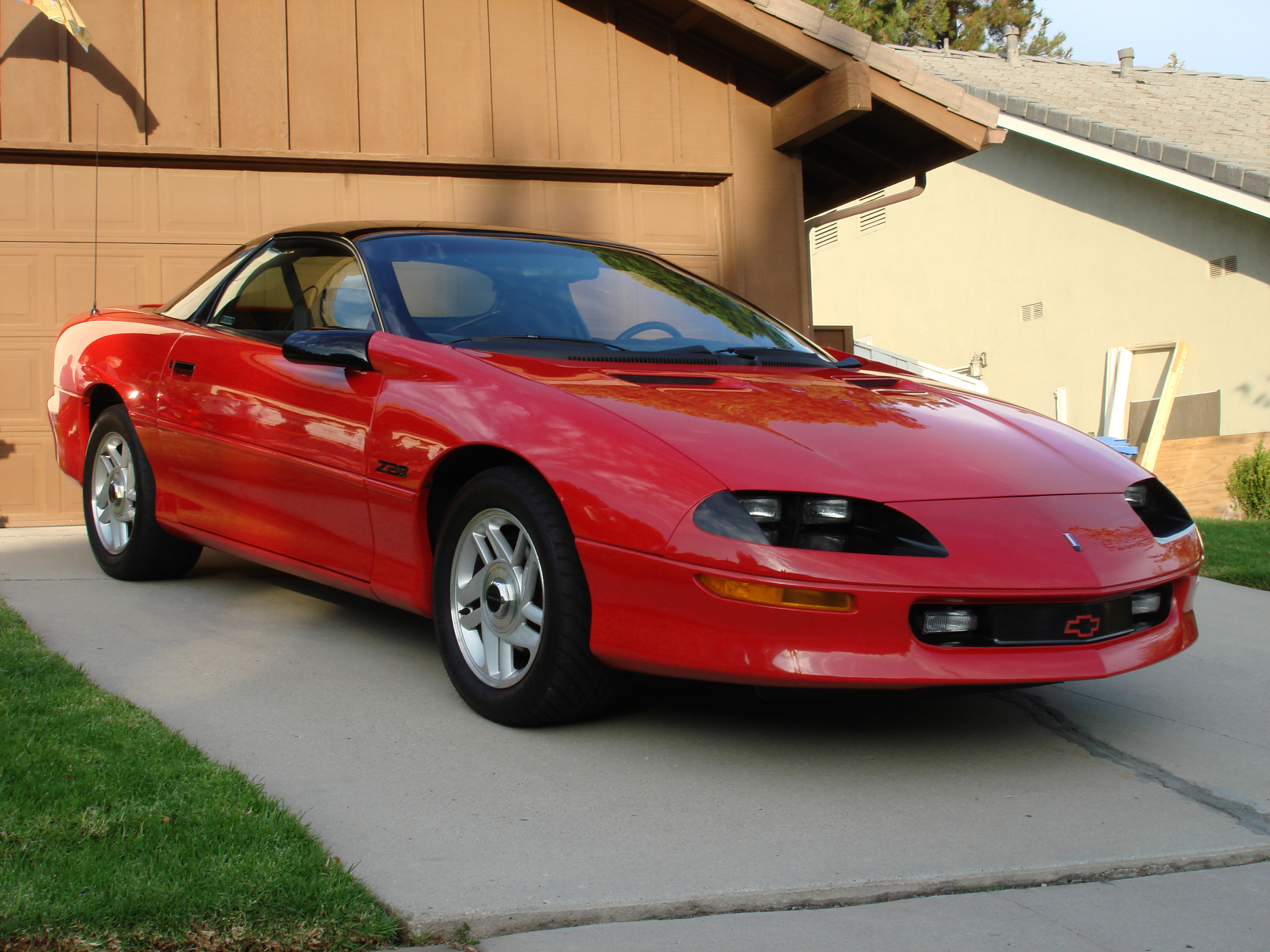
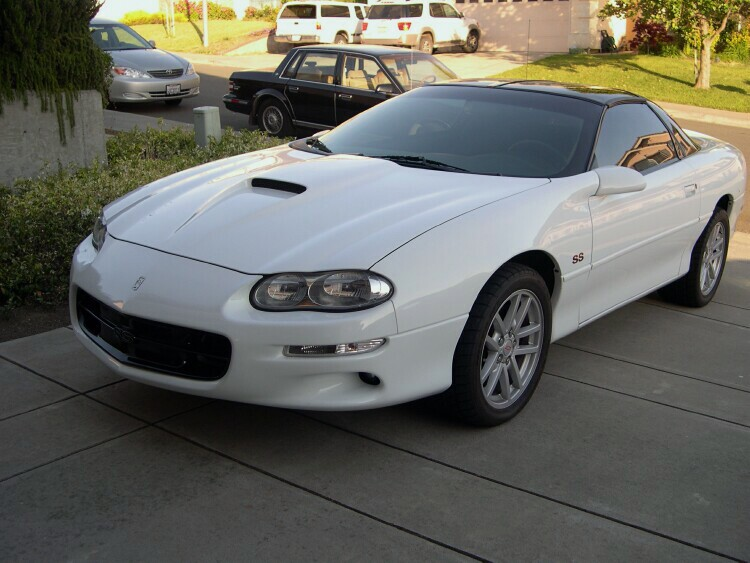
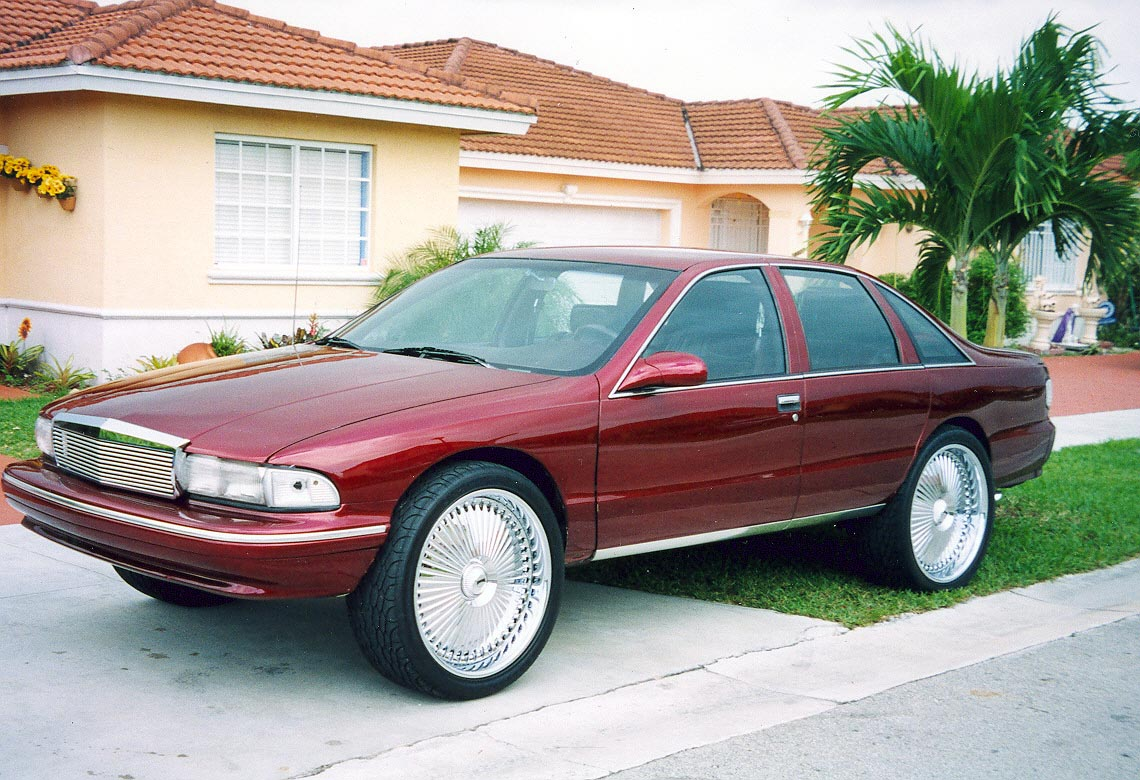
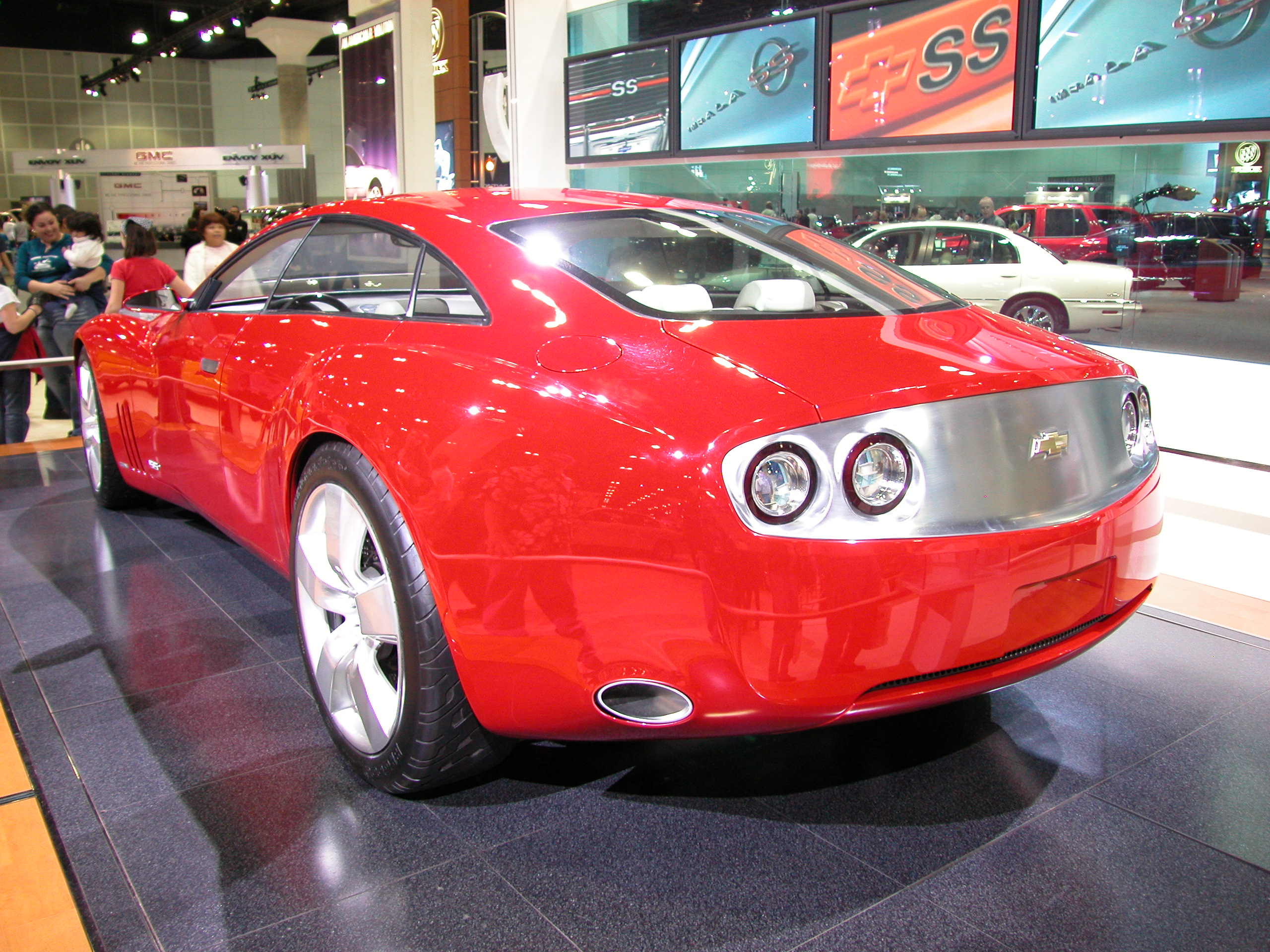
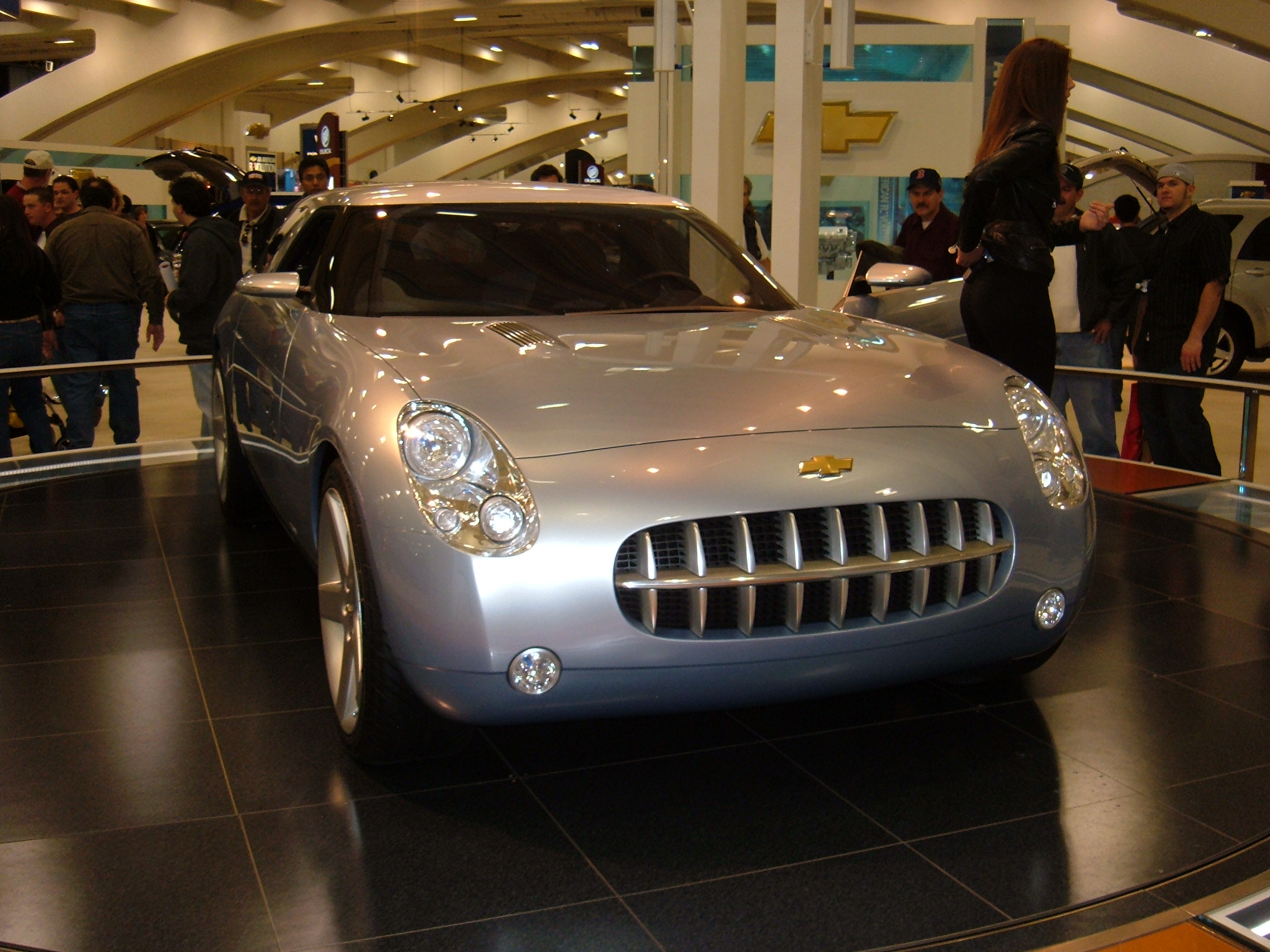
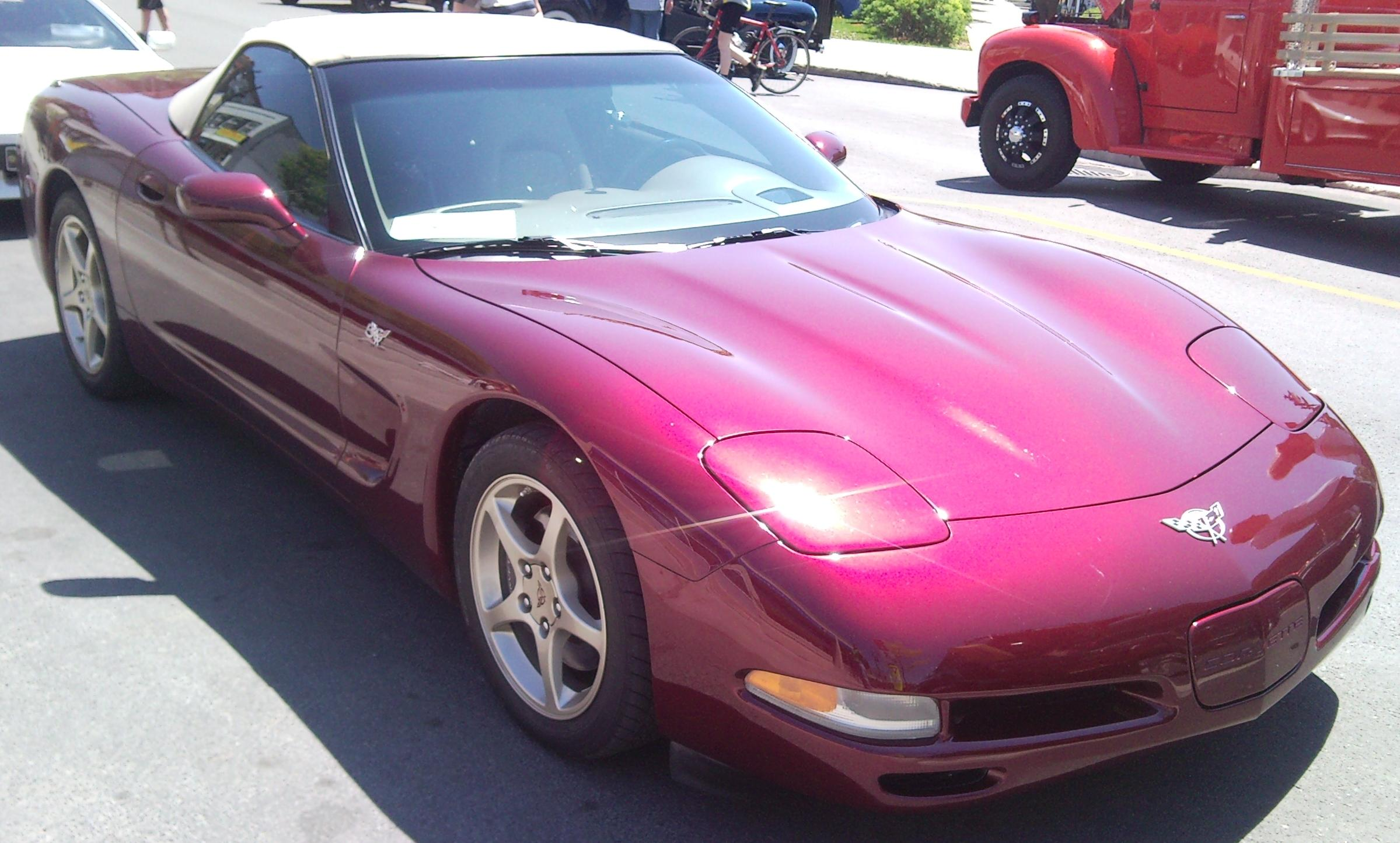
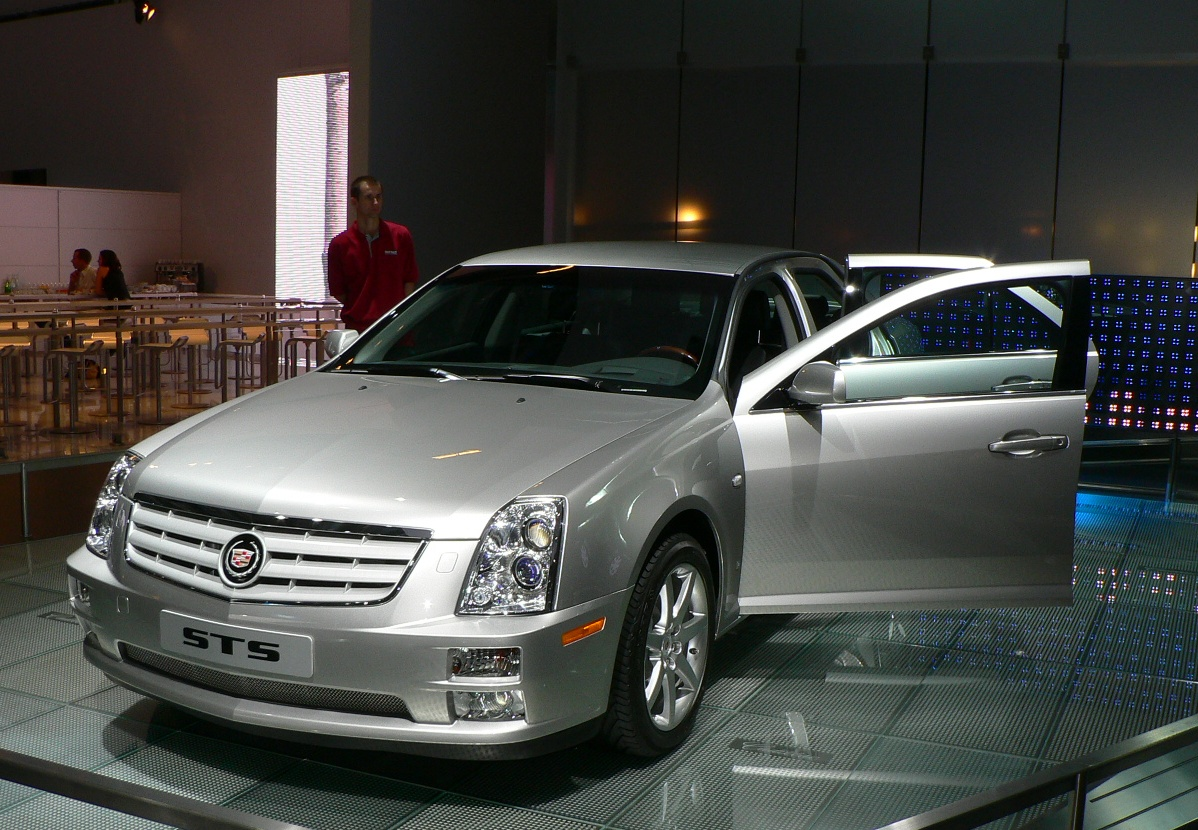
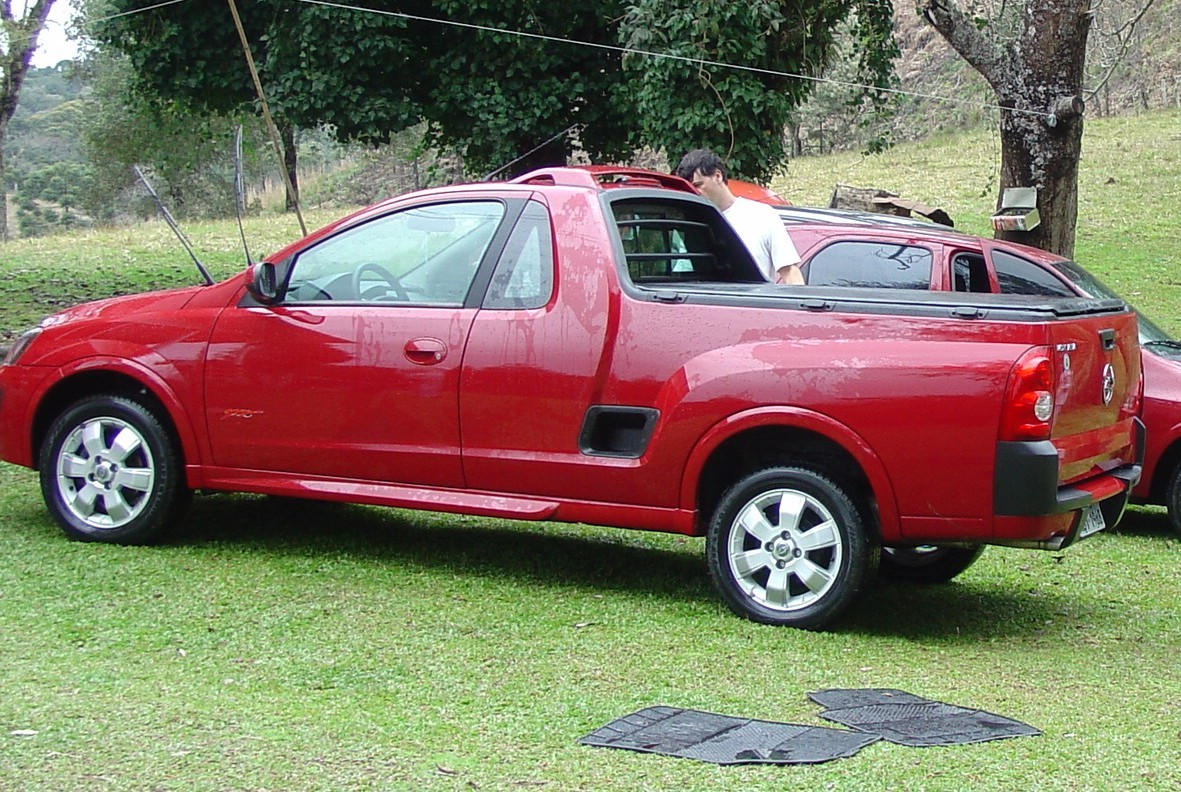
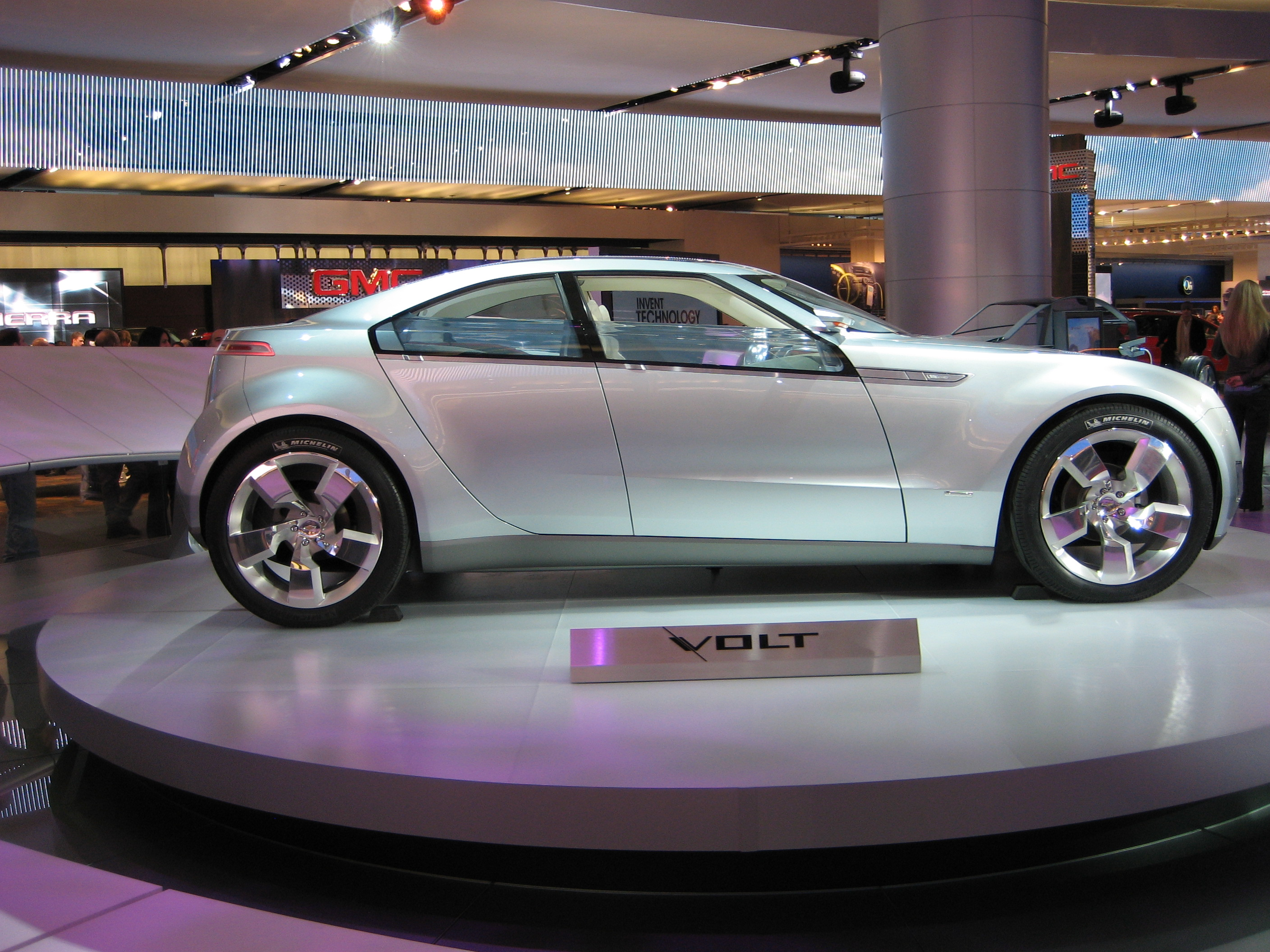
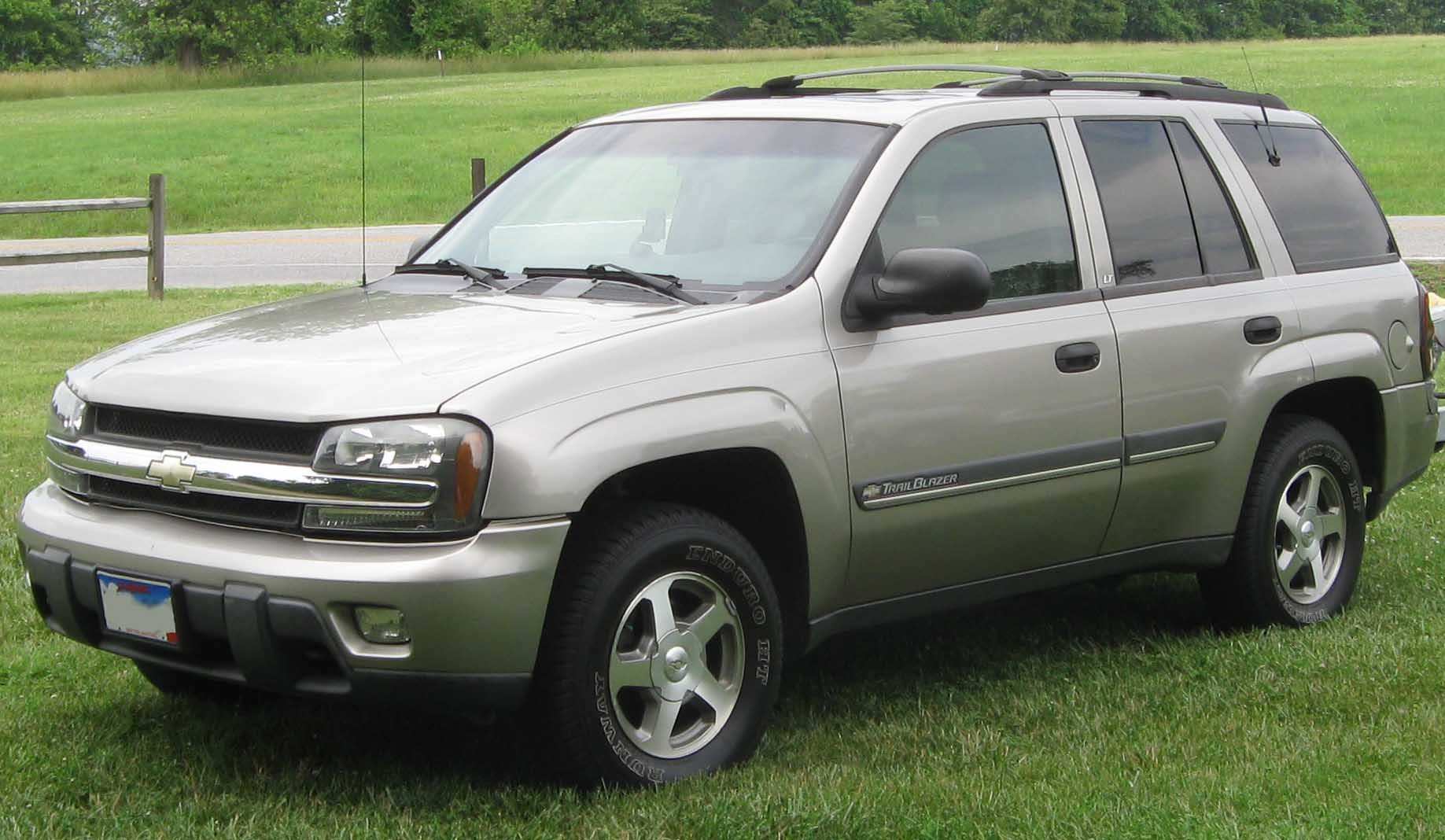
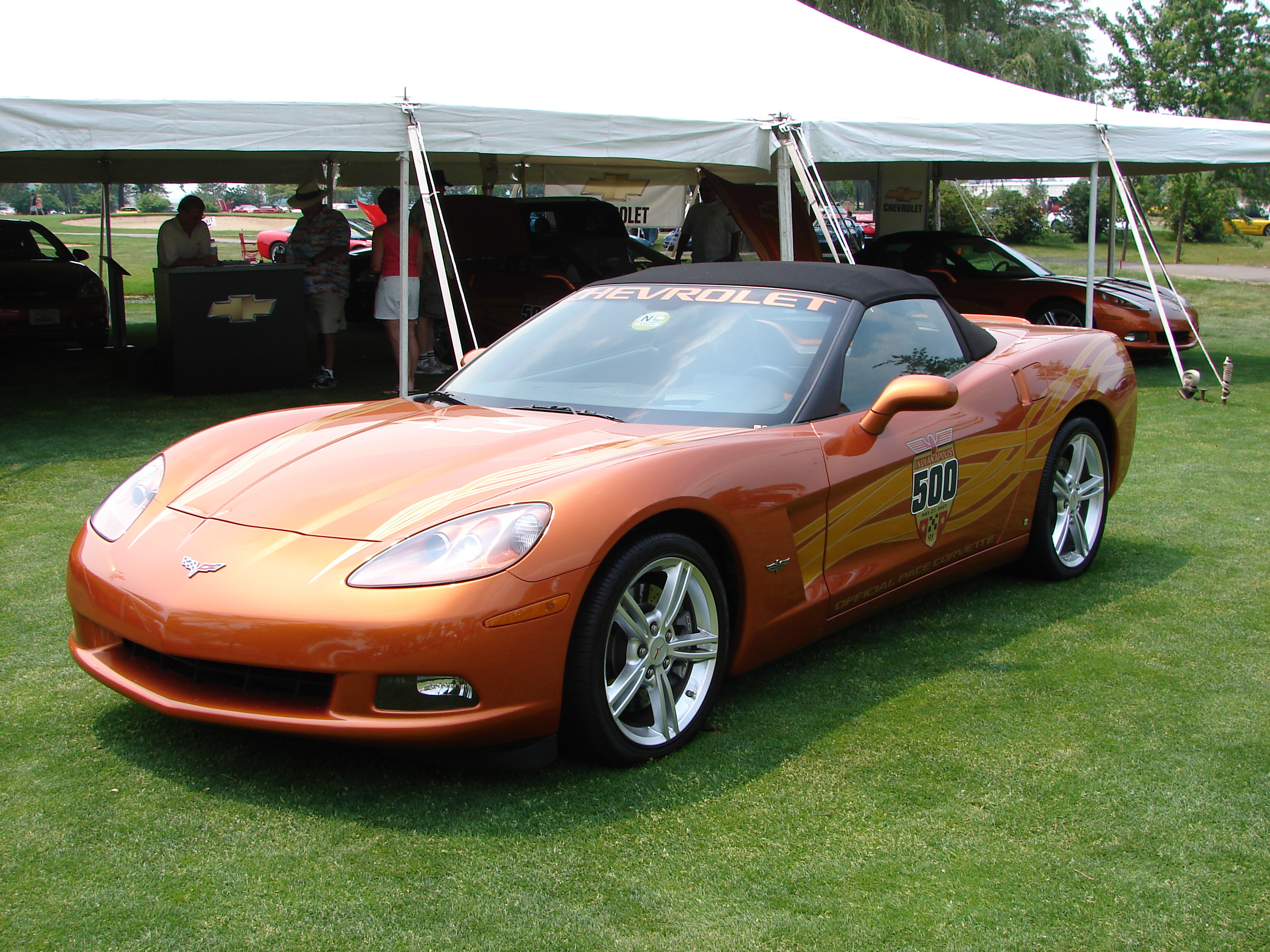
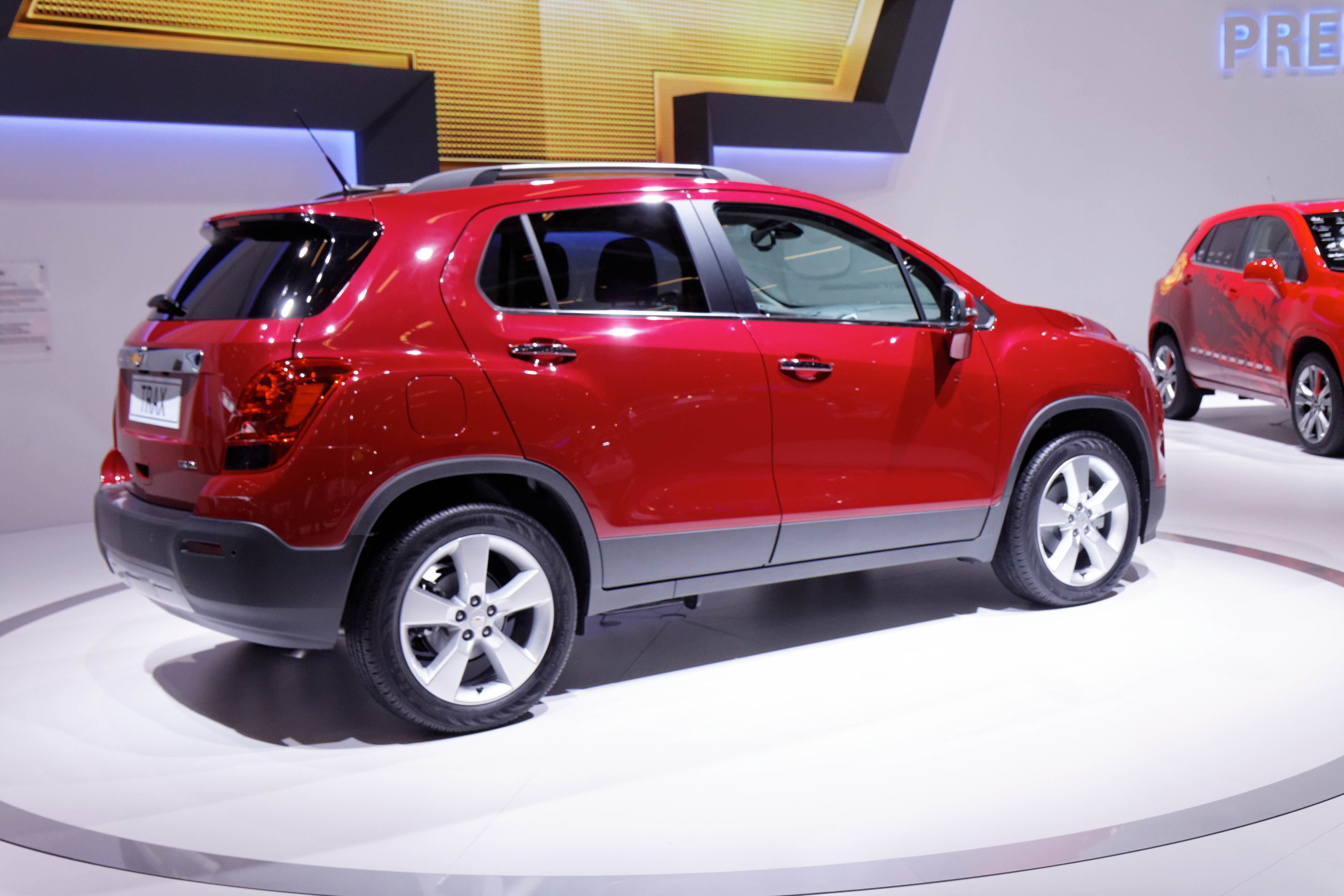
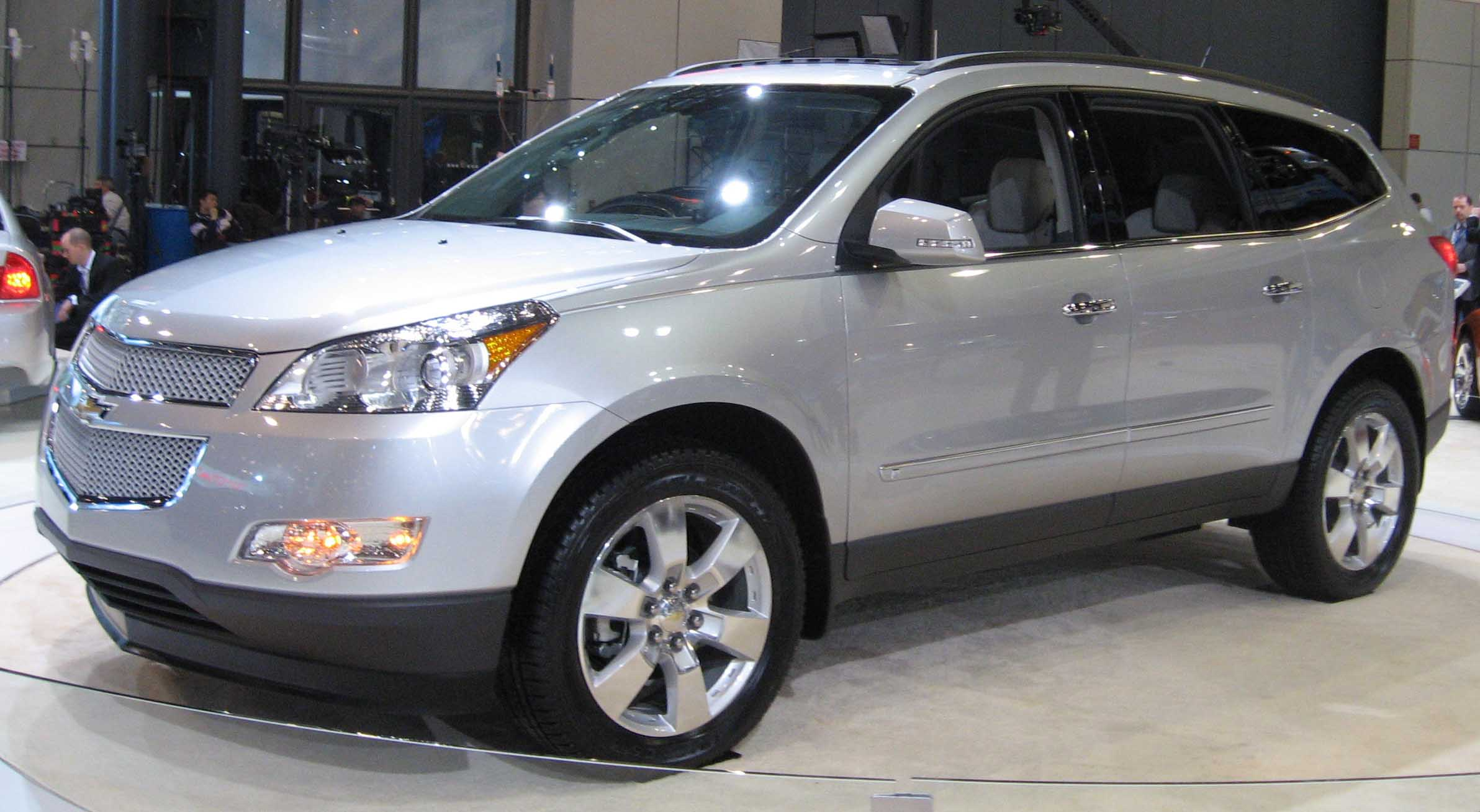
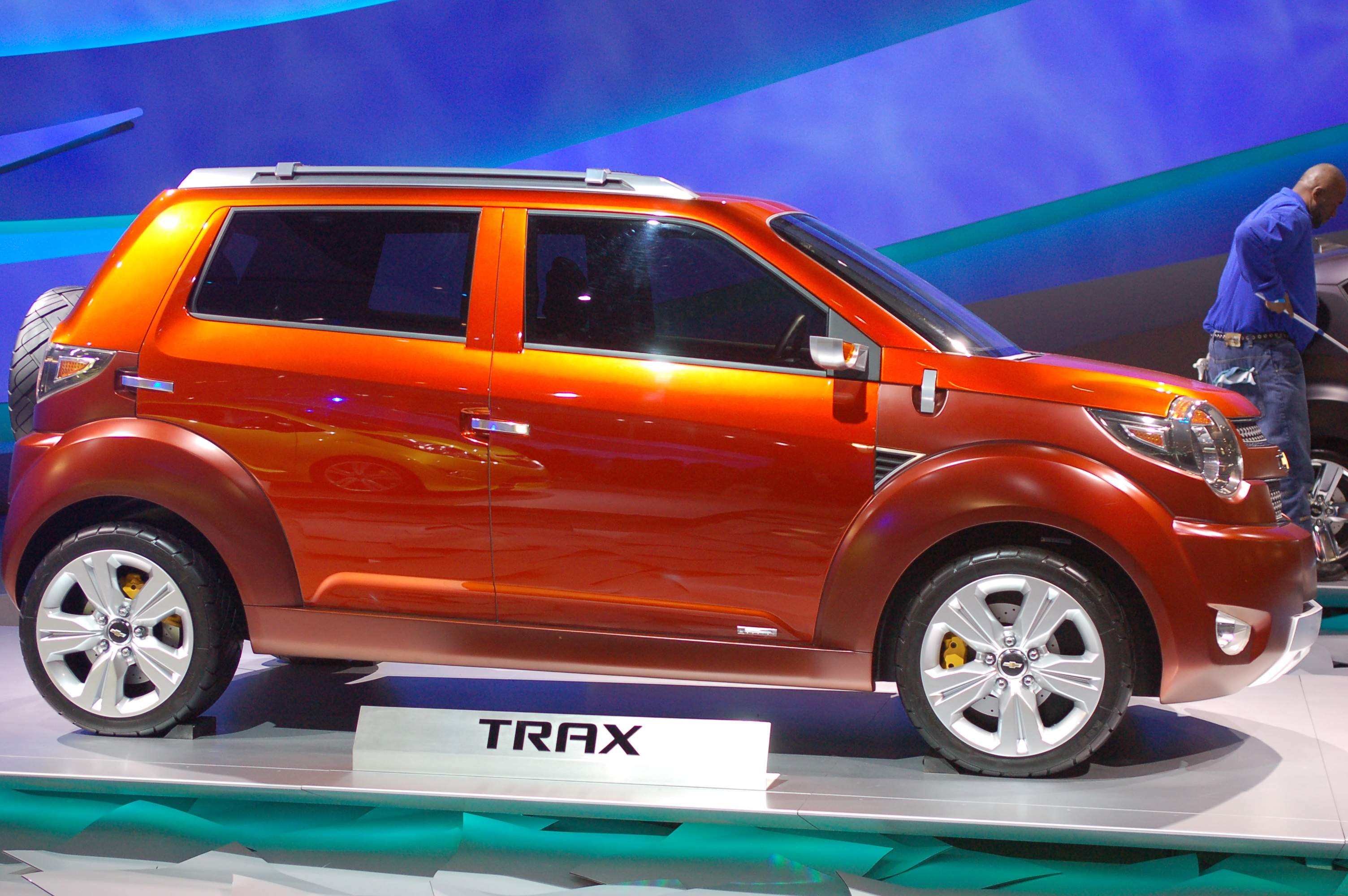
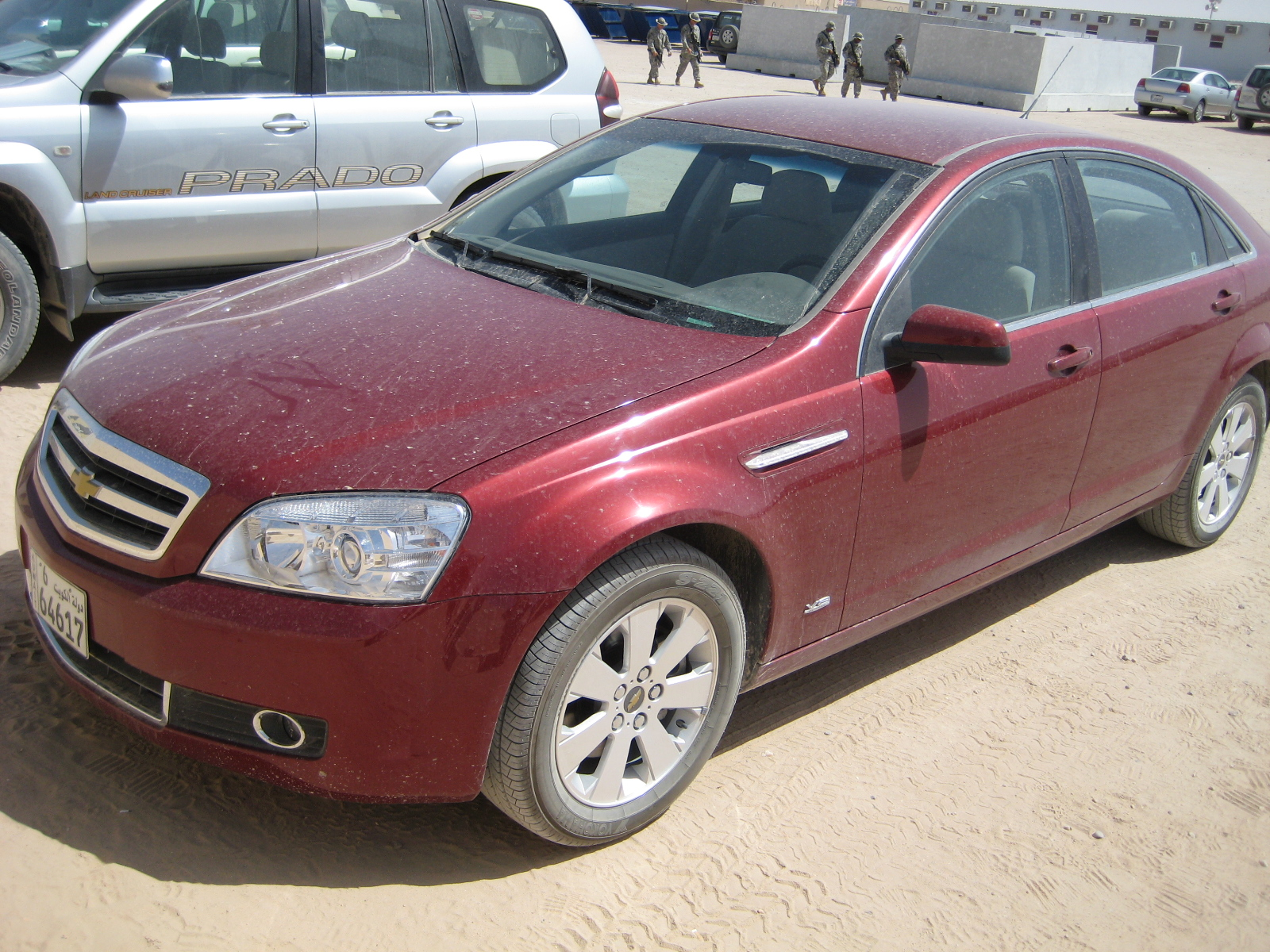
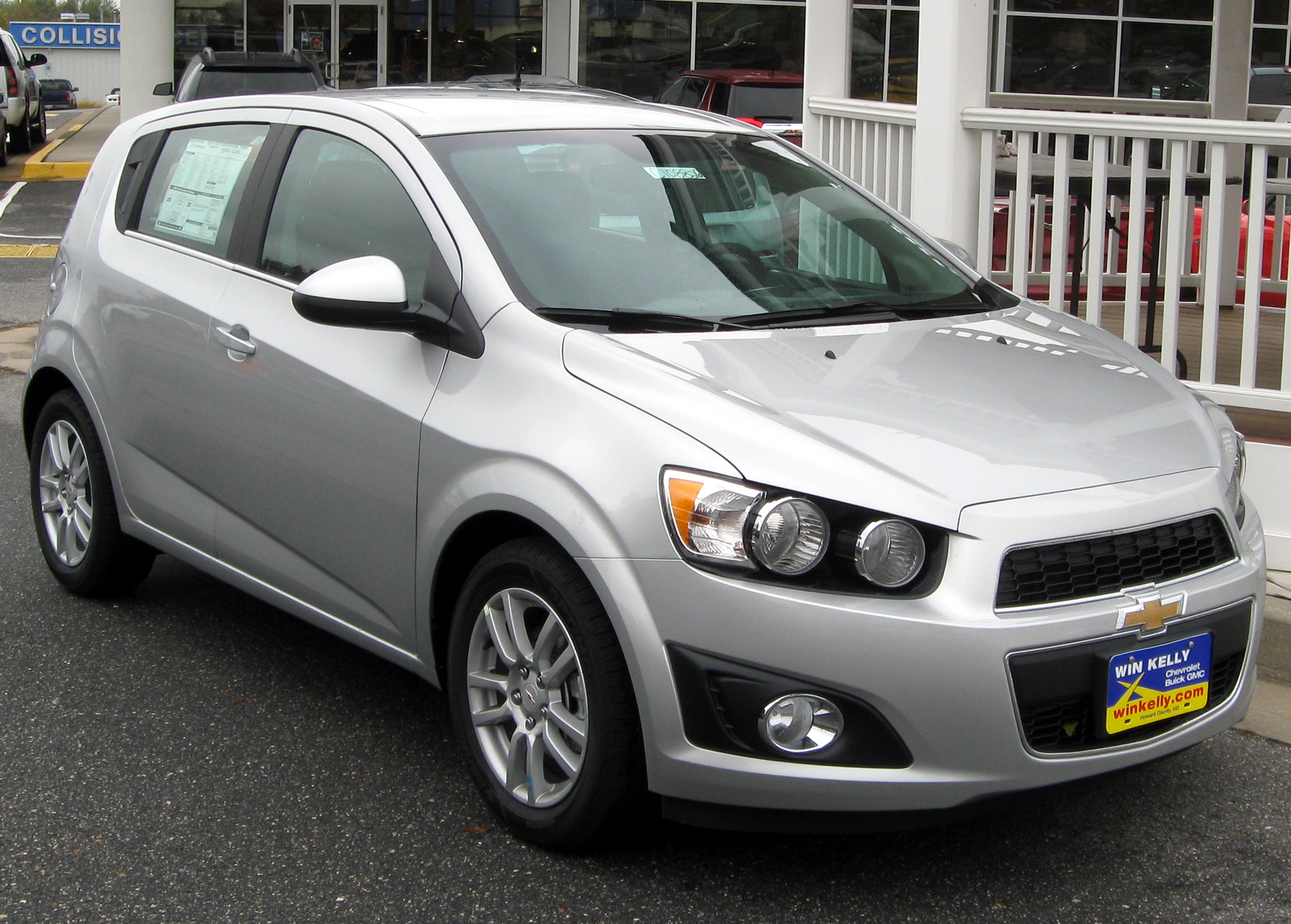
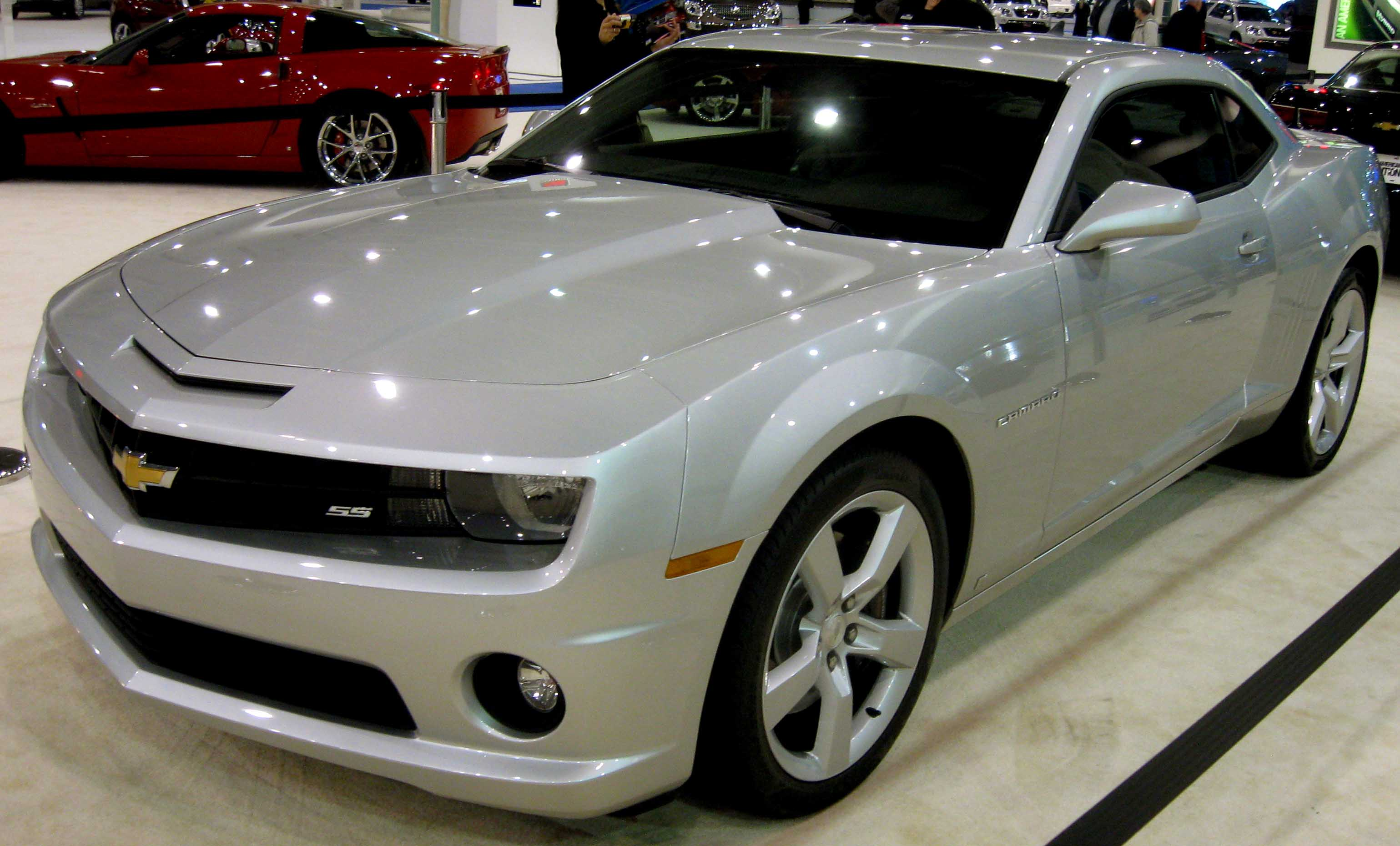
شورلت کامارو مدل ۲۰۱۰
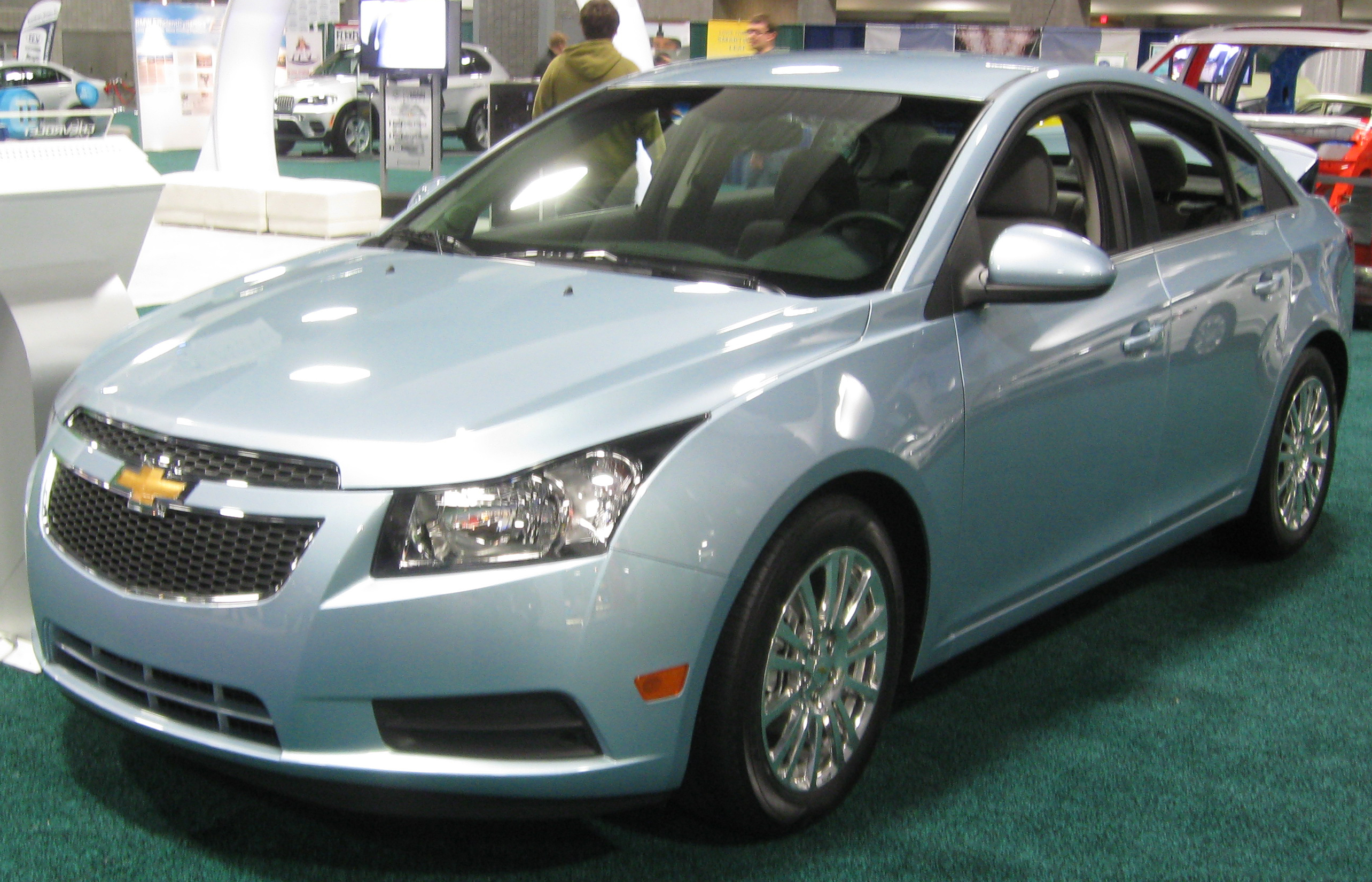
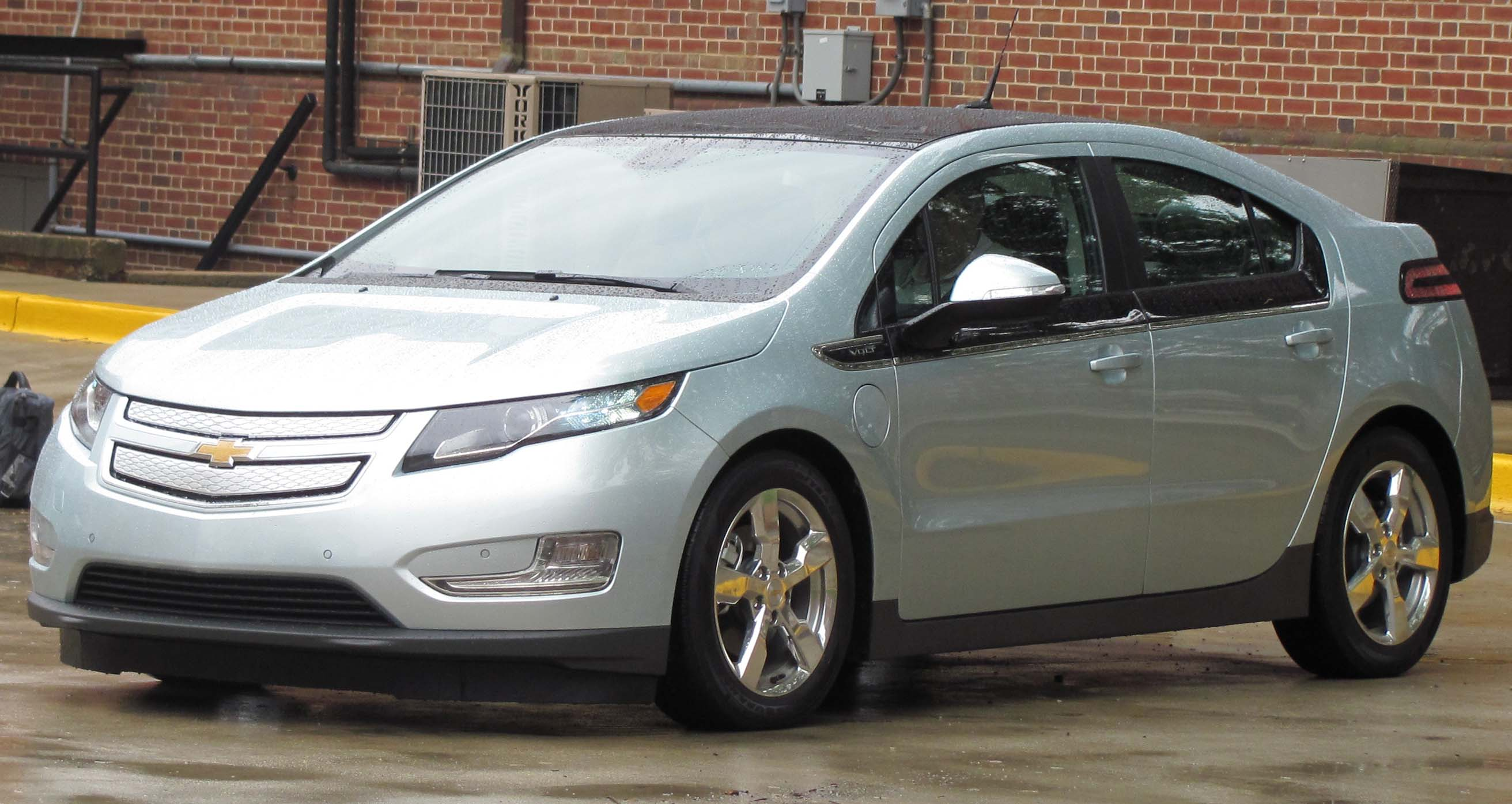
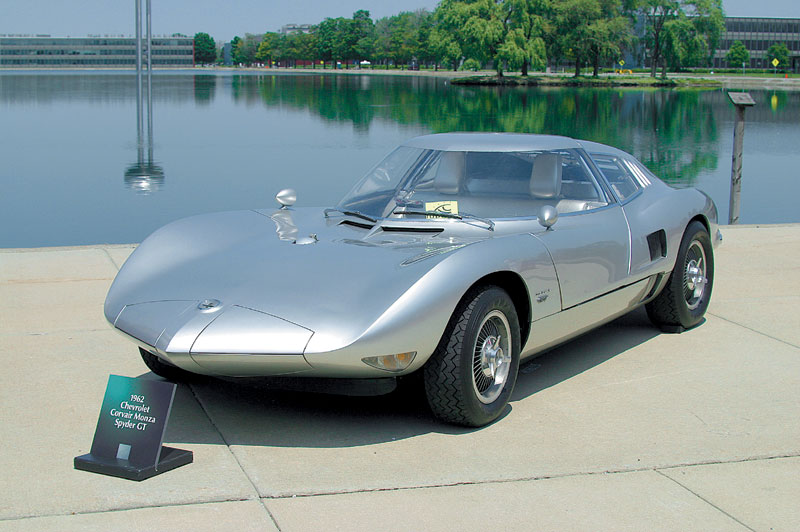
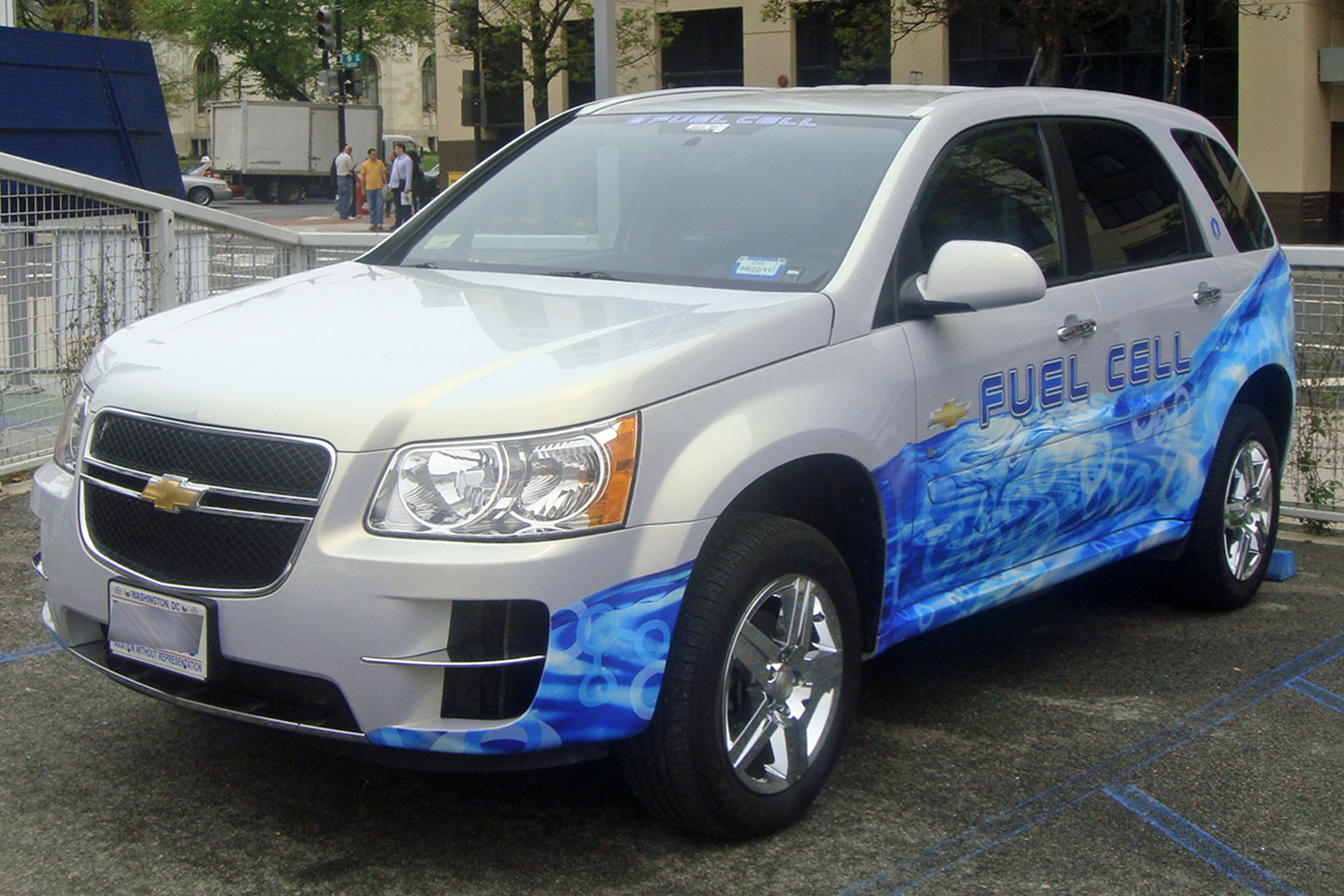
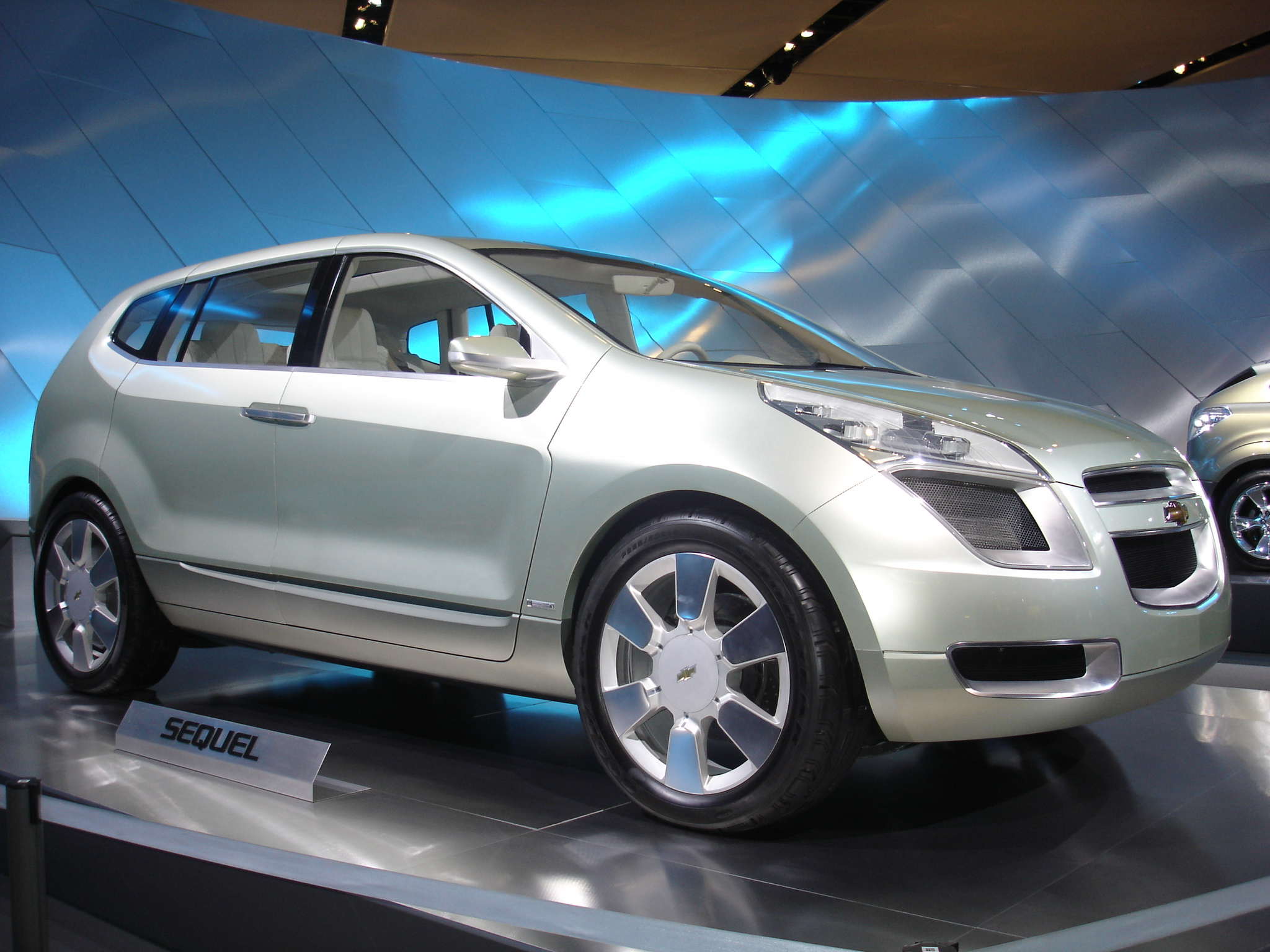
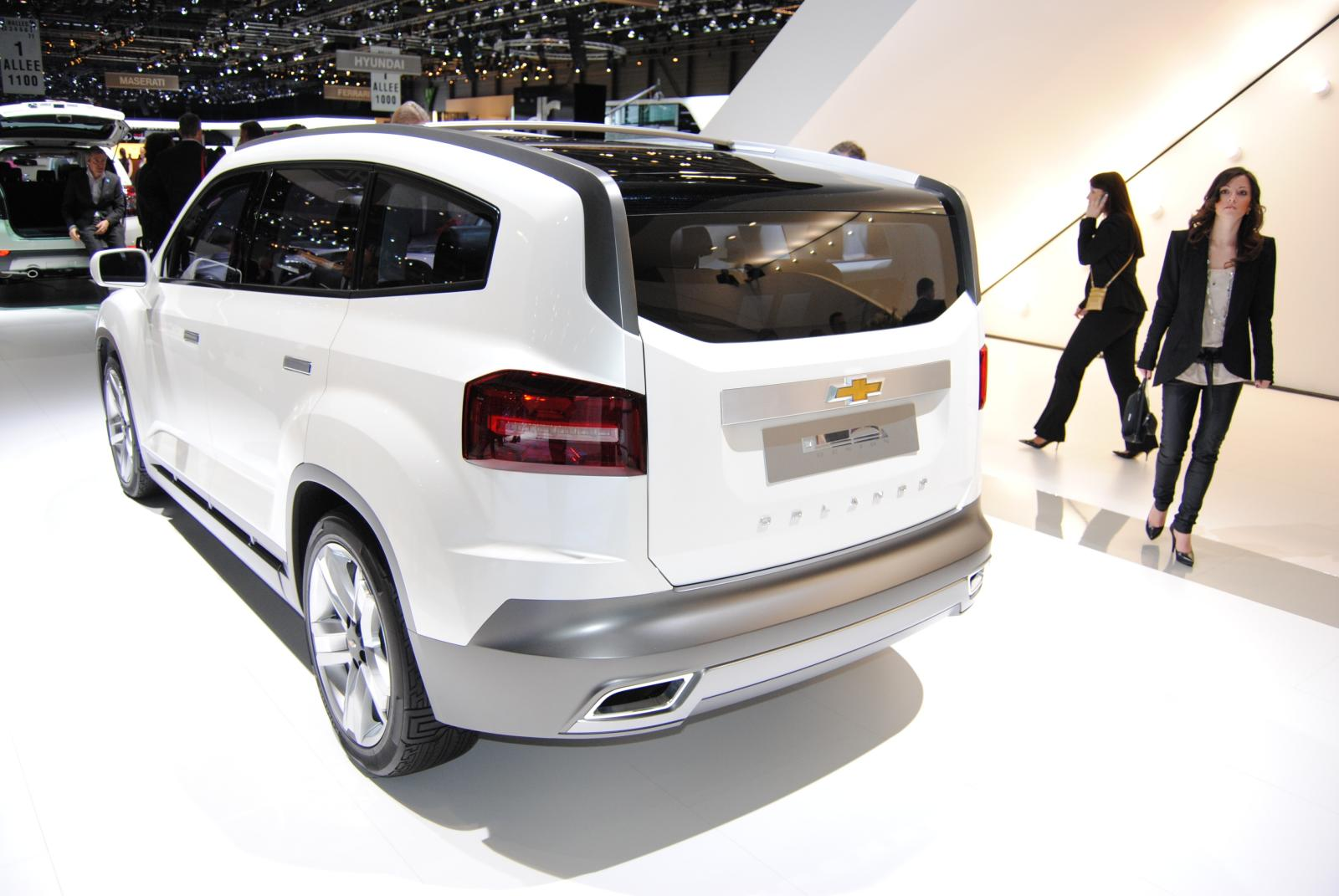
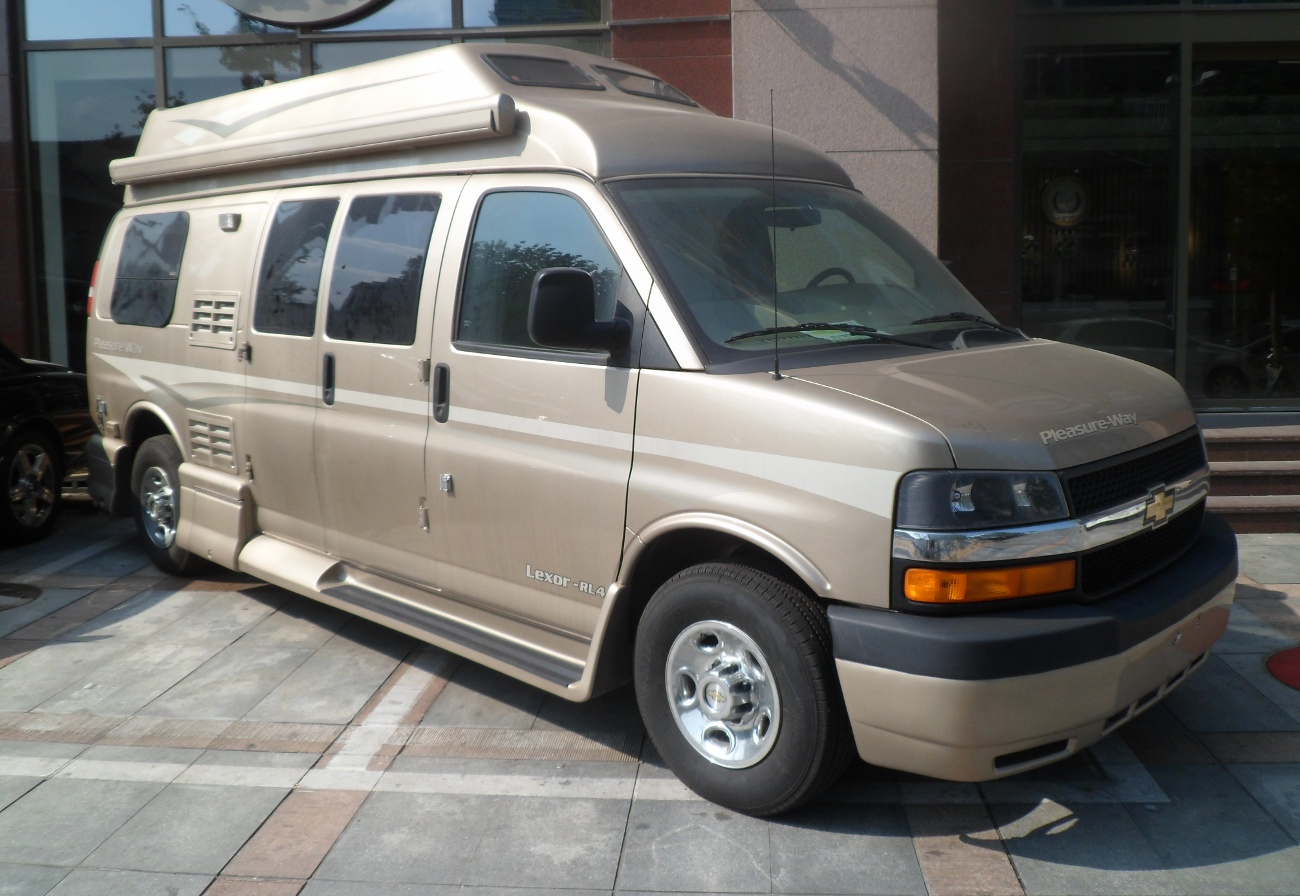
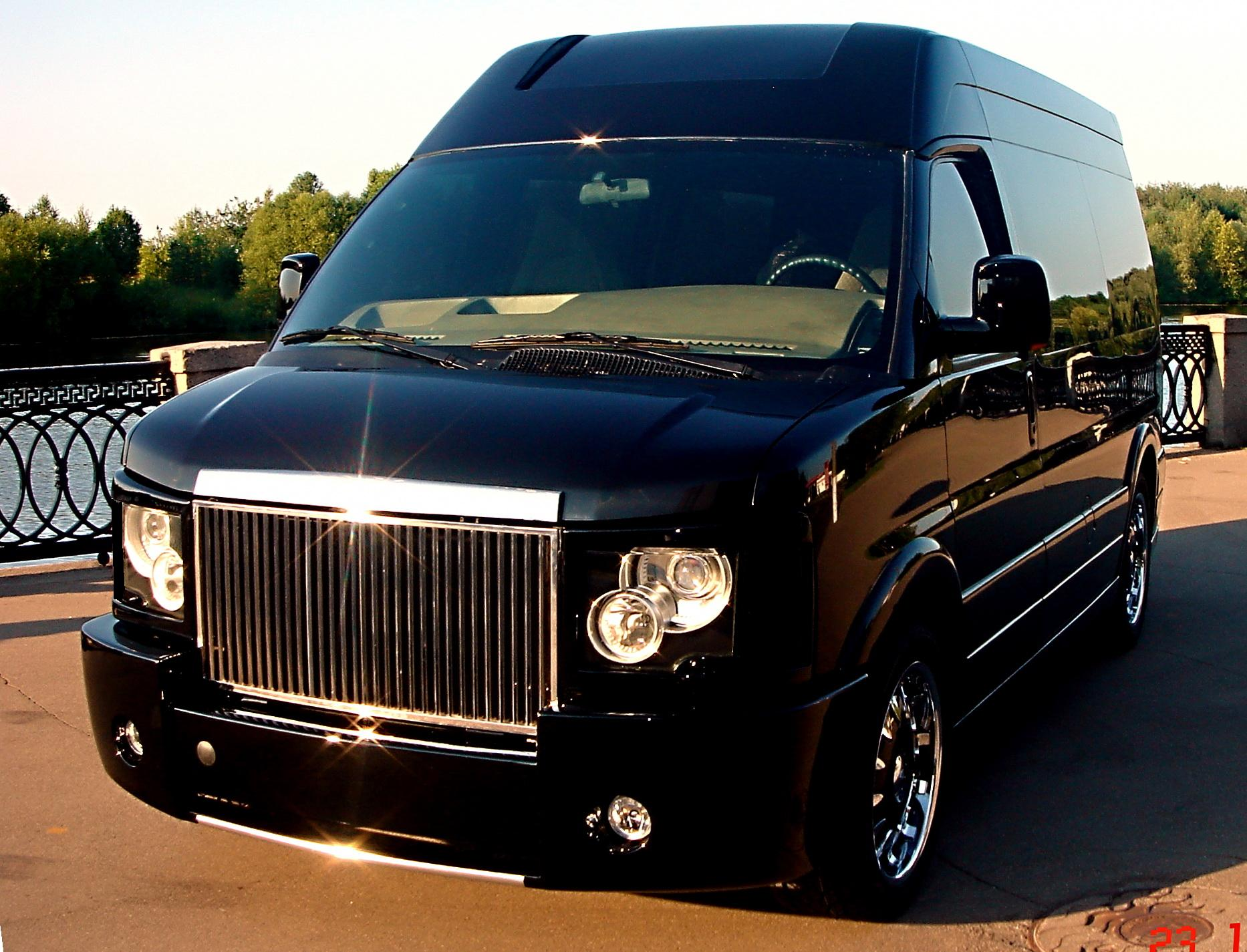
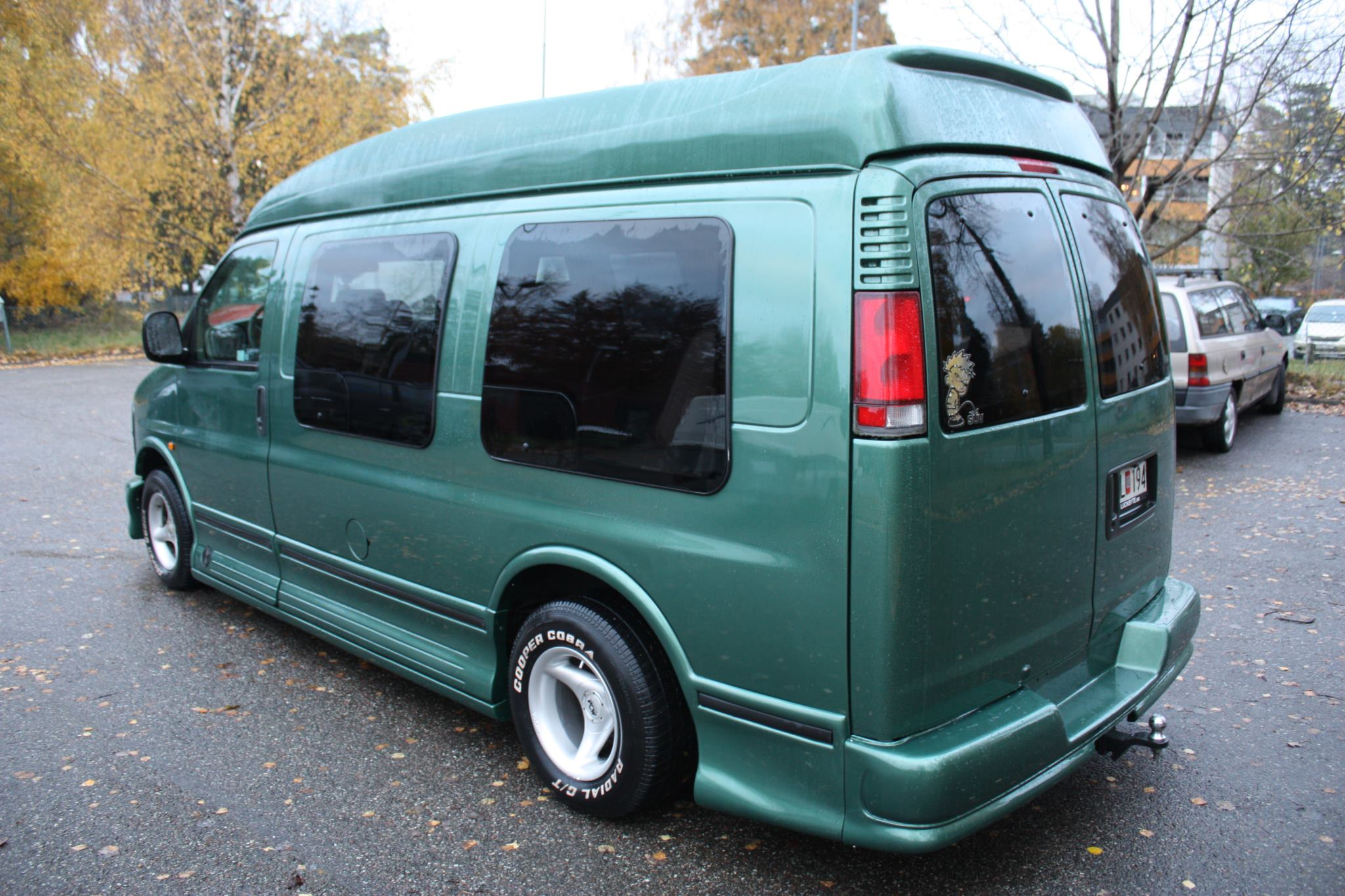
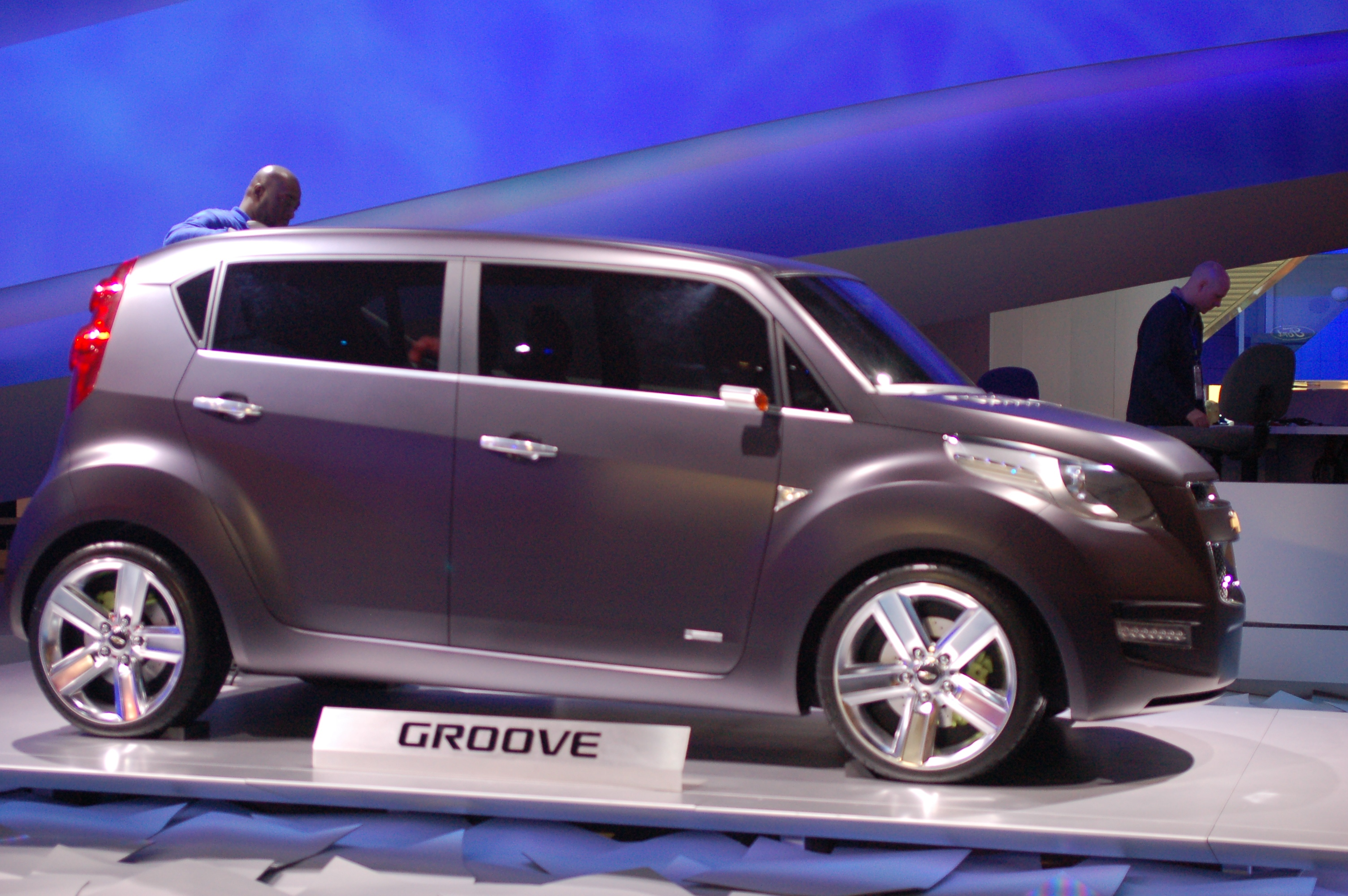
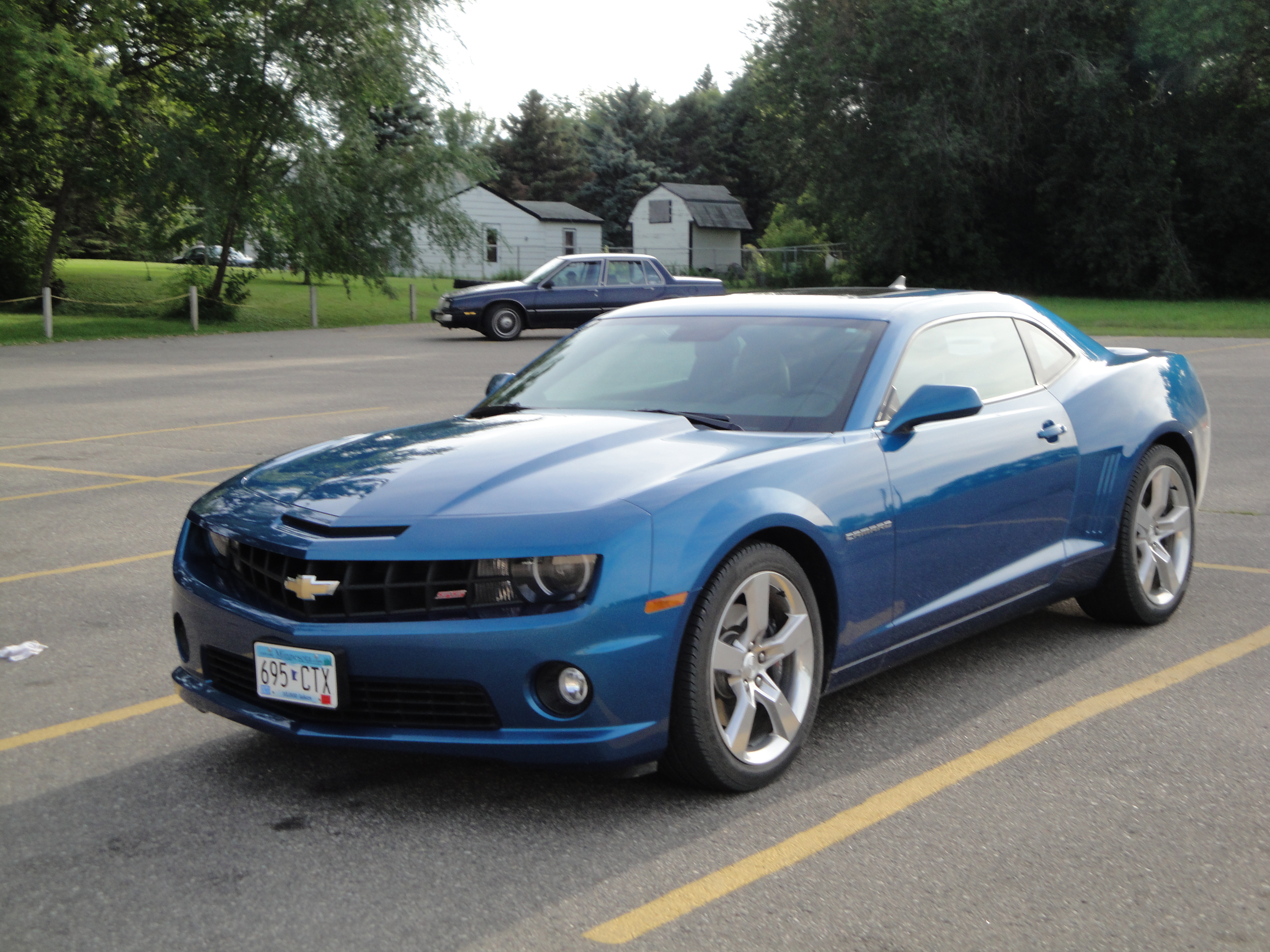
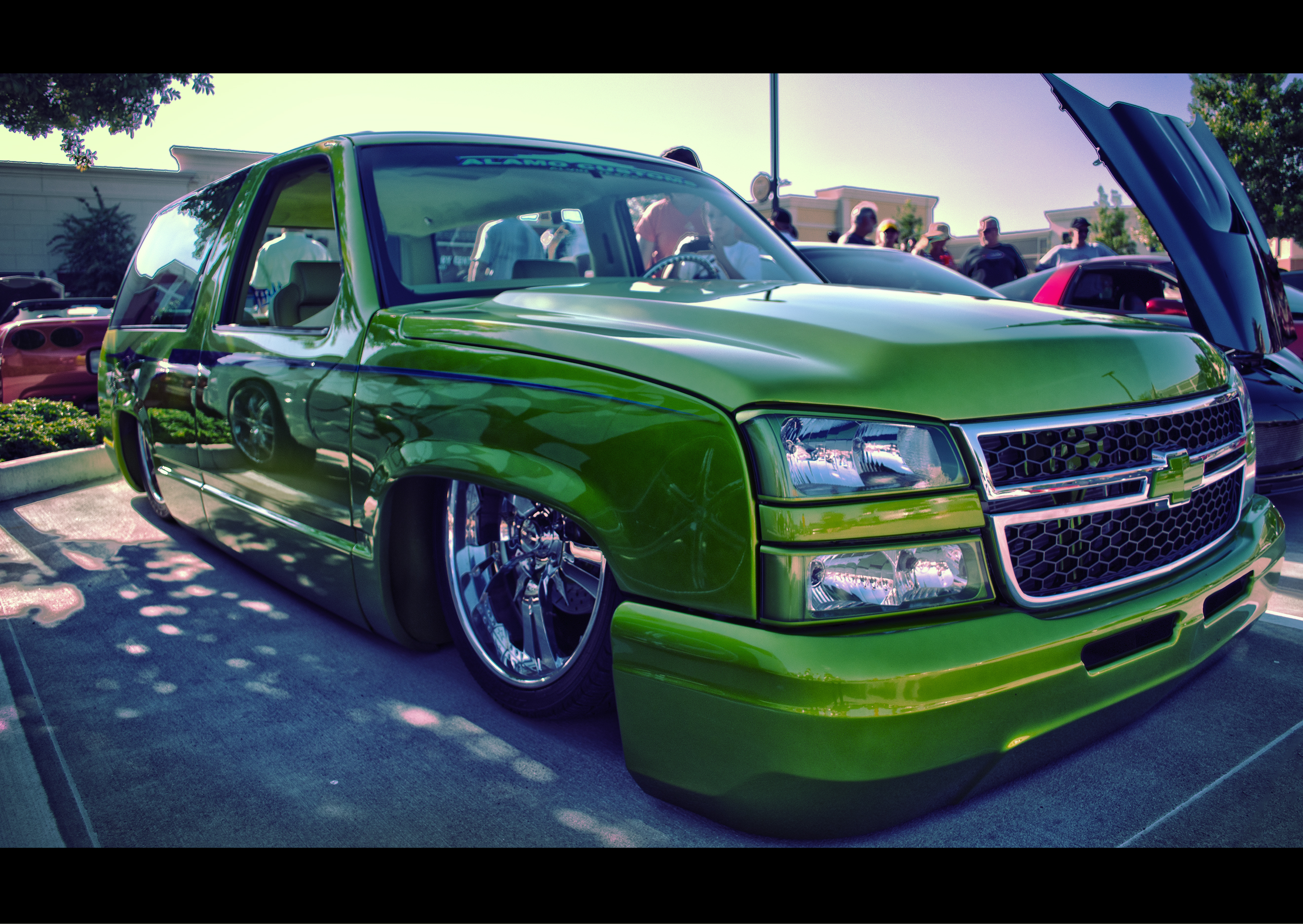
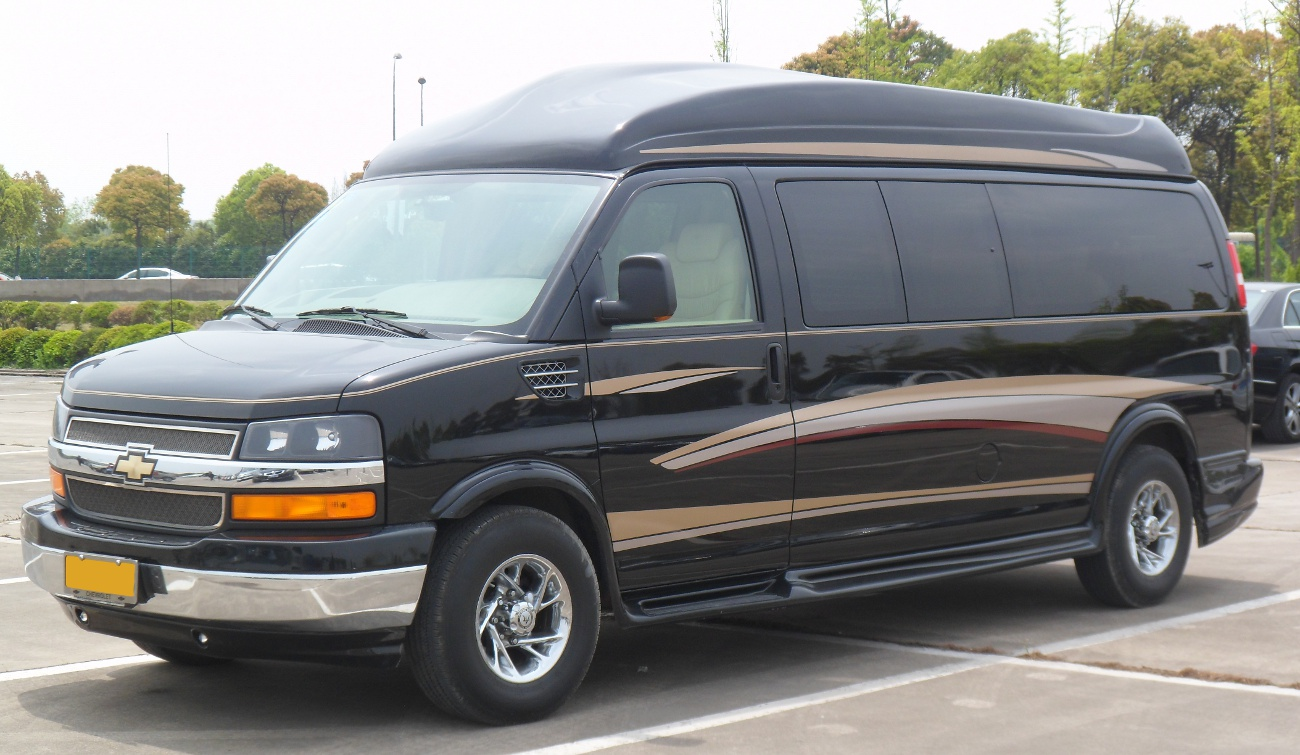
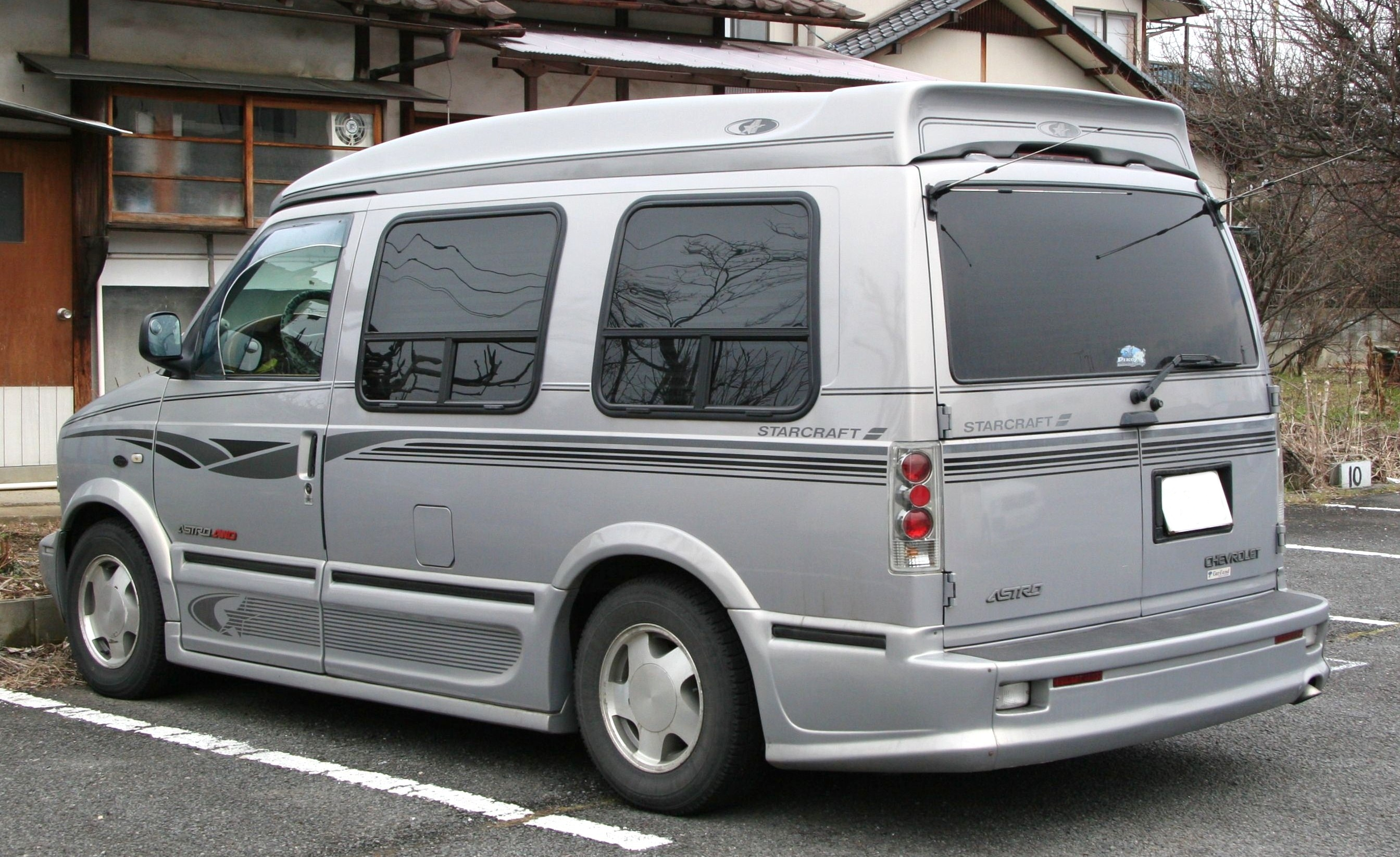
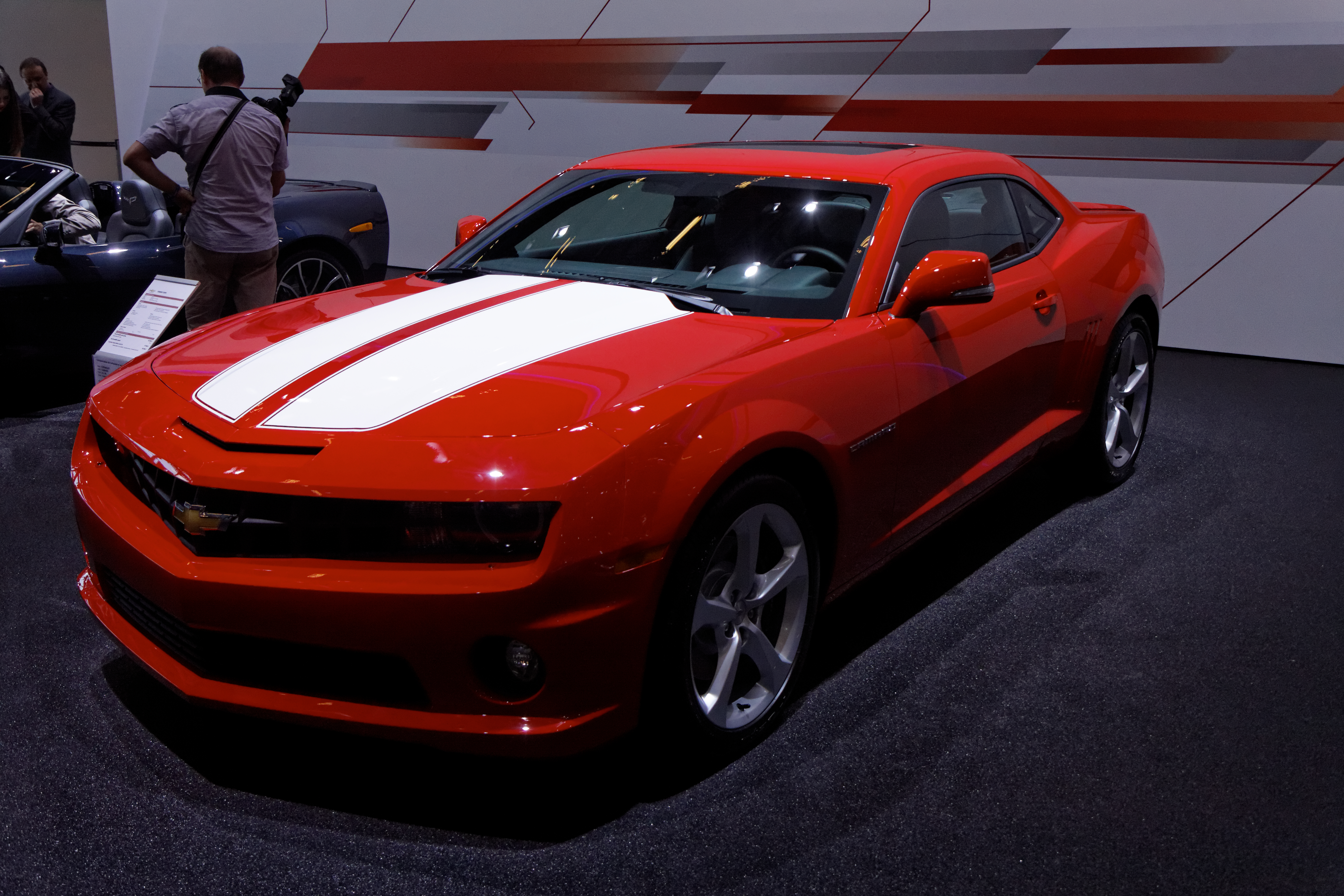
شورلت کامارو مدل ۲۰۱۲
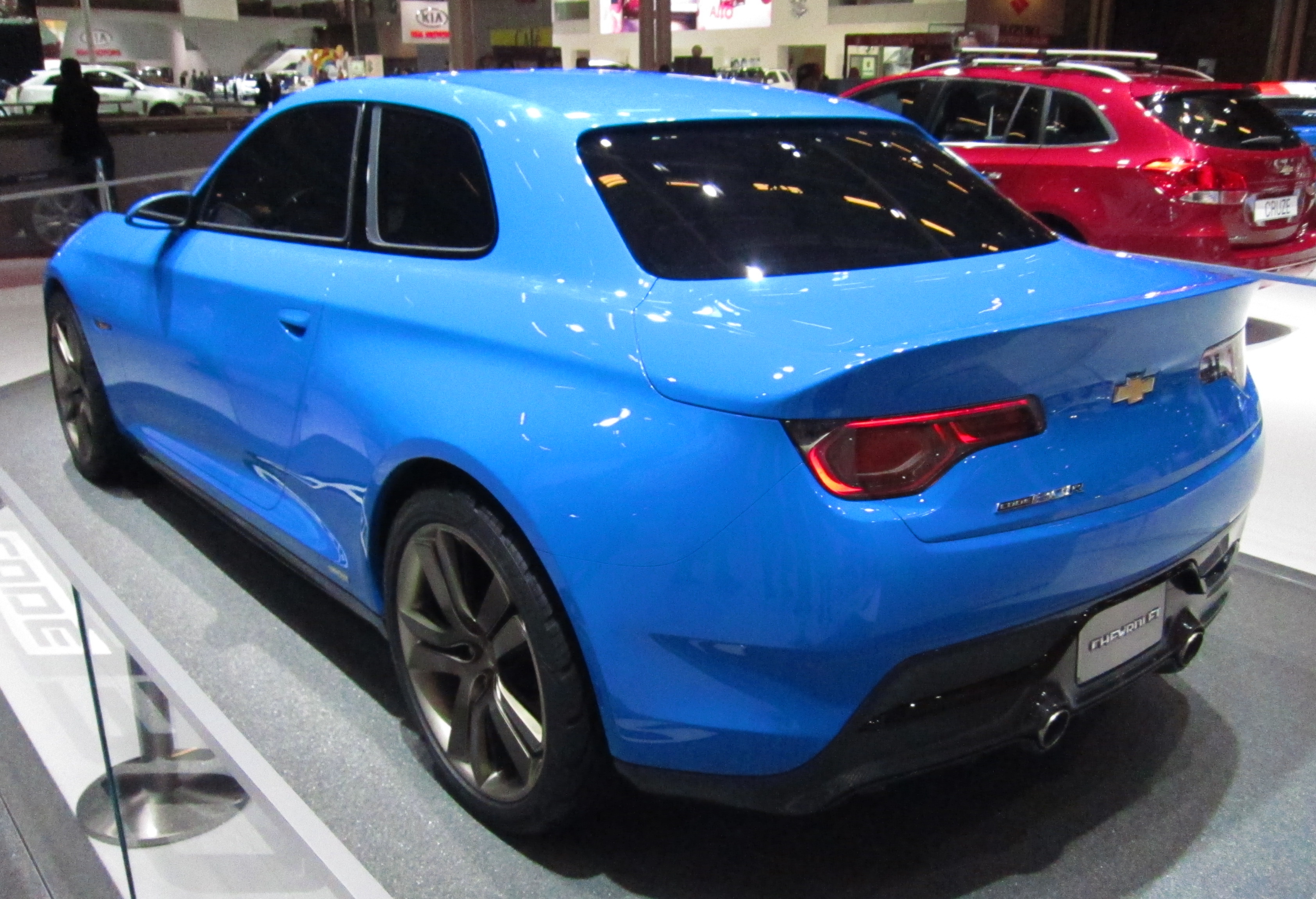
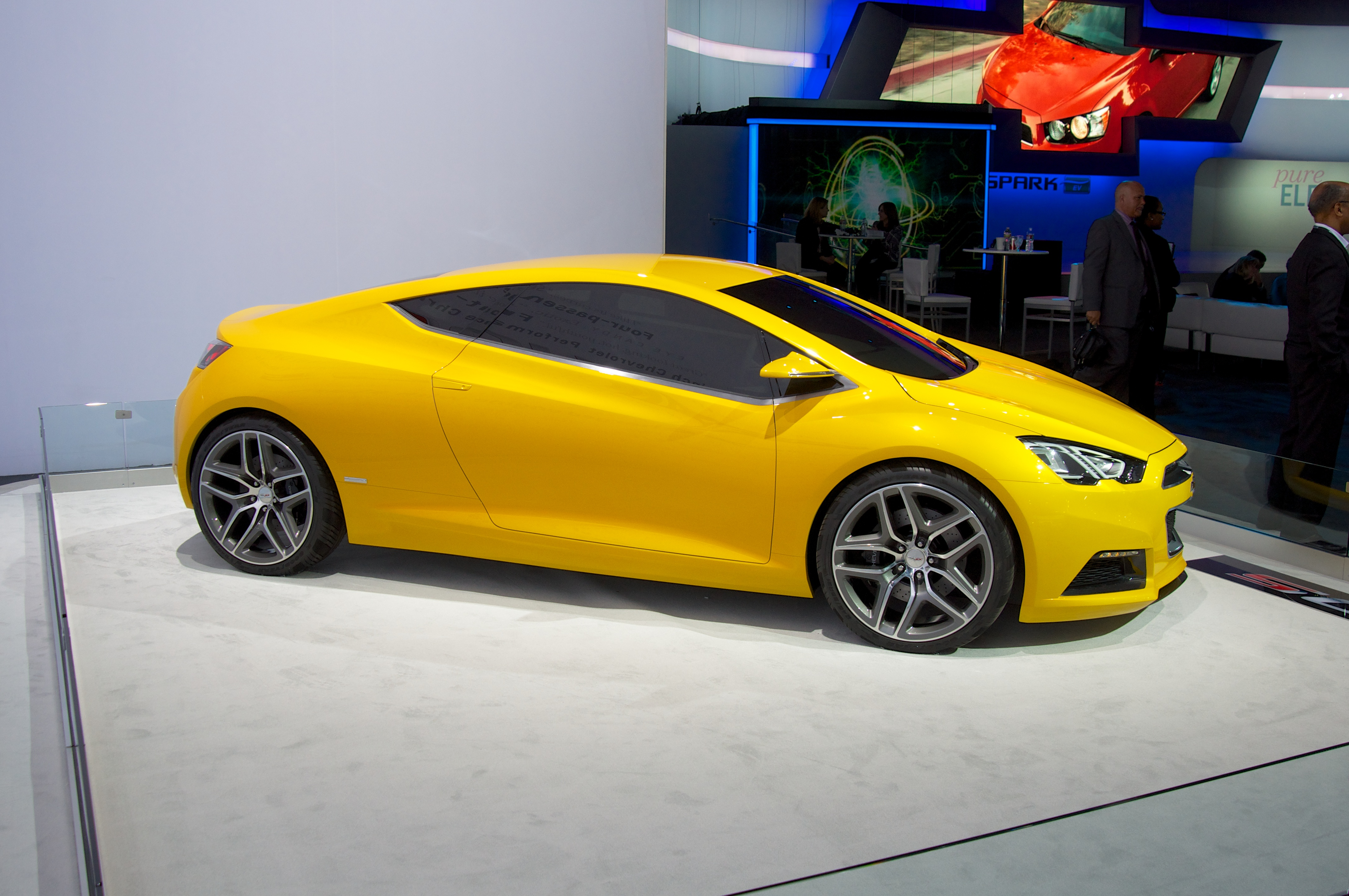
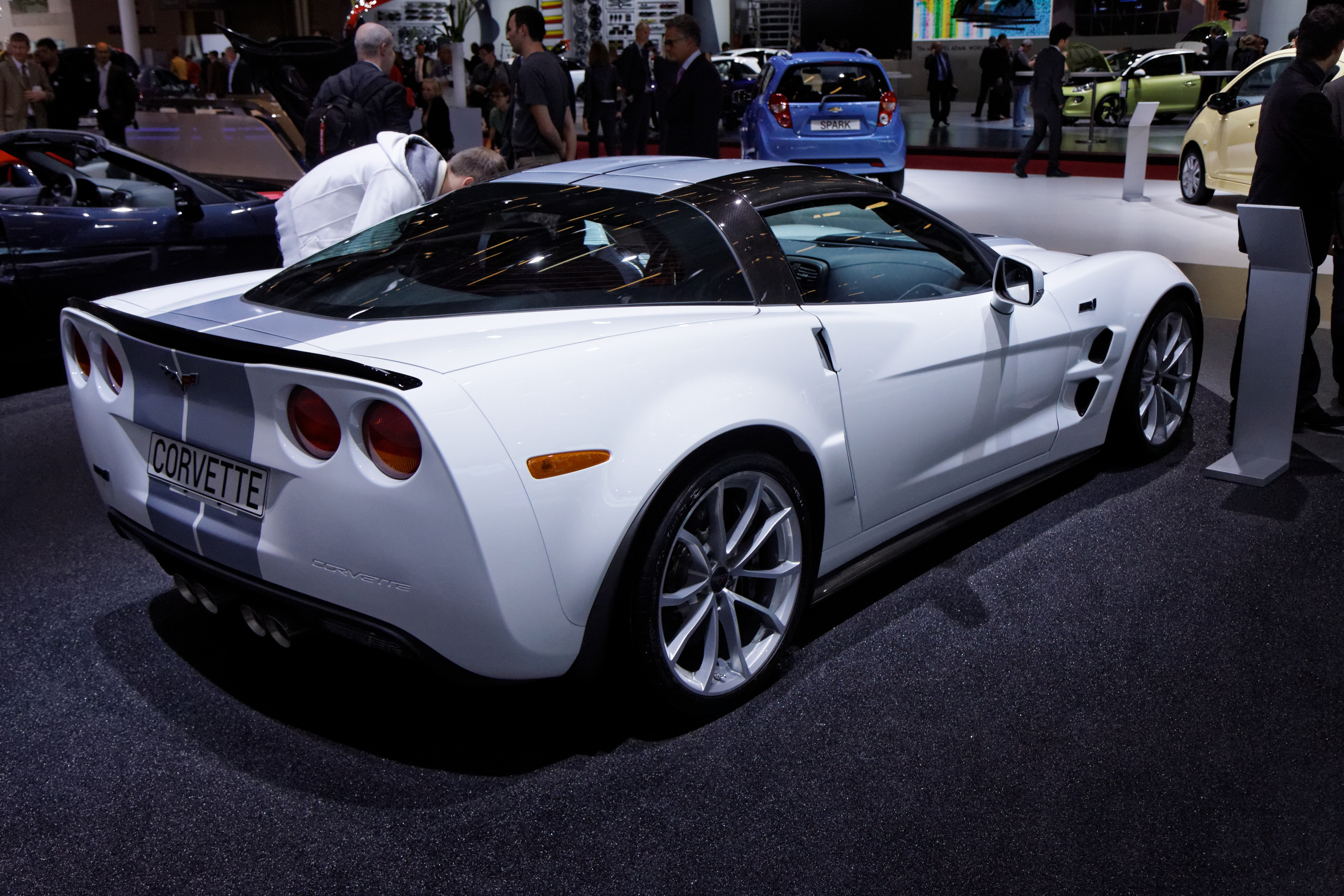
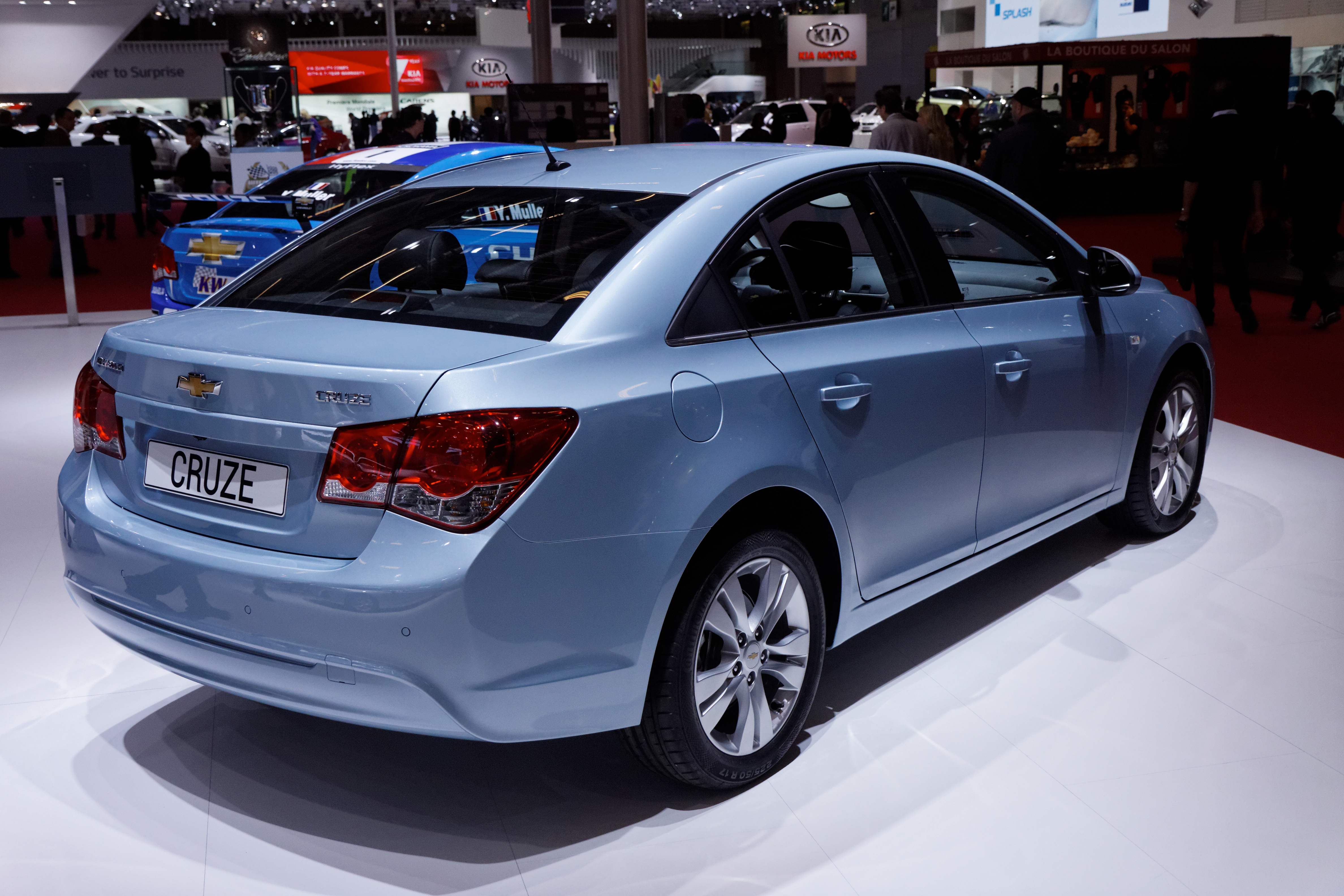
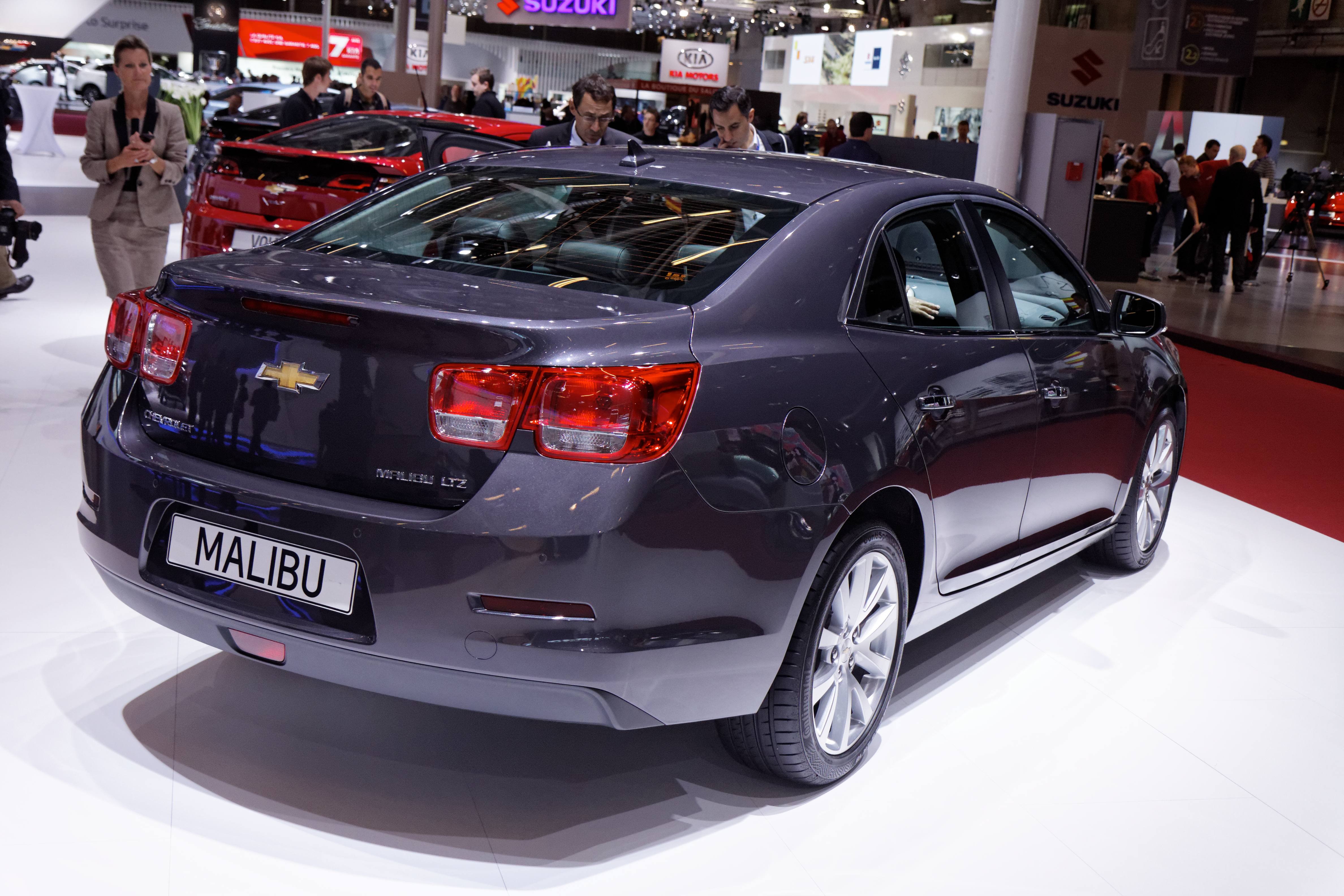
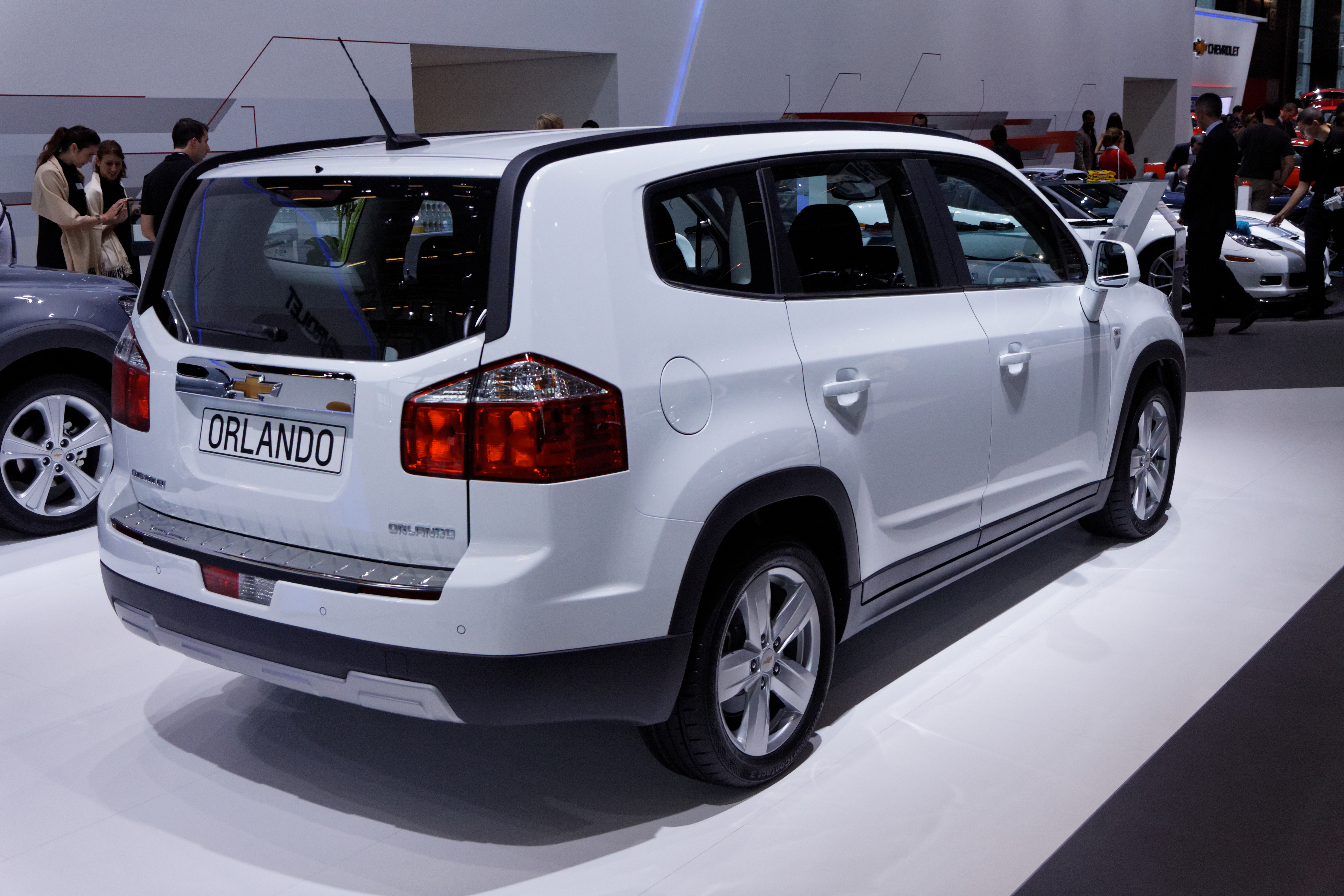
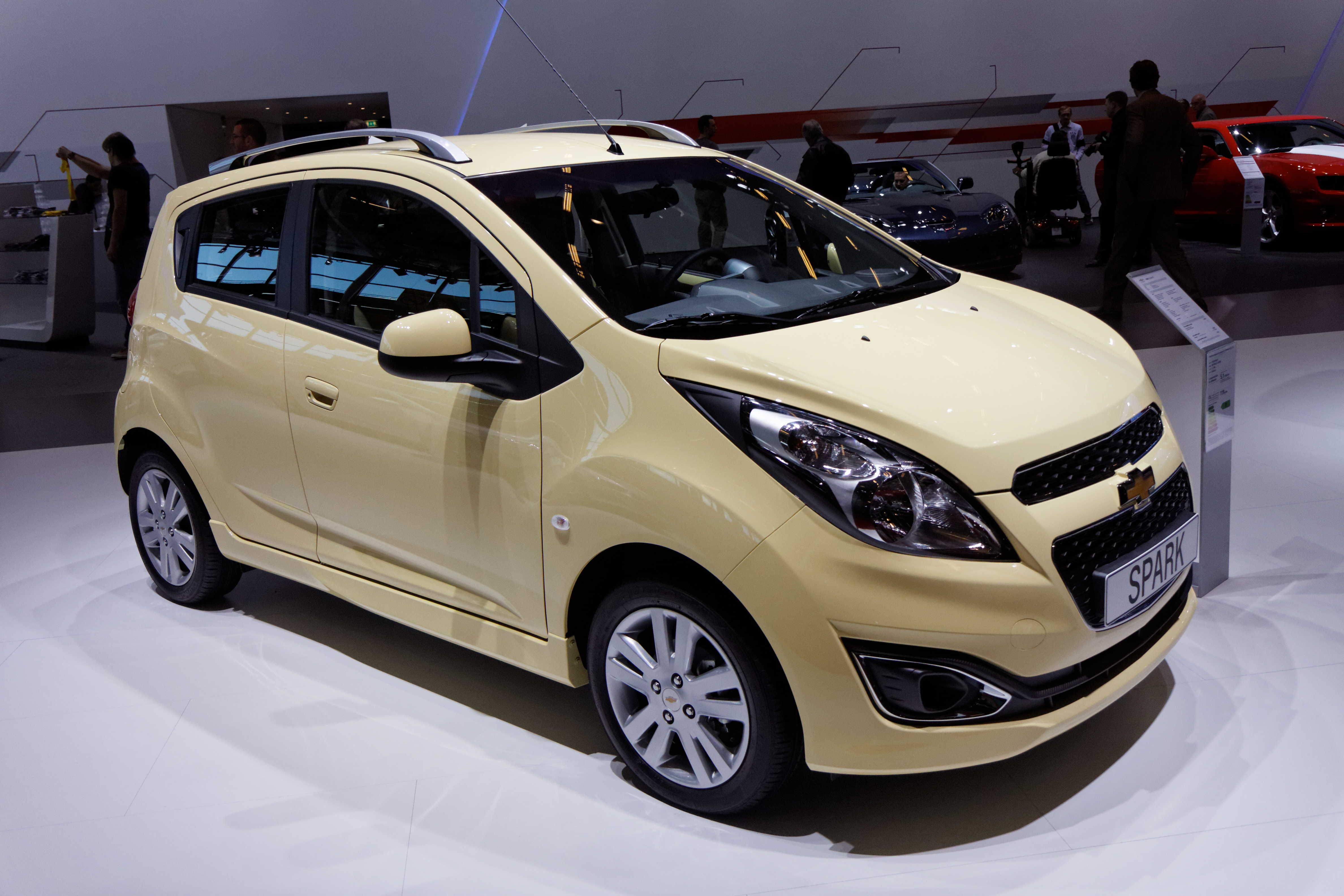
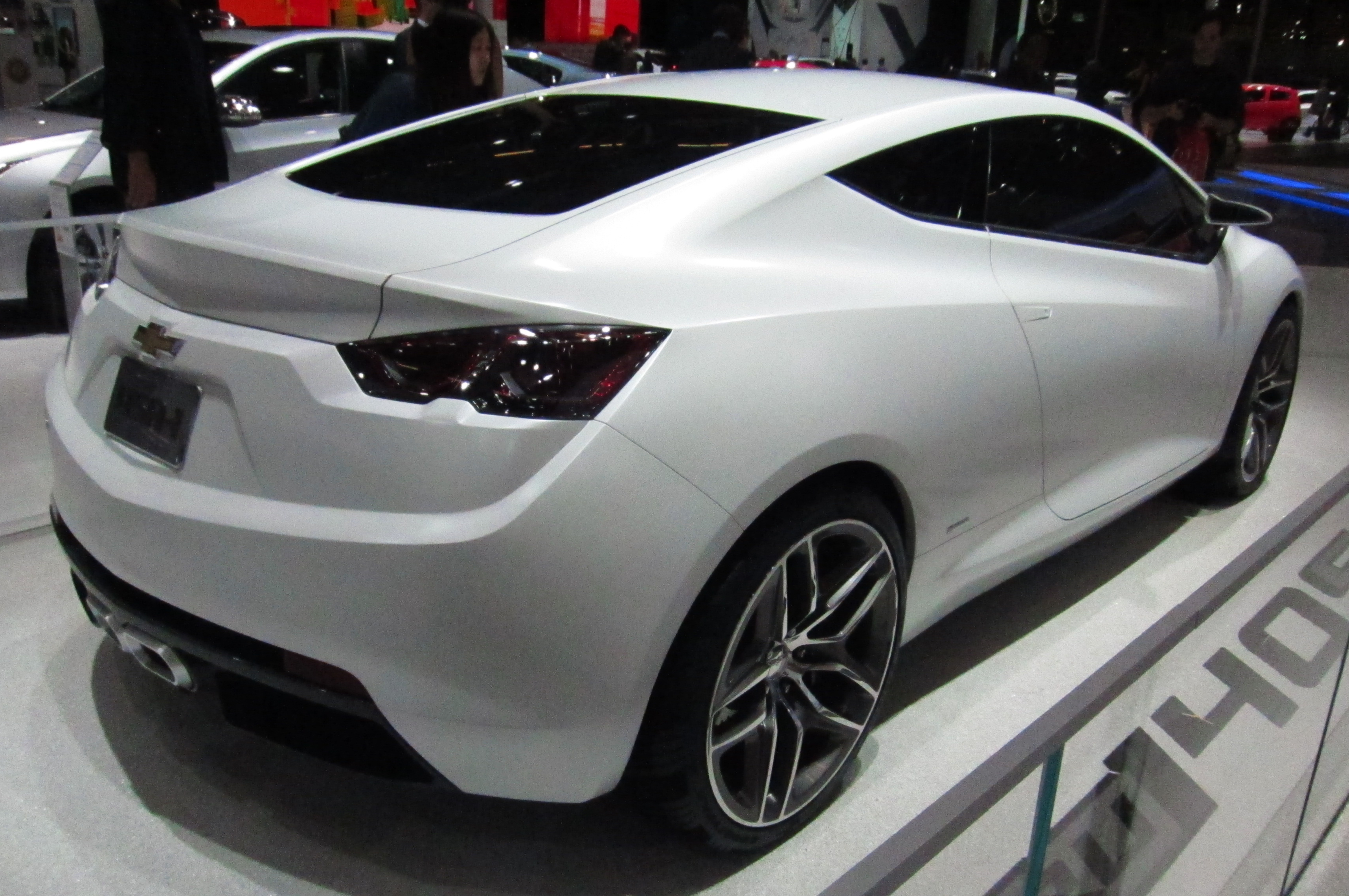
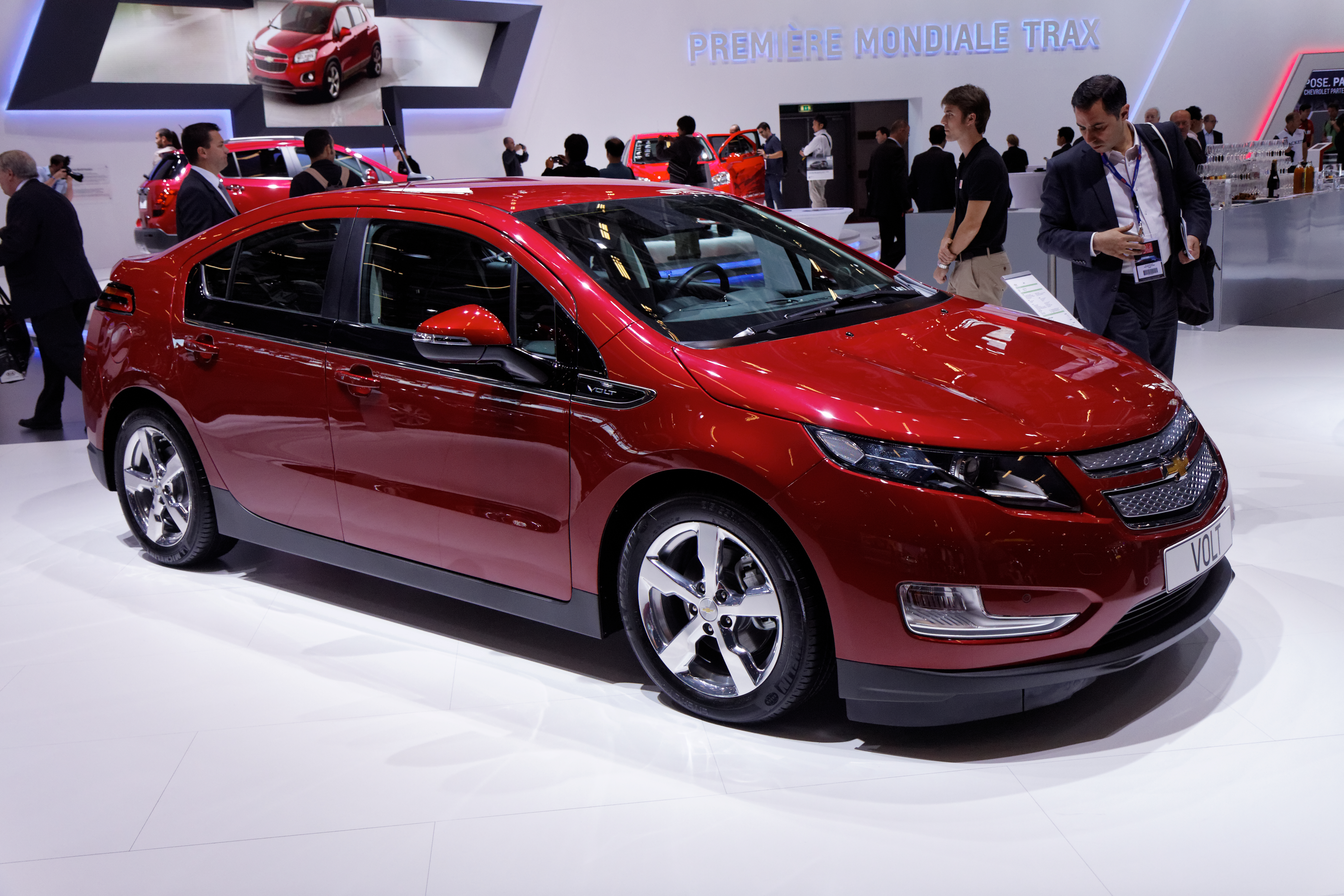
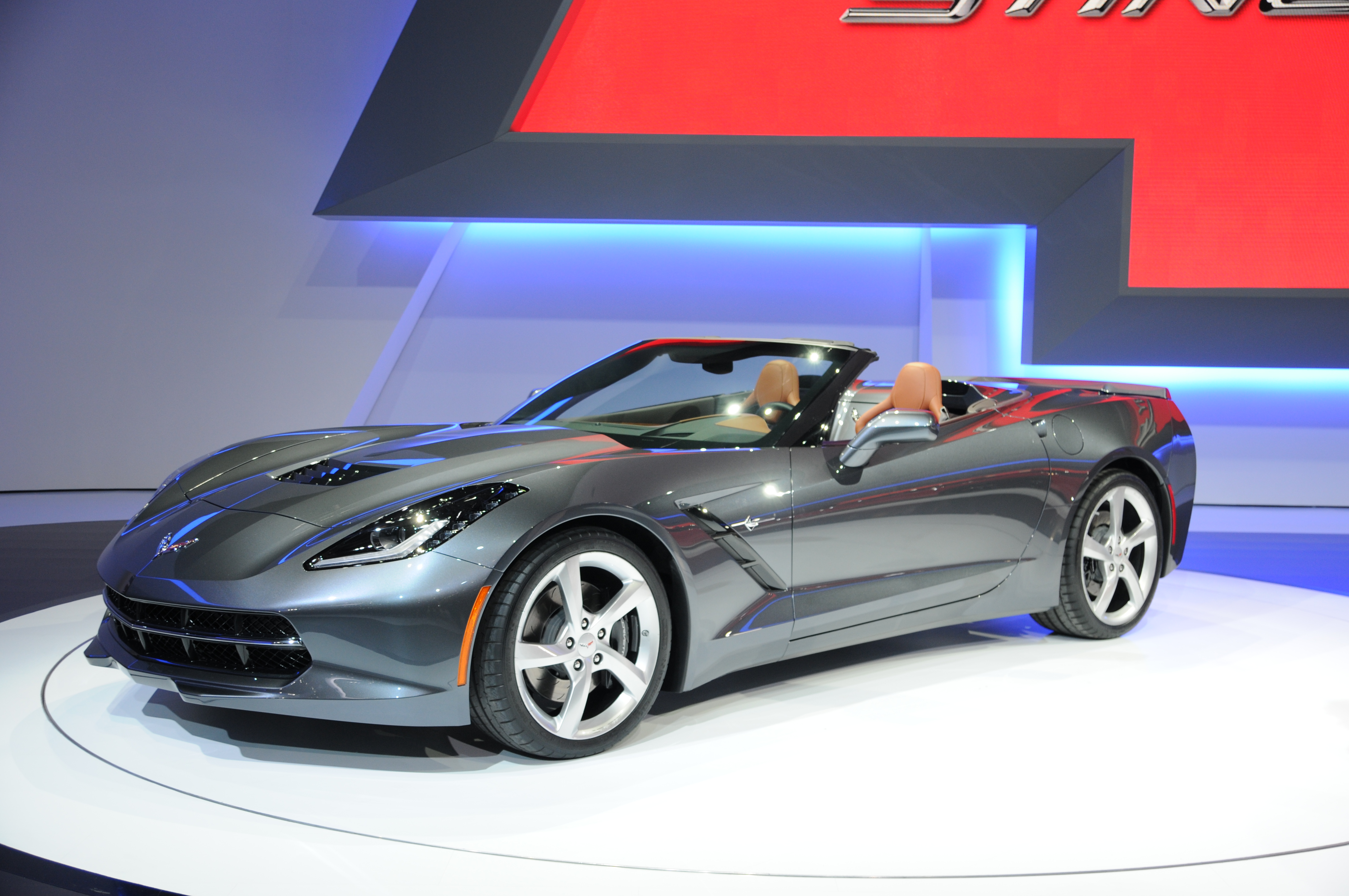
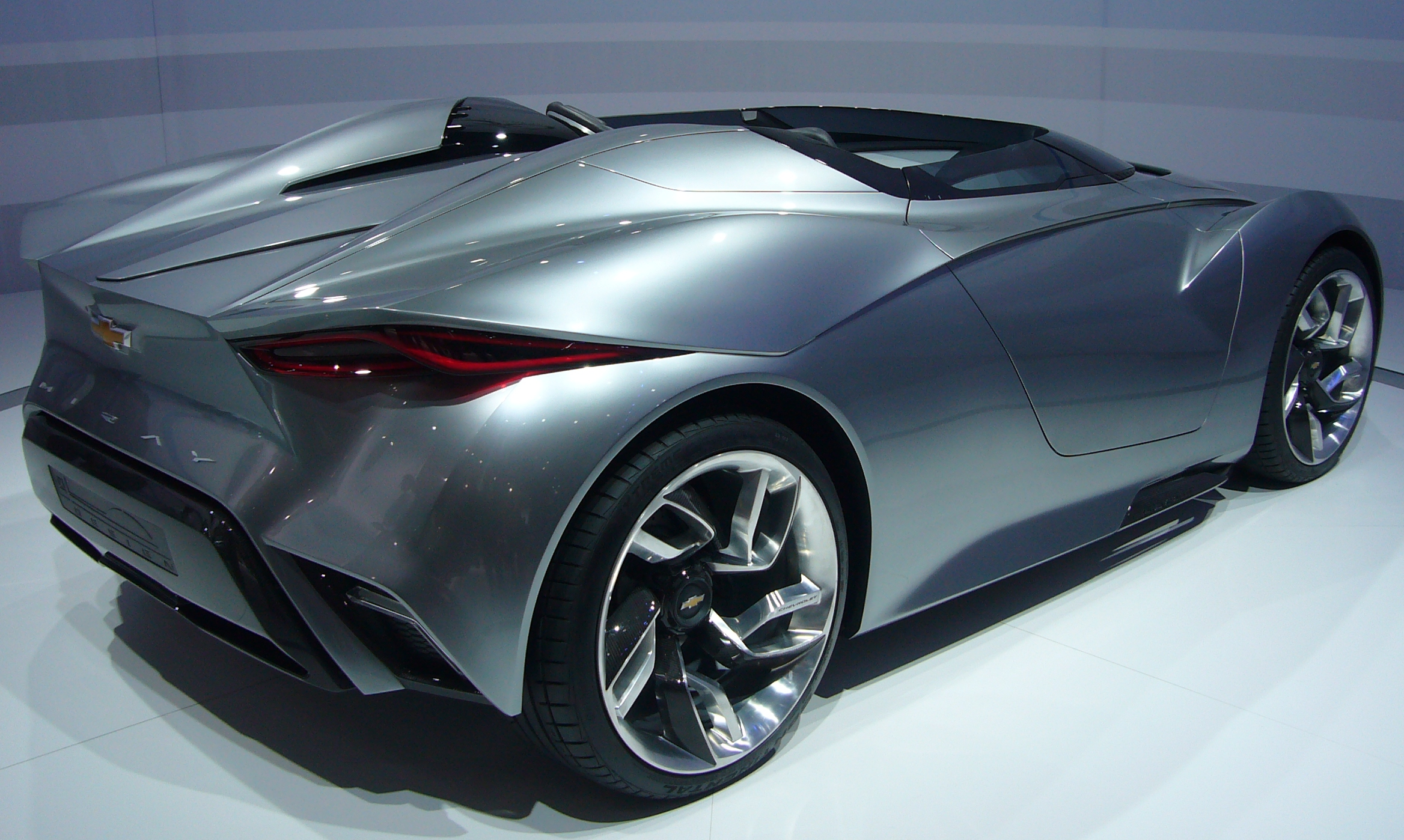
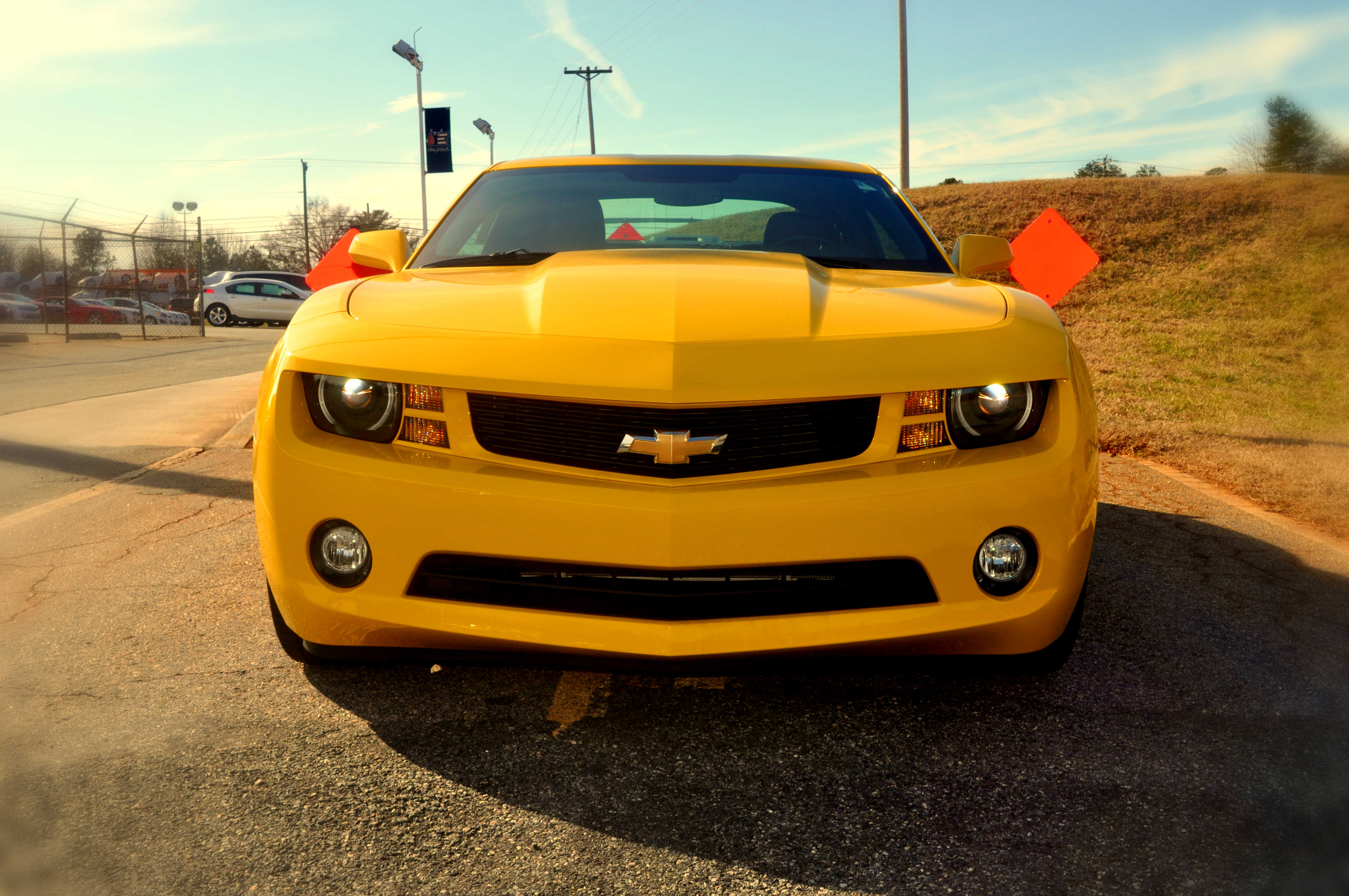
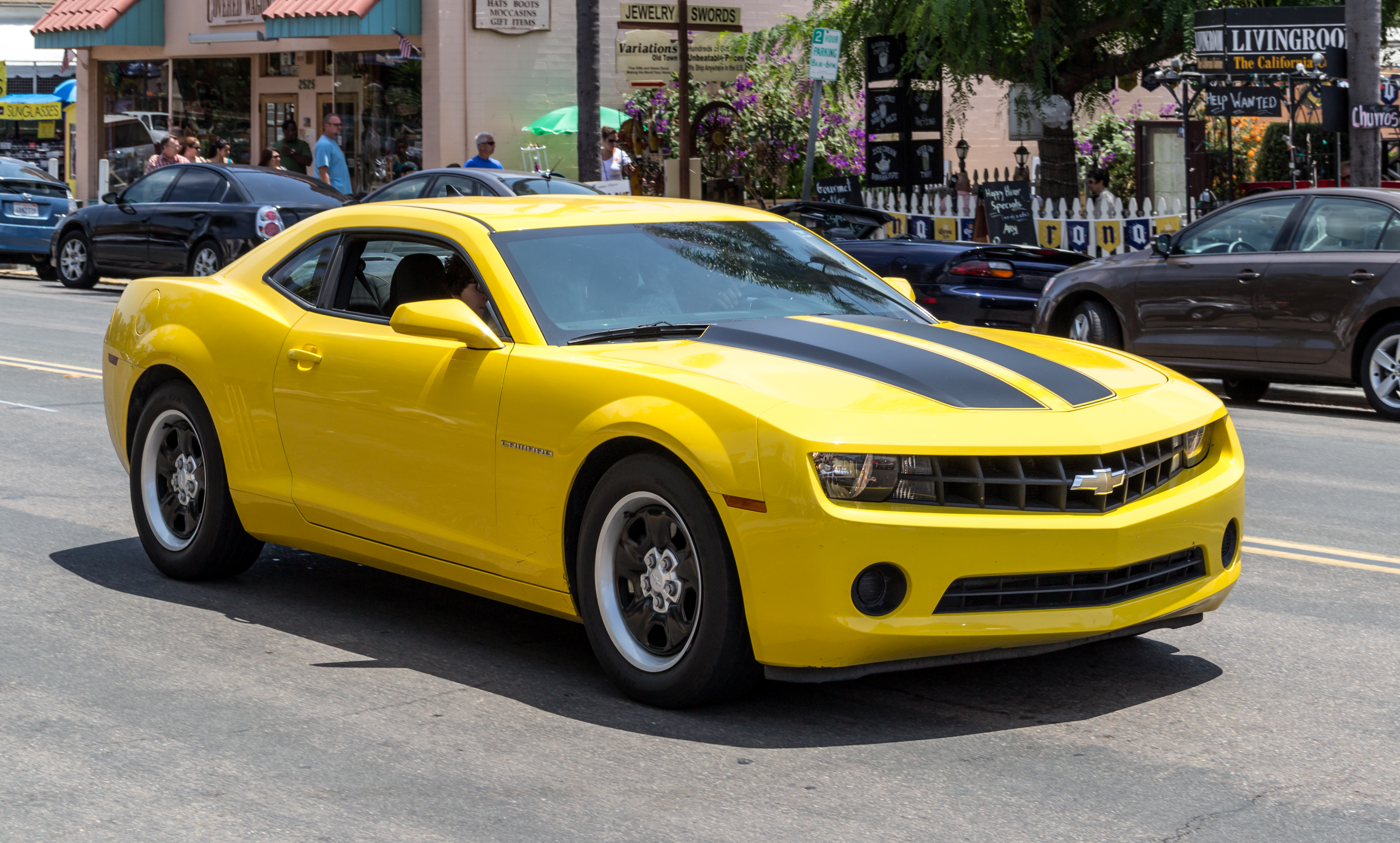
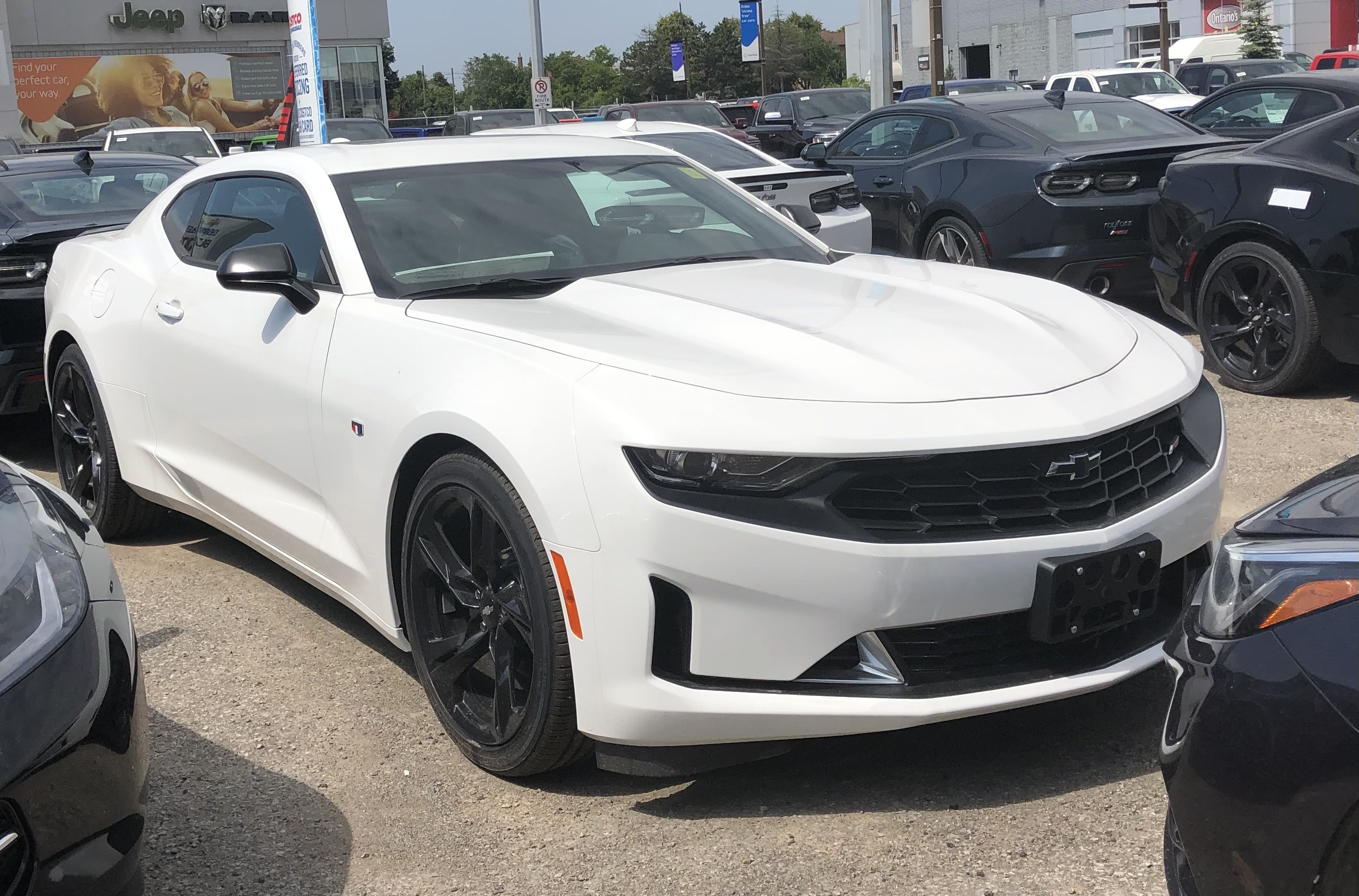
Chevrolet Camaro از محبوب‌ترین مدل‌های این شرکت خودروسازی است